# Samurái

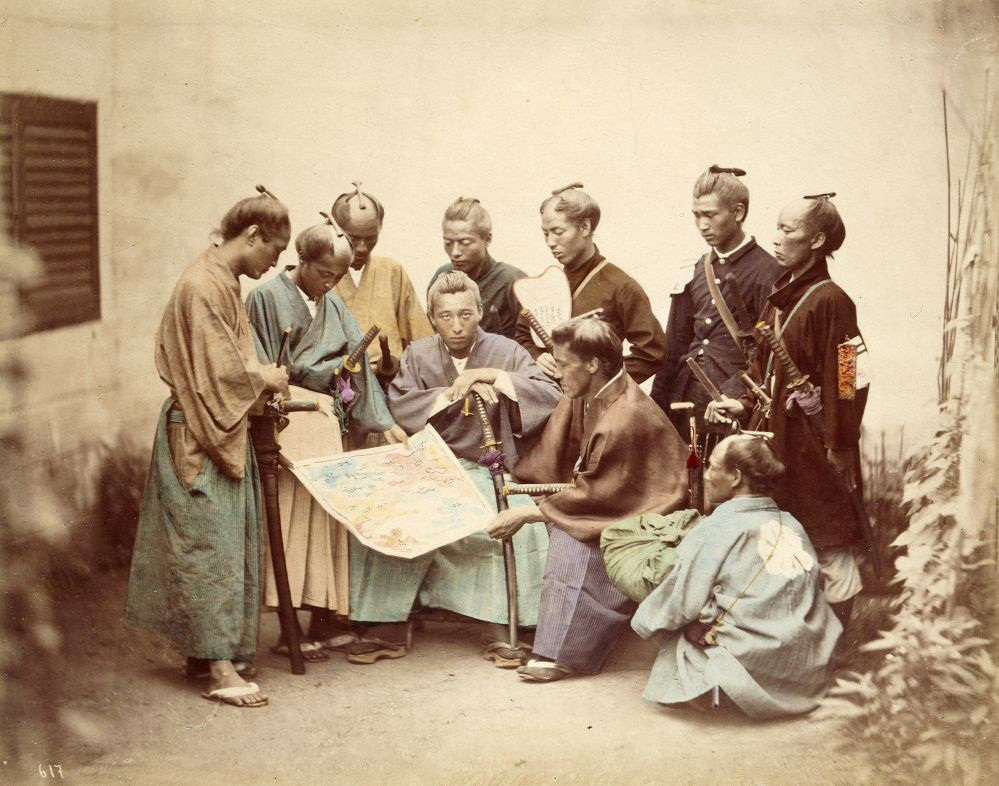
Fotografía de guerreros samuráis de la provincia de Satsuma durante la Guerra Boshin. (Fotografía coloreada).

La palabra samurái (侍 samurai?) o samuray generalmente se utiliza para designar una gran variedad de guerreros del antiguo Japón, aunque su verdadero significado es el de una élite militar que gobernó el país durante cientos de años.
El origen del samurái data de alrededor del siglo X y se fortaleció al concluir las Guerras Genpei a finales del siglo XII, cuando fue instituido un gobierno militar bajo la figura del shōgun, por el cual el Emperador de Japón quedó a su sombra como un mero espectador de la situación política del país. Su momento cumbre tuvo lugar durante el período Sengoku, una época de gran inestabilidad y continuas luchas de poder entre los distintos clanes existentes, por lo que esta etapa de la historia de Japón es referida como «período de los estados en guerra». El liderazgo militar del país continuaría a manos de esta élite hasta la institución del shogunato Tokugawa en el siglo XVII por parte de un poderoso terrateniente samurái (conocidos como daimyō) llamado Tokugawa Ieyasu, quien paradójicamente, al convertirse en la máxima autoridad al ser nombrado como shōgun, luchó por reducir los privilegios y estatus social de la clase guerrera, proceso que finalmente culminó con su desaparición cuando el emperador retomó su papel de gobernante durante la Restauración Meiji en el siglo XIX.
Históricamente la imagen de un samurái estuvo más relacionada con la de un arquero a caballo que con la de un espadachín, y no fue sino hasta que reinó una relativa paz que la espada adquirió la importancia con la que se la relaciona actualmente; la fantasía y la realidad de los samuráis se ha entremezclado e idealizado y sus historias han servido de base tanto de novelas, como de películas, historietas y hasta videojuegos.

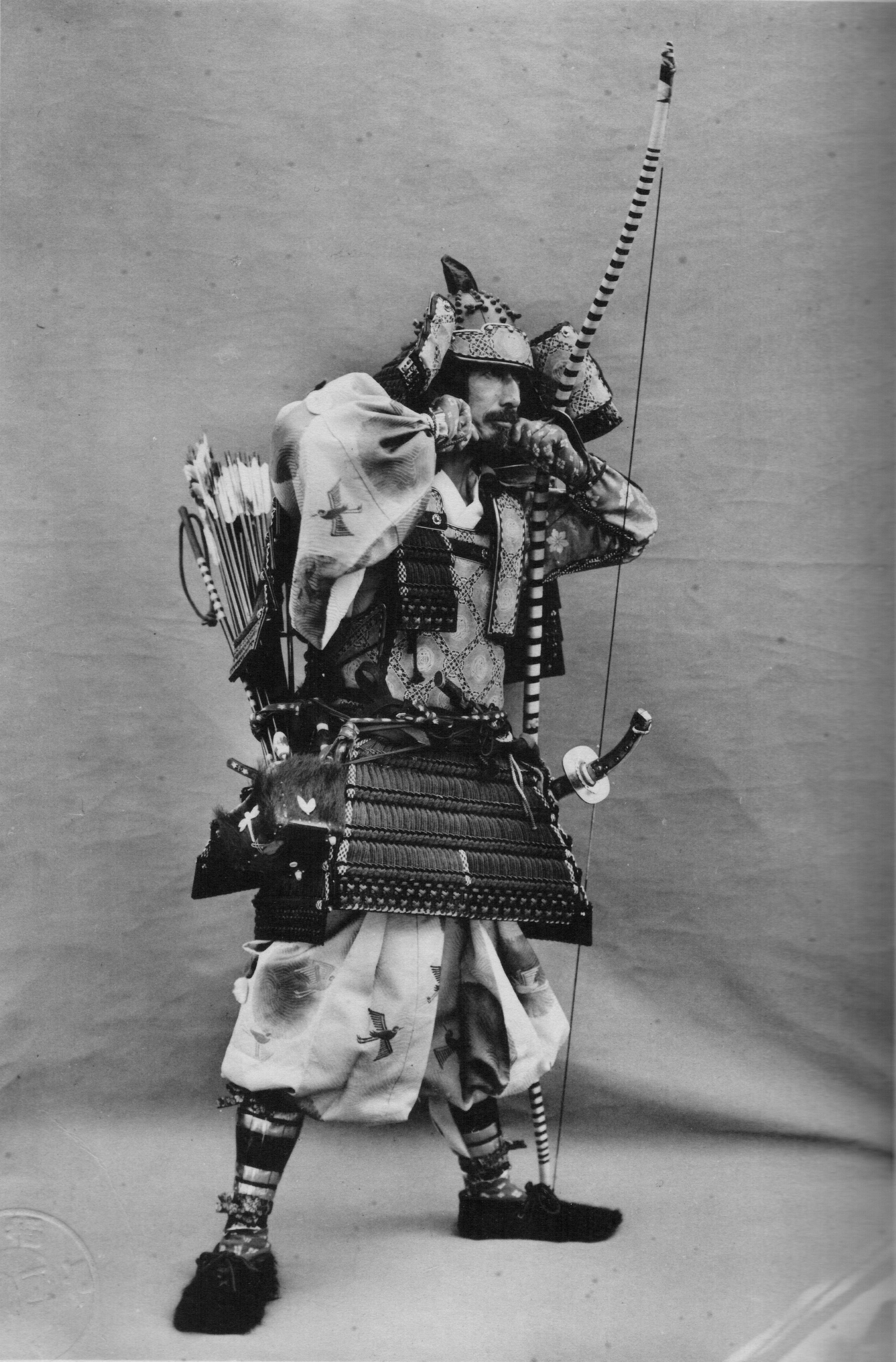
Armamento medieval

## Etimología

Kanji de la palabra «samurái».

Aunque no existe certeza del origen exacto de la palabra samurai (侍?), la mayoría de los historiadores concuerdan en que tiene su origen en una variación del verbo, en japonés antiguo, saburau que significa «servir», por lo que el término derivado saburai se convierte en «aquellos que sirven».
El primer registro que se ha encontrado de la palabra samurái data del siglo VIII y no era aplicado con un carácter marcial, sino que se utilizaba para referirse a los sirvientes domésticos encargados de atender a los ancianos. La palabra finalmente derivó a un aspecto militar y su significado como lo conocemos hoy en día surgió con los gunkimono (軍記物?), una serie de historias de guerra del siglo XII gracias a las cuales se ha podido estudiar el comportamiento, metodología y apariencia de la élite militar.
Los términos bushi (武士?) y samurai (侍?) han sido utilizados como sinónimos, pero la diferencia radica en que la palabra bushi significa sencillamente «guerrero» sin importar la posición o jerarquía, mientras que la palabra samurái significa servidor o el que sirve.

## Historia

### Antecedentes

#### Era Kofun

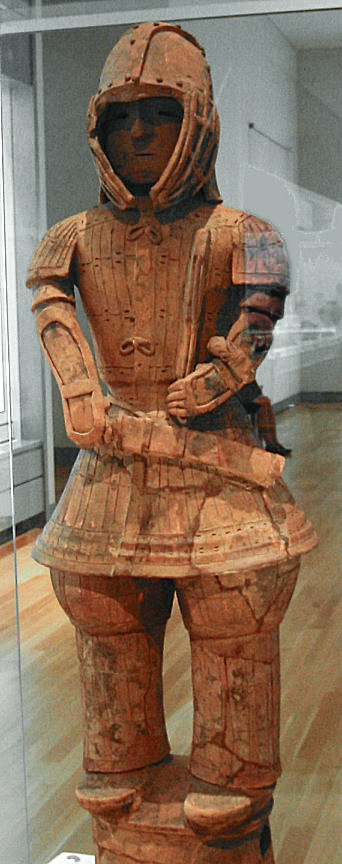
Haniwa de un soldado de la era Kofun, exhibido en el Museo Nacional de Tokio.

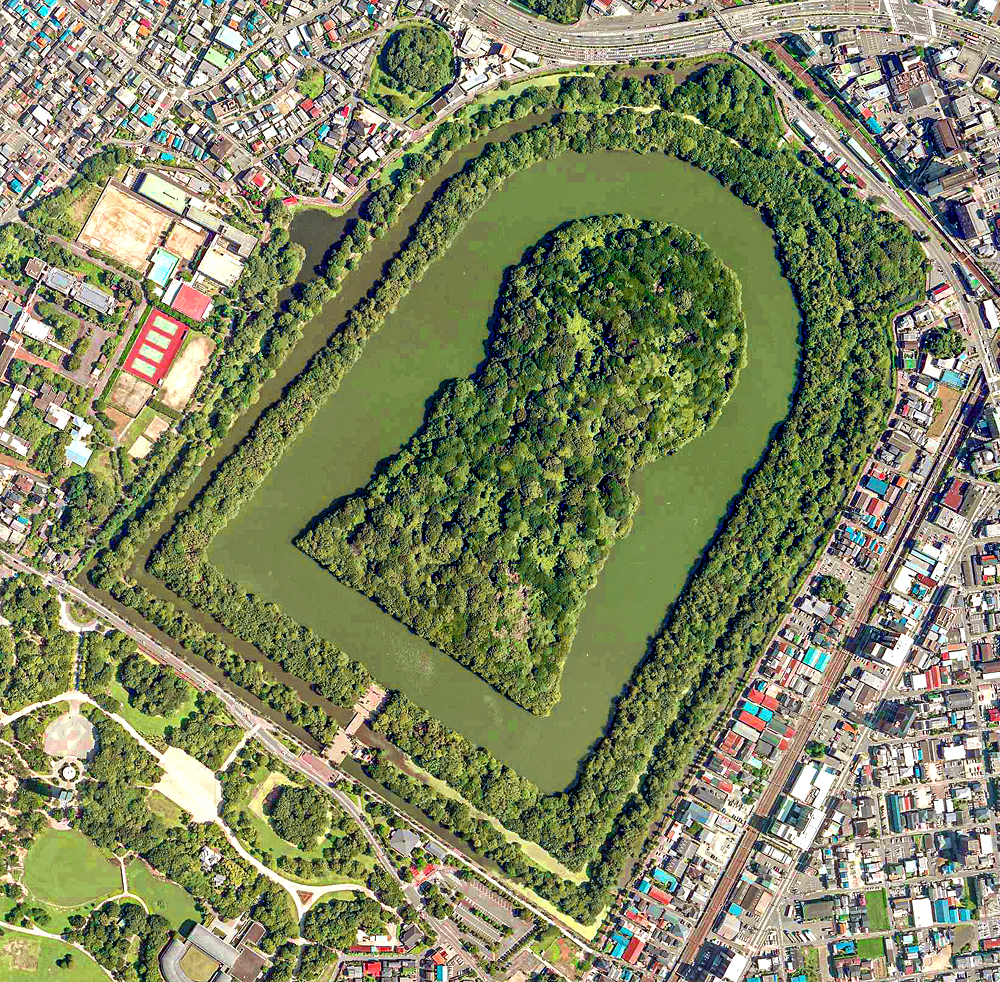
El Daisenryō-Kofun en Osaka, es la tumba más grande de este tipo y su construcción data del d. C.

Durante el período Kofun (250 - 530), la clase aristocrática estaba constituida por guerreros a caballo, los cuales eran enterrados junto con sus armas, armaduras, espejos de bronce y joyas en túmulos que generalmente solían tener la forma de un ojo de cerradura. Estos sepulcros eran conocidos como kofun (古墳?   lit. «tumba antigua» o «túmulo antiguo»). Era común depositar además estatuillas de barro con formas de sirvientes, animales y soldados. Estas figurillas eran conocidas como haniwa (埴輪?) y con ellas se reemplazaban los sacrificios humanos. Del estudio de los haniwa encontrados, se puede deducir que estos aristócratas son los antepasados directos de los que más adelante serán conocidos como samuráis, término que no fue acuñado oficialmente para referirse a la clase guerrera de élite sino hasta el siglo XII.
Durante este periodo, Japón estuvo íntimamente relacionado con las situaciones bélicas en Corea y China. Durante el año 400, un ejército de infantería acudió en auxilio del reino de Paekche, pero sufrieron una gran derrota a manos de la caballería del reino de Koguryo. Esto les hizo recapacitar seriamente sobre la forma en que desarrollaban sus tácticas de guerra. Aunque en Japón ya se utilizaban los caballos para labores en el campo, el adiestramiento de estos animales para la guerra se intensificó, así como la capacitación de los jinetes. En el año 553, Paekche buscó nuevamente el apoyo de tropas japonesas, pero solicitaron arqueros y caballería, muestra de la importancia que jugaron estos elementos en las guerras de la época.

#### Era Asuka
En 602, el Príncipe Kume lideró una expedición a Corea acompañado por 120 a 150 caciques locales, cada uno de los cuales ostentaba el título de Kuni ni Miyatsuko. Cada uno de ellos iba acompañado de un ejército personal, dependiendo de las riquezas del feudo. Estas tropas constituyeron lo que sería el prototipo de un ejército samurái siglos después.
Los conflictos bélicos siguieron ocurriendo en China y Corea. En 618 la dinastía Tang tomó el poder en China y se unió con el reino coreano de Silla con el fin de atacar a Paekche. Los japoneses enviaron tres ejércitos expedicionarios (en 661, 662 y 663) para auxiliar al reino de Paekche. Durante estas expediciones sufrieron una de las peores derrotas en su historia antigua, perdiendo 10 000 hombres y cuantiosos barcos y caballos. Japón comenzó a preocuparse por una invasión por parte de la nueva alianza entre Silla y China. En 670 se ordenó censar a la población para reclutar elementos para el ejército. Además se fortificó la costa norte de Kyūshū, se colocaron guardias y se construyeron almenaras en las orillas de las islas Tsushima e Iki.
Los japoneses se olvidaron de la guerra exterior a la muerte del Emperador Tenji en el año 671. En 672 sus dos sucesores se disputaron el trono en la Guerra Jinshin. Después del triunfo del Emperador Tenmu en 684, este ordenó que todos los funcionarios civiles y militares dominaran las artes marciales. Los sucesores del Emperador Tenmu culminaron en el año 702 las reformas militares con el Código Taihō (大宝律令 Taihō-ritsuryō?), mediante el cual se logró un ejército numeroso y estable conforme al sistema chino. Cada heishi (soldado) era asignado a un gundan (regimiento) durante una parte del año y el resto se dedicaba a tareas agrícolas. Cada soldado estaba equipado con arcos, un carcaj y un par de espadas.

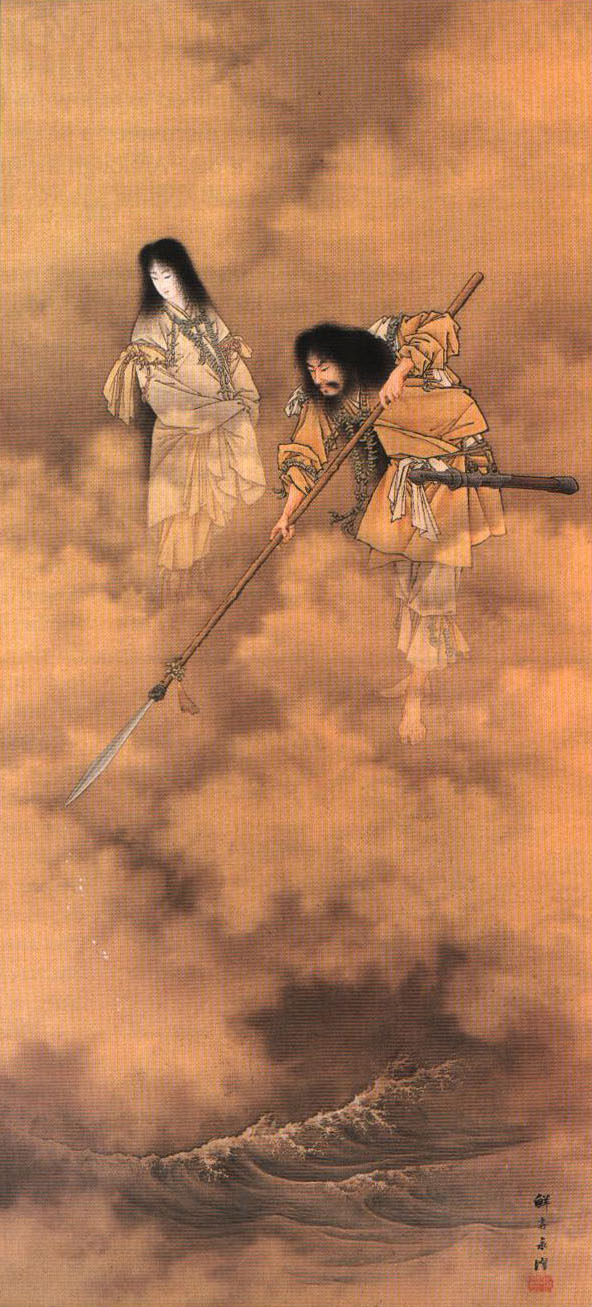
Izanagi (derecha) e Izanami (izquierda). Pintura de Eitaku Kobayashi.

Establecimiento del sistema imperial
Durante esta época, en el siglo VIII, los gobernadores de Yamato ordenaron que se dejara constancia de los mitos existentes como una forma de legitimarse frente a la población. La más importante de esas leyendas es la referente a la creación de Japón, atribuida a los kami Izanagi e Izanami. Según la leyenda, de estos dos habrían nacido los tres kami mayores: Amaterasu —diosa del sol y señora de los cielos—, Susanoo —dios de los océanos— y Tsukuyomi —diosa de la oscuridad y de la Luna—. Un día, Amaterasu y Susanoo discutieron, por lo que Susanoo se emborrachó destrozando todo a su paso. Amaterasu se asustó tanto que se escondió en una cueva, negándose a salir, por lo que el mundo fue privado de la luz. Con el objeto de hacerla salir, un kami femenino, Ame-no-Uzume, efectuó una danza obscena que fue acompañada por la risa de la miríada de dioses que estaban reunidos en asamblea. Al momento en que Amaterasu preguntó por lo que sucedía, le dijeron que había una kami más poderosa, por lo que salió de la cueva y poco a poco se fue acercando a un espejo que pusieron frente a ella. Fue tal su sorpresa de ver su propio reflejo, que quedó deslumbrada unos momentos y fue justo entonces cuando aprovecharon para capturarla, y la luz volvió a iluminar la Tierra, por lo que el espejo formó parte de las Insignias Imperiales de Japón.
El segundo elemento de las tres joyas de la Corona japonesa se describe más adelante en la misma leyenda. Susanoo fue desterrado por los males causados, y mientras vagaba por las tierras de Izumo, escuchó que una serpiente de ocho cabezas, llamada Yamata-no-Orochi, atemorizaba a los pobladores. Susanoo mató a la serpiente emborrachándola con sake y le cortó las cabezas. En la cola se encontró una espada, que decidió dársela a su hermana en señal de paz. Esta espada representa el segundo icono de las insignias imperiales.
La tercera y última insignia es una joya curvada, la cual Amaterasu dio a su nieto Ninigi cuando este fue enviado al mundo terrenal a gobernar. La joya pasó a su vez a su nieto, el Emperador Jinmu, primer emperador japonés. De esta forma, auspiciados en las creencias populares, los gobernadores de Yamato legitimaron el proceso mediante el cual Japón sería gobernado por un sistema imperial, apoyados fuertemente por la creencia Shintō.

#### Era Nara
Con el nacimiento del Estado Unificado de Silla desapareció la amenaza de una invasión coreana de Japón, por lo que la Corte de Nara centró su atención en los emishi (蝦夷?   «bárbaros»), habitantes del norte de Japón con quienes habían tenido numerosos altercados. En 774 estalló una importante revuelta, conocida como la guerra de los Treinta y Ocho Años, donde los emishi utilizaron un sistema de guerra de guerrillas y una espada de hoja curva, que tenía mejor desempeño cuando se montaba, a diferencia de la espada recta del ejército de la Corte de Nara. No fue sino hasta 796, a través de Sakanoue no Tamuramaro, cuando lograron vencerlos finalmente. Sakanoue recibió el título de Seii Taishōgun (征夷大将軍?   «Gran General Apaciguador de los Bárbaros»), expresión que después se utilizaría para designar al líder de los samuráis.
El sistema de alistamiento de campesinos terminó en 792, al reconocer que la principal fuerza militar venía de los caciques y sus soldados y no de los campesinos, que no tenían un entrenamiento y disciplina adecuados para los campos de batalla. Esta medida se reflejó en la proclamación de un edicto que especificaba que todos los kondei («hombres fuertes») serían puramente guerreros, no plebeyos. Además debían pertenecer al mismo linaje de los terratenientes locales. Estos últimos deberían tener a su servicio dos mozos de cuadra.

### El samurái en la era Heian

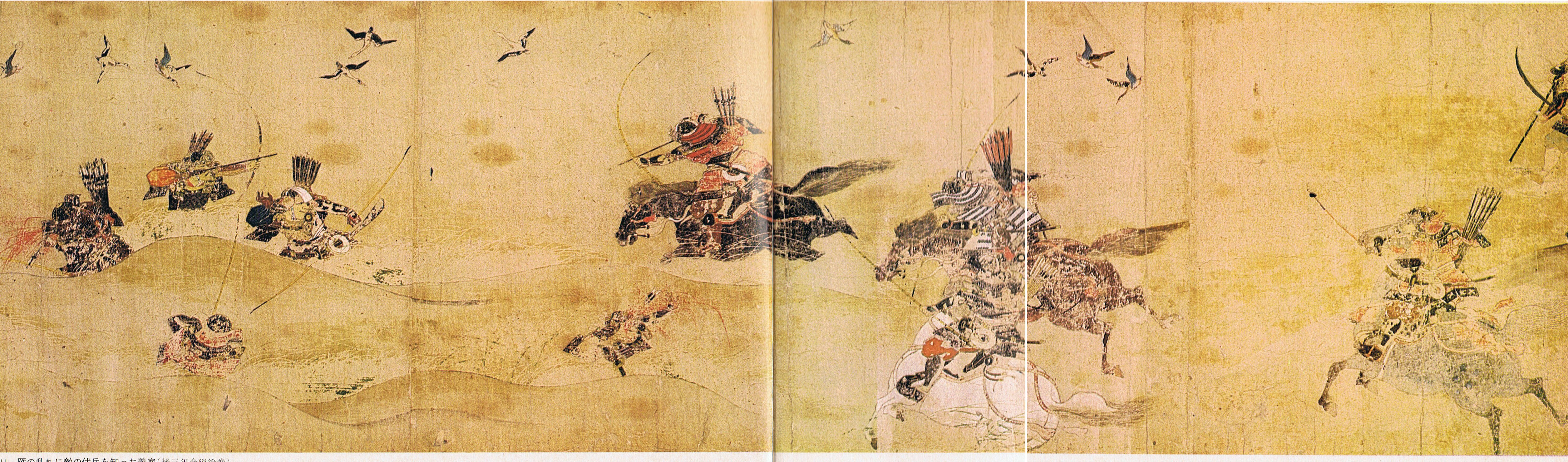
Guerra Gosannen

Hacia 860, se pueden apreciar la mayoría de las características de los samuráis: jinetes a caballo diestros en el uso del arco, además del empleo de espadas de hoja curva. Estos guerreros a caballo gozaban de la total confianza del «Trono del Crisantemo» y se encargaban de la seguridad de las ciudades, así como de sofocar las revueltas que sucediesen.
Durante el siglo IX Japón sufrió un grave declive económico a consecuencia de plagas y diversas hambrunas. A principios del siglo X se produjeron numerosos disturbios, desórdenes y rebeliones debido a la situación que se vivía. El gobierno tomó la decisión de conceder amplios poderes a los gobernadores locales para reclutar tropas y actuar contra las crecientes rebeliones conforme a lo que creyeran conveniente, lo que les dio a dichos gobernadores un enorme poder político. Es durante este periodo que se documenta por primera vez la palabra «samurái», «aquellos que sirven», en un contexto meramente militar.
La primera gran prueba de estabilidad del sistema tuvo lugar en el año 935 con una revuelta protagonizada por Taira no Masakado, descendiente del Príncipe Takamochi, a quien la autoridad imperial había enviado a sofocar los disturbios en Kantō y que recibía el apodo de «El Pacificador». Al principio la corte Heian consideró que el incidente protagonizado por Masakado era tan solo un incidente local, hasta que este llegó a autoproclamarse «nuevo emperador». Debido a lo anterior, se envió un ejército provincial para sofocar su rebelión, muriendo decapitado en 940. A partir de este momento y debido a su origen social, estos líderes guerreros se comienzan a definir como una aristocracia local.
Durante este periodo, los linajes de mayor importancia política fueron los Taira, los Fujiwara y los Minamoto. Minamoto no Yoriyoshi se vio envuelto en un conflicto importante de la época llamado la Guerra Zenkunen o «guerra de los primeros nueve años». Este conflicto duró de 1051 a 1062, siendo la primera guerra que se vivía en el país desde los enfrentamientos contra los emishi. El incidente se originó cuando Abe no Yoritoki, descendiente de los emishi y miembro del clan Abe, no entregó a la Corte los impuestos recaudados, por lo que Yoriyoshi fue enviado a tratar con él. Yoriyoshi y Yoritoki habían llegado ya a un acuerdo pacífico, pero estalló un conflicto interno en el clan Abe y Yoritoki fue asesinado. Por este motivo se declara la guerra entre Abe no Sadato, hijo de Yoritoki, y los Minamoto. Hasta 1062 Yoriyoshi no pudo vencer a los Abe en la Batalla de Kuriyagawa, llevando la cabeza del rebelde hasta Kioto en señal de triunfo. Minamoto no Yoshiie, hijo de Yoriyoshi, estuvo al lado de su padre durante todo el conflicto, ganando un gran prestigio por sus proezas militares. Esto le valió el apodo de Hachimantarō o «el primer hijo nacido de Hachiman, dios de la guerra».

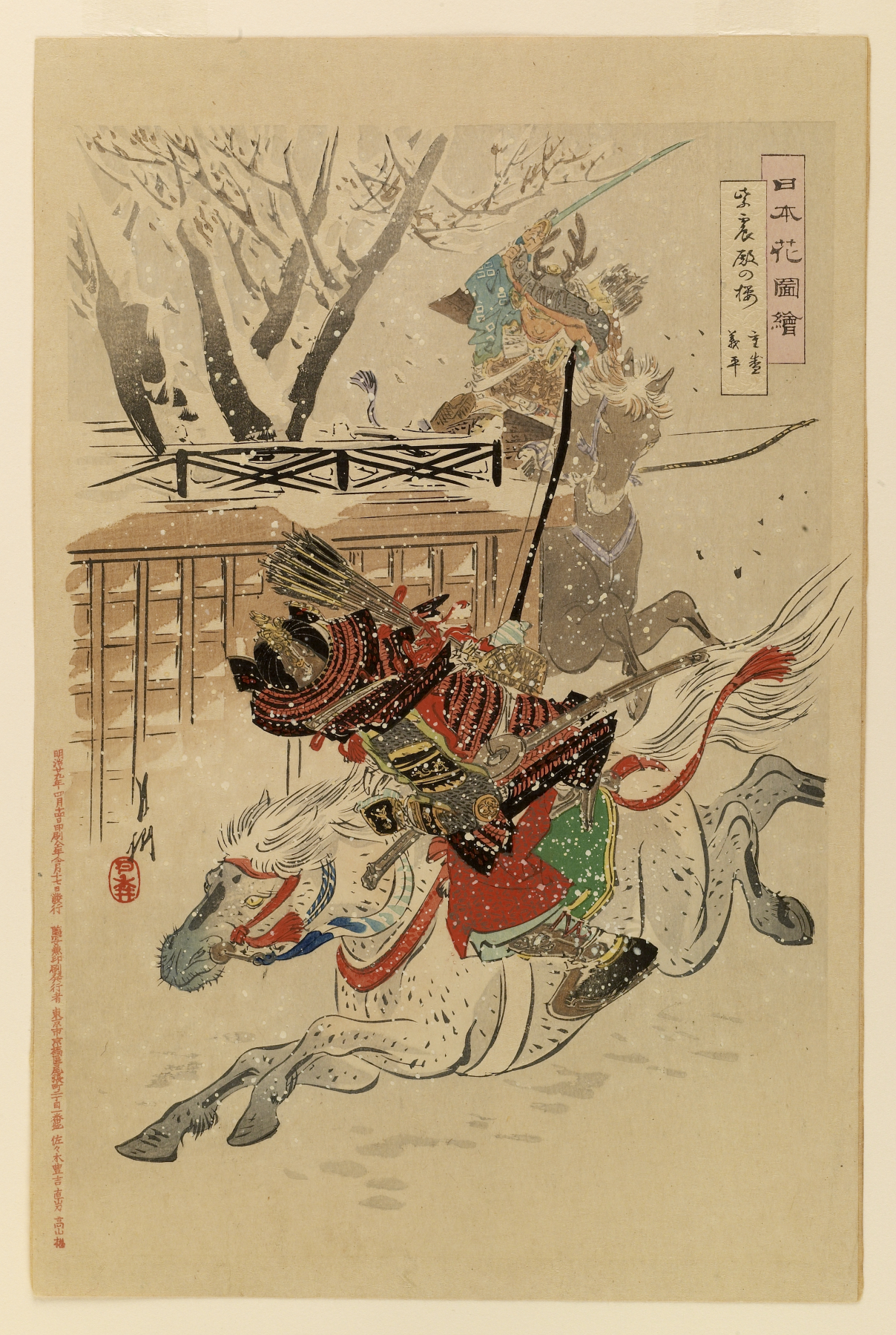
Rebelión Heiji 1156.

En el año de 1083 estallaría nuevamente un conflicto armado en el que los Minamoto se verían envueltos, ahora en la Guerra Gosannen o «guerra de los últimos tres años», originada por diferencias entre los líderes de los antiguos clanes aliados Minamoto y Kiyowara. Después de una feroz contienda de tres años en que la Corte se negó a auxiliar a los Minamoto, estos lograron, sin embargo, salir finalmente victoriosos. Cuando Yoshiie asistió a Kioto con la finalidad de buscar una recompensa, la Corte se negó y aun le recriminó los impuestos atrasados que debía, con lo que se inicia un claro distanciamiento entre ambos. Mientras tanto, sus rivales, los Taira iban mejorando las relaciones con ellos debido a sus hazañas en el oeste del país. La rivalidad entre los clanes Minamoto y Taira fue aumentando y haciéndose cada vez más evidente. En 1156 tuvo lugar un conflicto entre ambos clanes, cuando Minamoto no Yoshitomo se unió a Taira no Kiyomori contra su padre Minamoto no Tameyoshi y su hermano Tametomo, durante la Rebelión Hōgen. La batalla fue muy breve y al final Tameyoshi fue ejecutado y Tametomo fue castigado con el destierro.
En 1160 se produjo un nuevo enfrentamiento conocido como Rebelión Heiji, donde Yoshitomo se enfrentó con Kiyomori. La victoria del clan Taira fue tan decisiva que los miembros del clan Minamoto huyeron para salvarse. Los Taira los persiguieron y Yoshitomo fue capturado y ejecutado. De los miembros de la rama original de la familia Minamoto, solo quedaron algunos pocos, siendo aniquilados casi por completo. En 1167 Taira Kiyomori recibió del emperador el título de Daijō Daijin (Gran Ministro), el cual constituía el rango más alto que podía conceder el emperador, por lo que se convirtió en el gobernante de facto del país.

#### Guerras Genpei

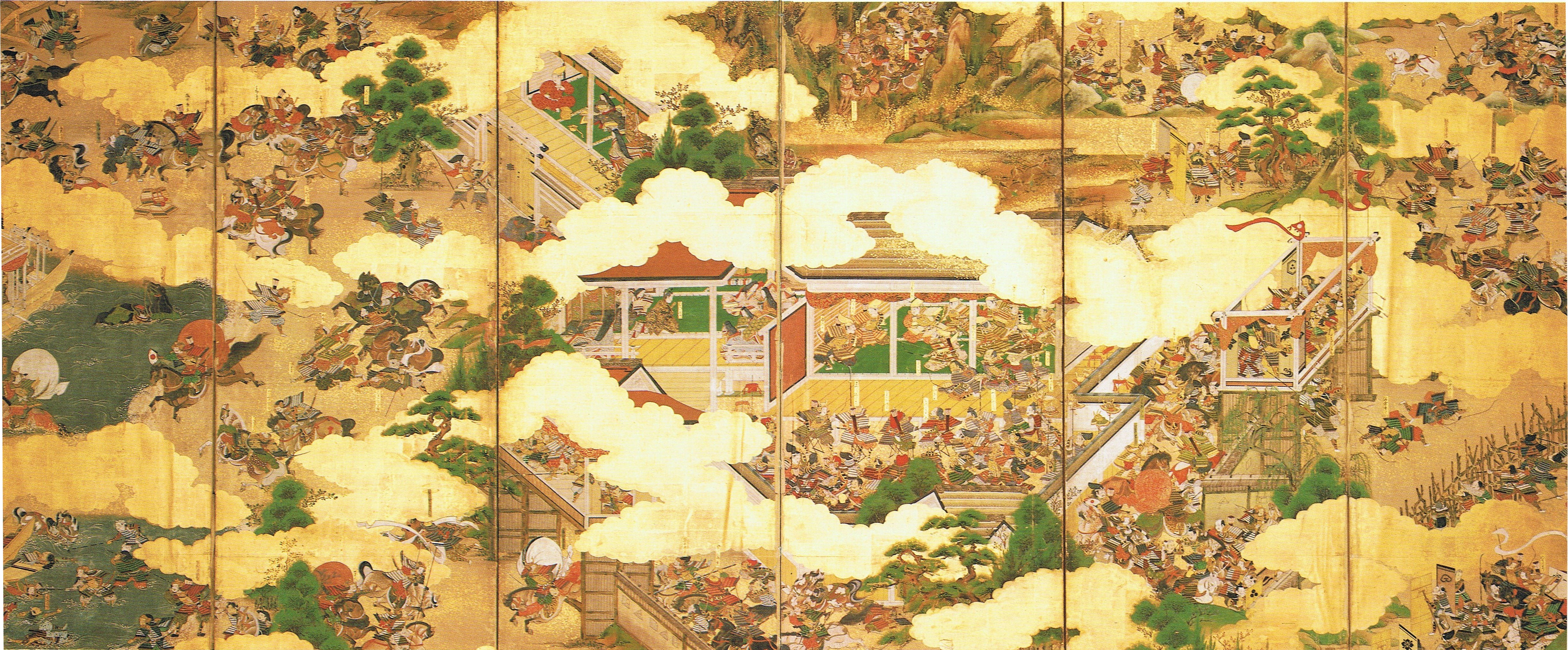
Escena de las Guerras Genpei (panel del).

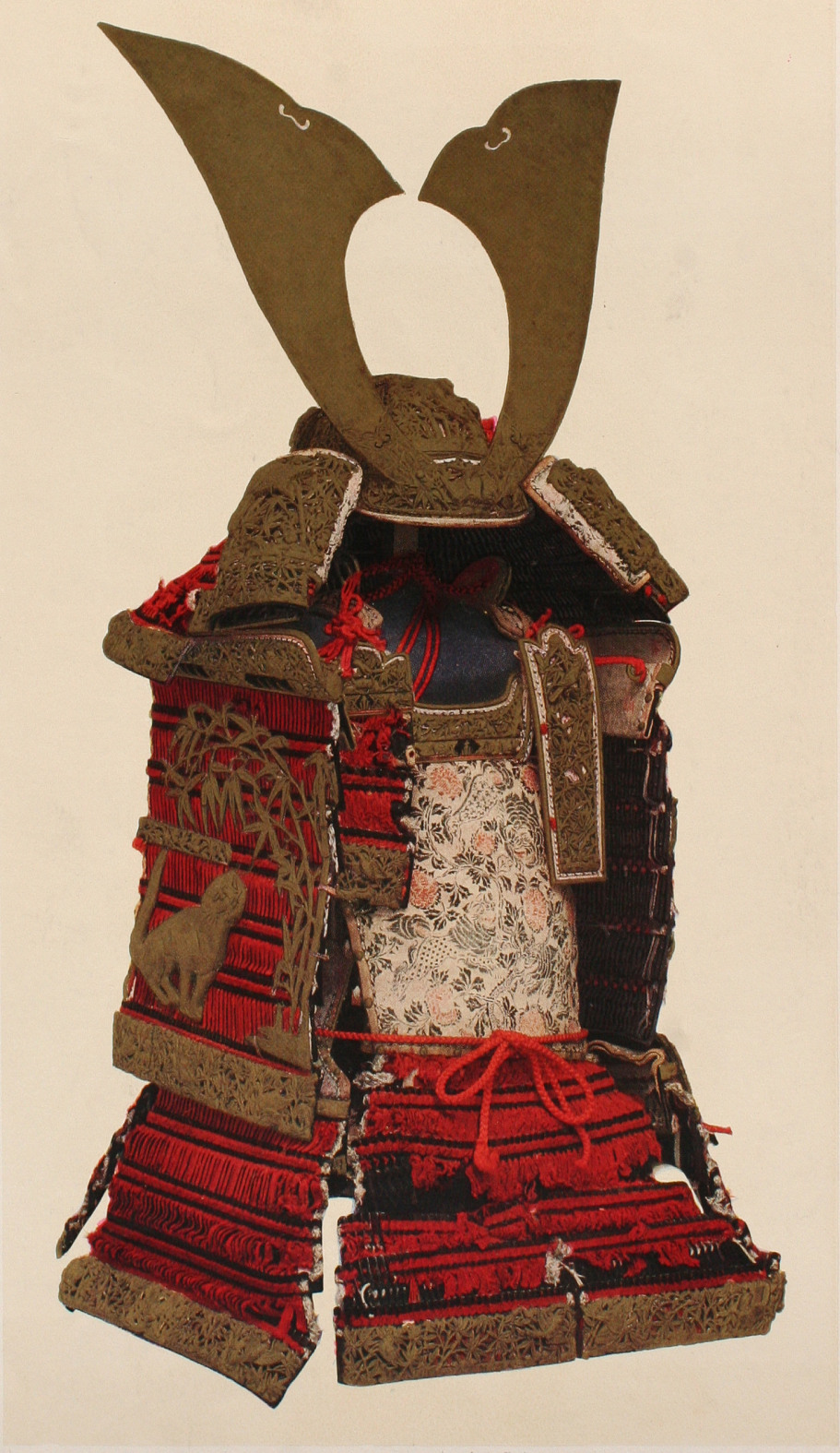
Armadura samurái (Ō-yoroi)

Las Guerras Genpei fueron una serie de guerras civiles protagonizadas nuevamente por los clanes más influyentes de la escena política del país: los Taira y Minamoto. Estas guerras tuvieron lugar entre 1180 y 1185. En 1180, estallaron en el país dos rebeliones independientes y protagonizadas por dos generaciones distintas del clan Minamoto: en Kioto por el veterano Minamoto no Yorimasa y en la Provincia de Izu por el joven Minamoto no Yoritomo. Ambas revueltas fueron sofocadas con relativa facilidad, por un lado obligando a Yoritomo a escapar a Kantō, mientras que Yorimasa fue vencido en la Batalla de Uji, en donde cometió seppuku antes de ser capturado.
Después de dos años, durante los cuales ambos bandos protagonizaron escaramuzas menores, los Taira decidieron enfrentarse a Minamoto no Yoshinaka, primo de Yoritomo, en 1512-1514, Yoshinaka venció a los Taira en la Batalla de Kurikara y enfiló su ejército hacia donde se encontraba Yoritomo. Los ejércitos de Yoshinaka y Yoritomo se encontraron finalmente en la Batalla de Uji en 1184. Yoshinaka perdió la batalla y trató de huir, pero fue alcanzado en Awazu, donde fue decapitado. Con esta victoria, la rama principal de los Minamoto enfocaría sus esfuerzos en vencer a sus principales enemigos: los Taira. Yoshitsune encabezó el ejército del clan en nombre de su hermano mayor Yoritomo, quien permaneció en Kamakura. Finalmente, en la Batalla de Dan no Ura los Minamoto se alzaron con la victoria. Yoritomo consideró que su hermano representaba una amenaza y un rival, por lo que sus hombres persiguieron a Yoshitsune hasta que lo vencieron durante la Batalla de Koromogawa en 1189, en donde este último se suicidó.
En 1192 Minamoto no Yoritomo se autoproclamó shōgun, título que hasta ese entonces había sido temporal. Con esto se instituyó el shogunato como una figura permanente, el cual duraría cerca de 700 años hasta la Restauración Meiji. Con la nueva figura del shōgun, el emperador se convertiría en un mero espectador de la situación política y económica del país, mientras que los samuráis serían los gobernadores de facto.

### Shogunato Kamakura
Después de tan solo tres shogunes del clan Minamoto, el país volvió a vivir una guerra civil. El clan Hōjō había usurpado la regencia a los Minamoto. Por este motivo, en 1219 el Emperador Go-Toba, buscando restablecer el poder imperial que gozaban antes del establecimiento del shogunato, acusó a los Hōjō de proscritos. Las tropas imperiales se movilizaron, dando lugar a la Guerra Jōkyū (1219 - 1221), la cual culminaría con la Tercera batalla de Uji. Durante esta, las tropas imperiales fueron derrotadas y el Emperador Go-Toba exiliado. Con la derrota de Go-Toba se confirmó el gobierno de los samuráis sobre el país.

#### Invasiones de los mongoles a Japón

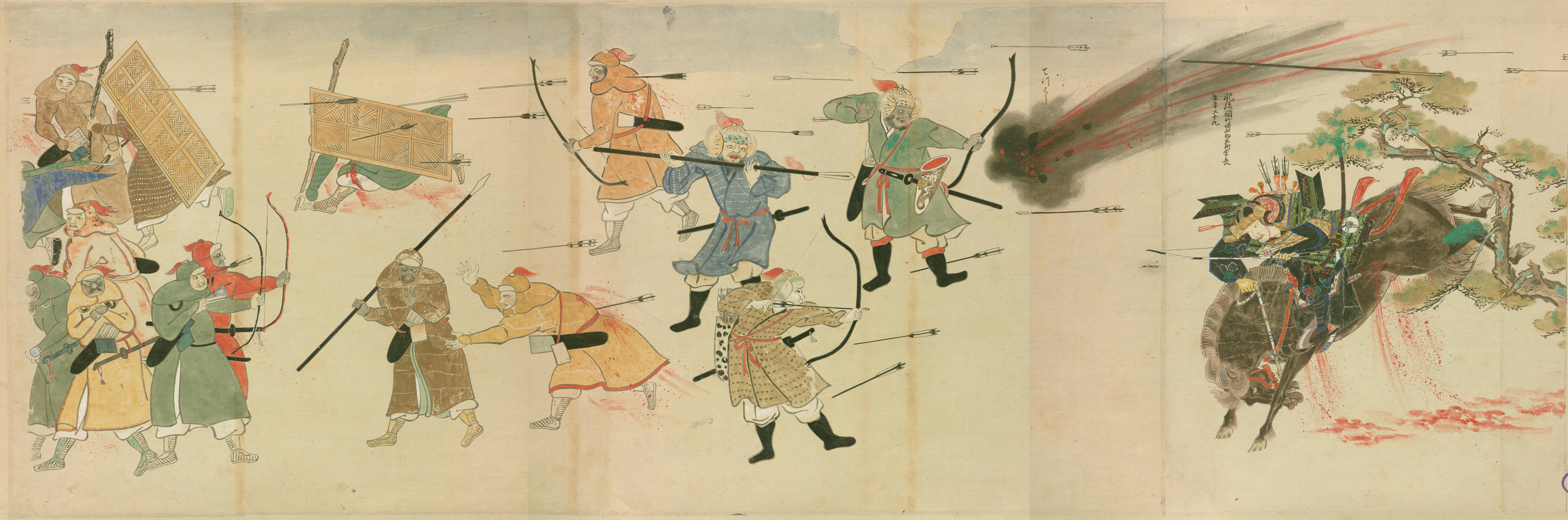
Un samurái es atacado por diversos arqueros y explosivos lanzados desde catapultas durante las invasiones de los mongoles a Japón.

Después de que Kublai Khan reclamara el título de Emperador de China, decidió invadir Japón con el propósito de someterlo a su dominio. Esta sería la primera vez que los samuráis podrían medirse con las fuerzas de enemigos extranjeros. Por otro lado, estos últimos no sentían ningún tipo de interés en la forma tradicional japonesa de hacer la guerra.
La primera invasión tuvo lugar en 1274, cuando las tropas mongolas desembarcaron en Hataka (actual Fukuoka). Los ruidos de los tambores, campanas y gritos de guerra espantaron a los caballos de los samuráis. Durante esta batalla las tropas japonesas se enfrentaron a una técnica muy distinta en el empleo del arco de la que estaban acostumbrados, ya que los mongoles disparaban a grandes distancias y al mismo tiempo generaban «nubes de flechas», a diferencia de los disparos solitarios y a corta distancia efectuados por los arqueros japoneses. Otra gran diferencia entre ambas formas de combate era el uso de catapultas por parte del ejército mongol. Durante la noche de ese mismo día, una fuerte tormenta infligió graves daños a la flota invasora, por lo que decidieron regresar a Corea para rearmar su ejército. Después de la retirada del ejército enemigo, los japoneses tomaron una serie de medidas preventivas, como la construcción de muros en los puntos vulnerables de la costa, así como la implementación de una guardia.

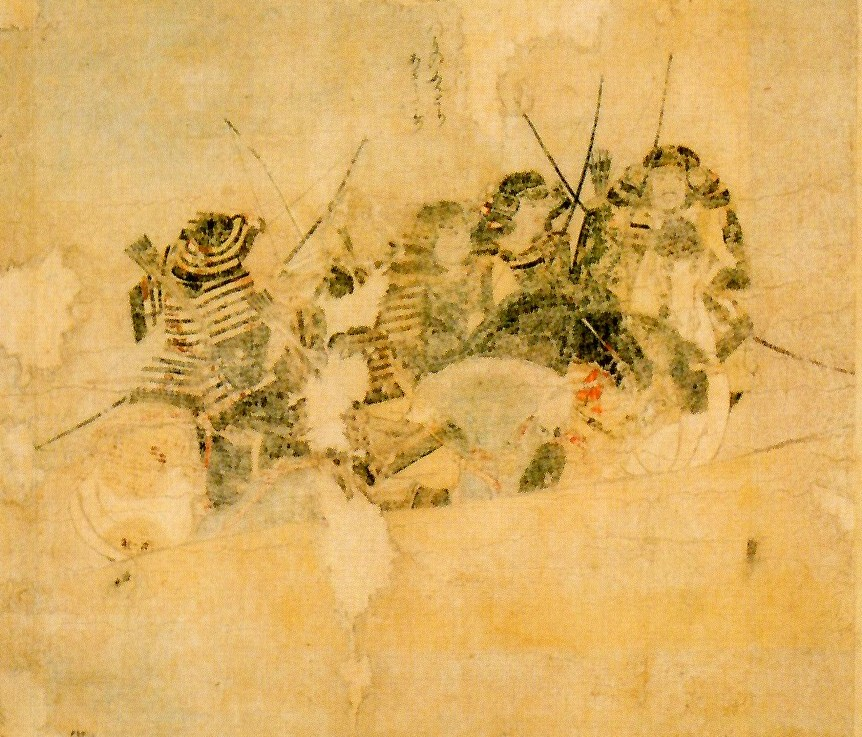
1274
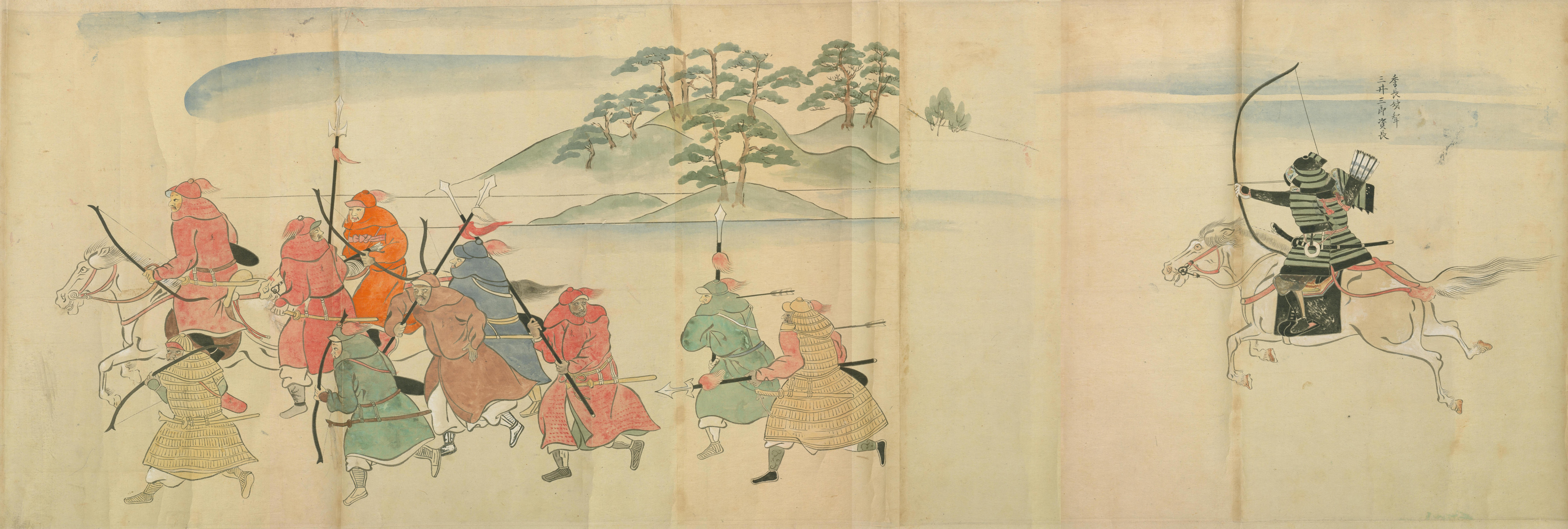
1274
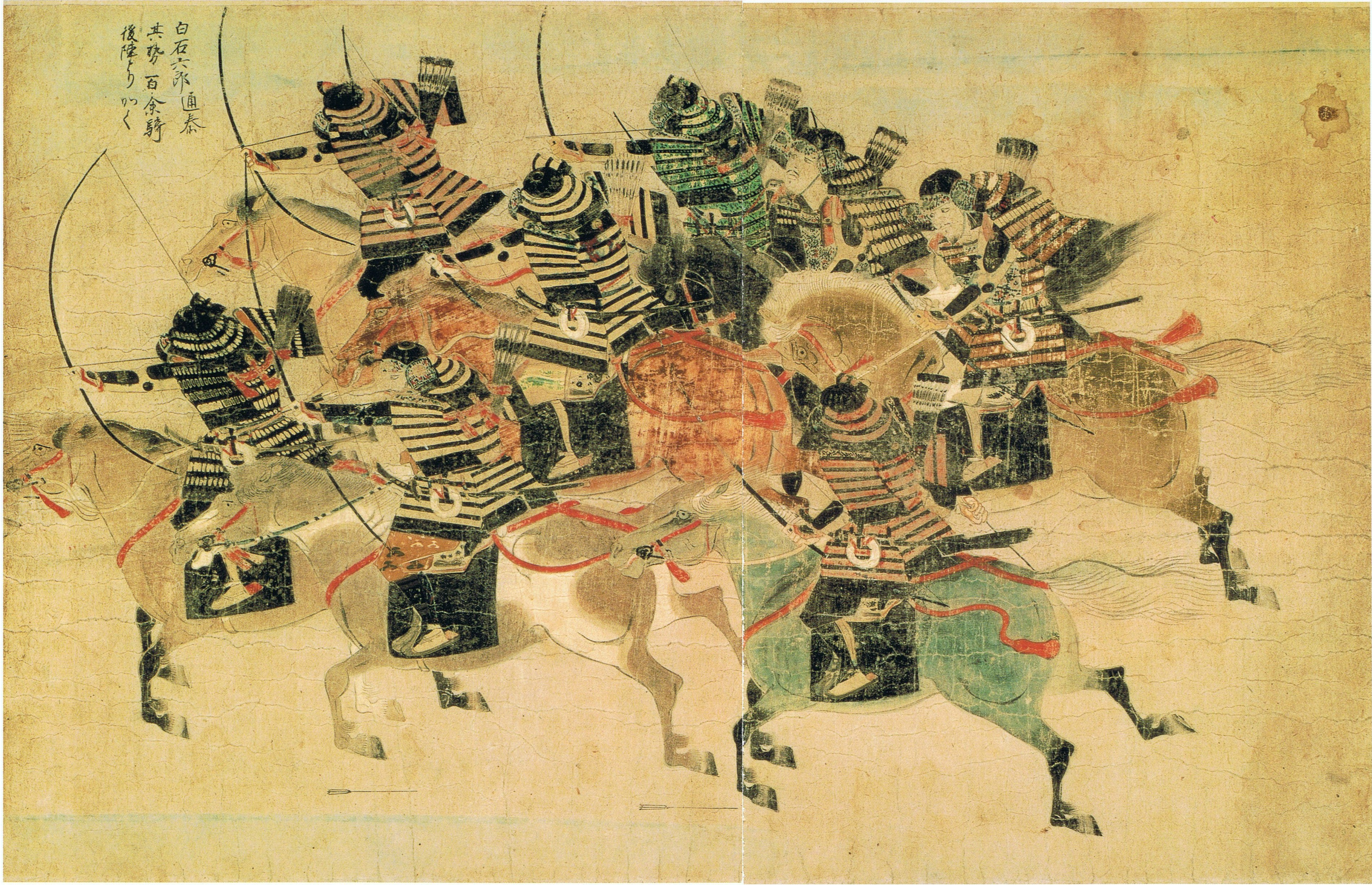
1274
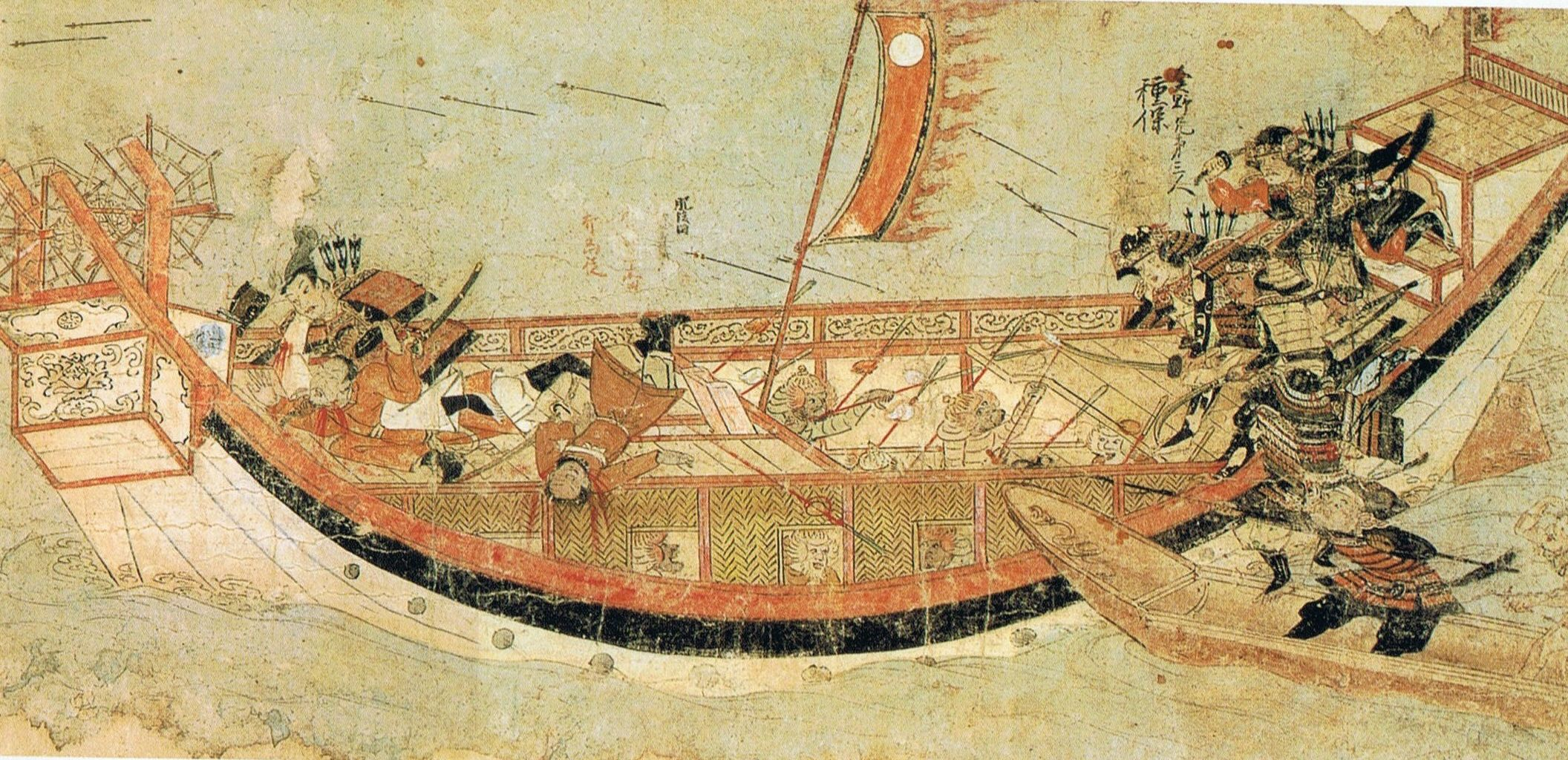
Samuráis incursionan en barcos mongoles durante la invasión de 1281

El segundo intento de invasión tuvo lugar en 1281. Los samuráis efectuaron incursiones a los barcos enemigos desde pequeñas balsas que solo tenían capacidad para transportar a doce guerreros con el afán de evitar el desembarco de tropas en las costas. Después de una semana de enfrentamientos, un emisario imperial fue enviado para pedir a Amaterasu, la diosa del sol, que intercediera por ellos. Un tifón arrasó la flota mongola, que se hundió casi en su totalidad. Este hecho dio origen al mito del Kamikaze (神風 lit. «Viento Divino»?), considerado como una señal de que Japón era el elegido por los dioses y, por lo tanto, estos se encargarían de su seguridad y supervivencia. Los pocos sobrevivientes decidieron retirarse y de este modo el país no volvería a enfrentarse a una invasión de grandes proporciones hasta varios siglos después.

#### Restauración Kenmu

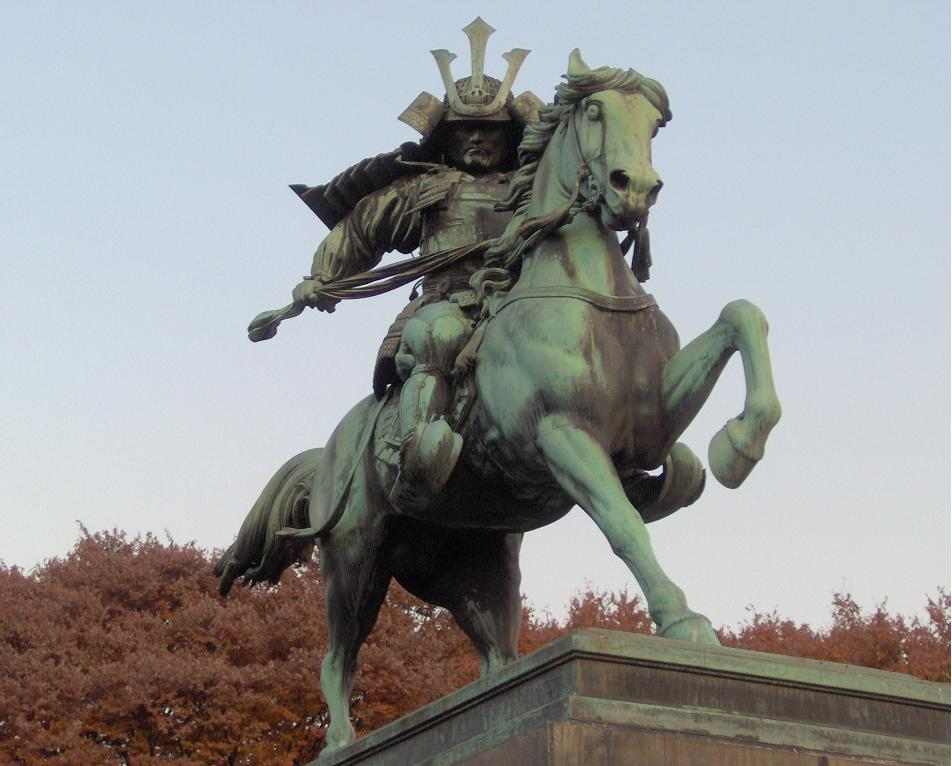
Estatua de Kusunoki Masashige en Tokio, un samurái de suma importancia en las guerras Nanbokuchō.

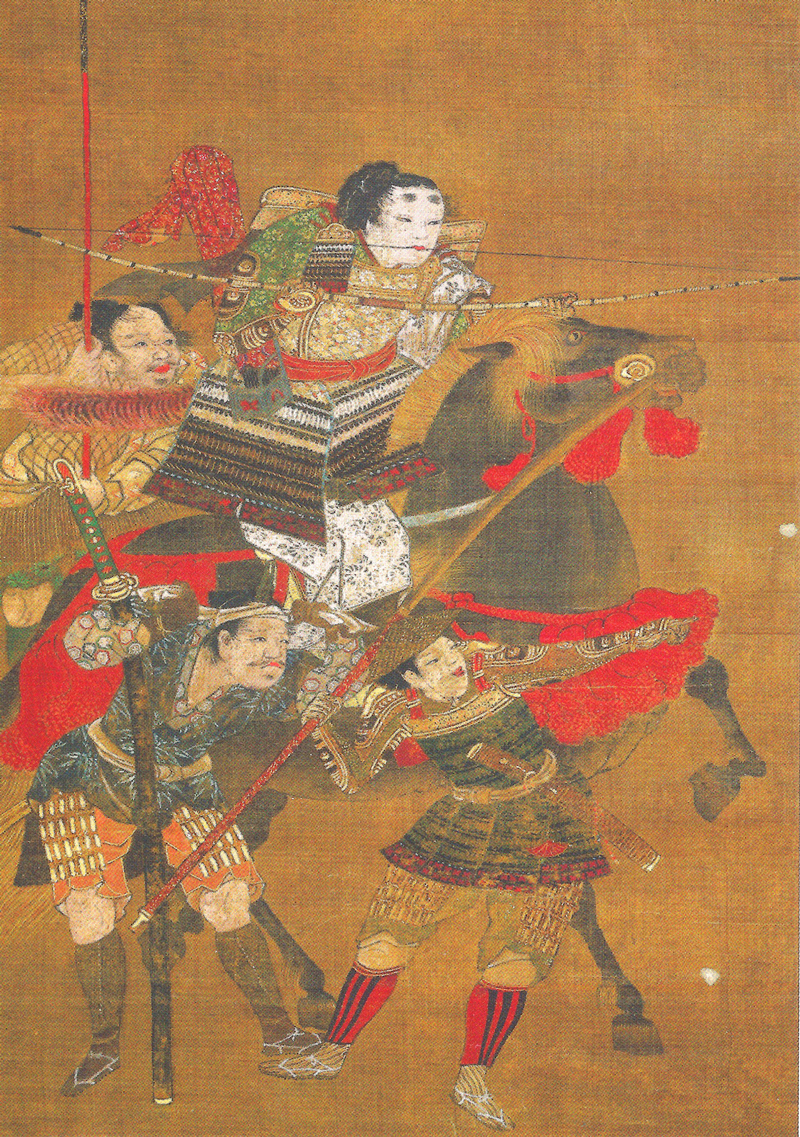
Príncipe Moriyoshi

A principios del siglo XIV, el clan Hōjō se enfrentó a un nuevo intento de restauración imperial, ahora bajo la figura del Emperador Go-Daigo. Cuando los Hōjō se enteraron de esto, enviaron un ejército desde Kamakura, pero el emperador huyó antes de que llegaran, llevándose las insignias imperiales con él. El Emperador Go-Daigo buscó refugio en Kasagi entre monjes guerreros que le dieron la bienvenida y se prepararon para un posible ataque.
Después de intentos de negociación por parte de los Hōjō con el Emperador Go-Daigo para que abdicara y ante la negativa de este, decidieron subir al trono a otro miembro de la familia imperial. Sin embargo, debido a que Go-Daigo se había llevado las insignias imperiales, no pudieron llevar a cabo la ceremonia. Es en este momento en que la figura de Kusunoki Masashige cobra importancia y renombre, no solo por sus destrezas militares, sino por el apoyo incondicional que brindó al emperador. Este ejemplo a la postre serviría de referencia y modelo para los futuros samuráis. Masashige luchó por el Emperador Go-Daigo desde un yamashiro (castillo en la montaña). Aunque su ejército no era muy numeroso, la orografía del lugar le brindaba una defensa extraordinaria. El castillo cayó finalmente en 1331, por lo que Masashige decidió huir para continuar después la lucha. El emperador fue capturado y llevado hasta el cuartel general de los Hōjō ubicado en Kioto y posteriormente sería exiliado a la islas de Oki. Los Hōjō intentaron terminar con el ejército encabezado por Masashige, quien edificó otro castillo en Chihaya aún con mejores defensas que el anterior, por lo que los Hōjō se vieron inmovilizados. La férrea defensa de Masashige motivó a Go-Daigo a regresar nuevamente a la escena en 1333. Al enterarse los Hōjō de su regreso, mandaron en su persecución a uno de sus principales generales, Ashikaga Takauji. Ashikaga pensó en ese momento que sería más beneficioso para él y su clan aliarse con el bando del emperador. Por esta razón, decidió lanzar el ataque de su ejército contra el cuartel general de los Hōjō en Rokuhara.
El golpe recibido por la traición de Ashikaga tuvo graves consecuencias para los regentes, siendo su ejército mermado severamente. El poderío del clan Hōjō se extinguió definitivamente ese mismo año de 1333, cuando un guerrero llamado Nitta Yoshisada se unió a los partidarios imperiales e incrementó sus fuerzas. Nitta y su ejército se dirigieron a Kamakura y vencieron a los Hōjō.

### Shogunato Ashikaga

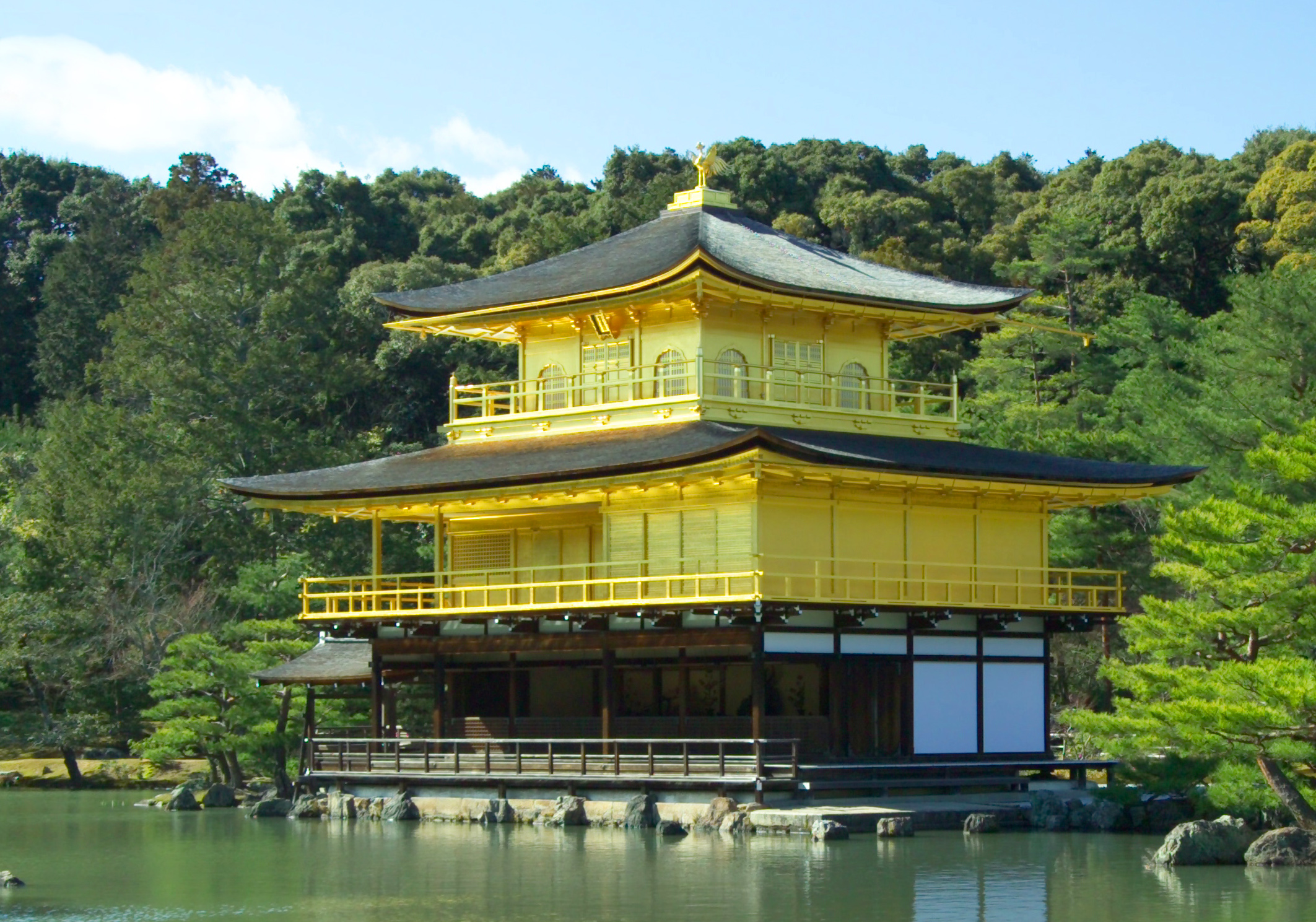
El Kinkakuji o «Pabellón dorado» es todo un símbolo en la ciudad de Kioto. Fue construido por el shōgun Ashikaga Yoshimitsu en 1397.

Después de haber ayudado al emperador a volver al trono, Ashikaga Takauji esperaba recibir una cuantiosa recompensa por sus servicios. No obstante, debido a que consideró que lo ofrecido no era suficiente, decidió rebelarse. Los Ashikaga eran descendientes del clan Minamoto, por lo que podían acceder al trono imperial. Por esta razón, el emperador decidió actuar rápidamente y mandó un ejército contra Takauji, siguiéndolo hasta Kyūshū. Takauji no fue vencido y regresó a la escena en 1336. El emperador mandó a Masashige a enfrentar las tropas rebeldes en Minatogawa (hoy Kōbe), resultando en una decisiva victoria para Takauji. Ante esta situación, Masashige decidió cometer seppuku. En este momento el shōgun nombró a su propio emperador, por lo que durante los siguientes cincuenta años existirían dos cortes imperiales: la Corte del Sur en Yoshino y la Corte del Norte en Kioto. Este conflicto se conocería como Nanbokuchō (南北朝?   literalmente, «Cortes del Sur y del Norte»).
No fue sino hasta 1392 y gracias a las habilidades diplomáticas de uno de los mayores gobernantes de la historia de Japón, el shōgun Ashikaga Yoshimitsu, que ambos linajes se reconciliaron. Yoshimitsu fue además un gran impulsor de las artes. Esto se vio reflejado en el Kinkaku-ji (金閣寺?  Templo del Pabellón Dorado), el cual ordenó construir durante su mandato.

### Periodo Sengoku

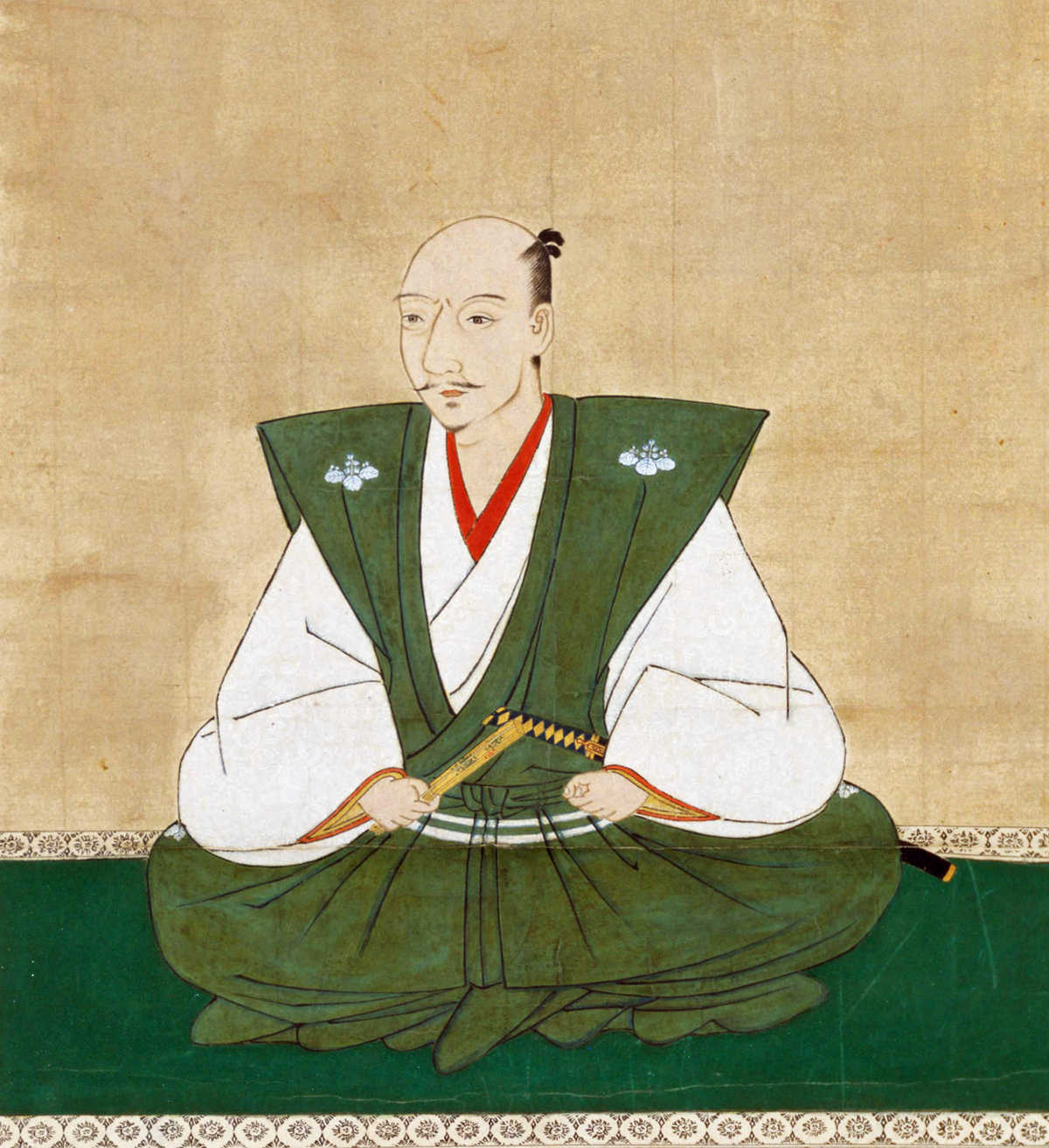
Oda Nobunaga, quien pasó de ser un daimyō secundario a la principal figura del país.

Después de un breve periodo de relativa estabilidad, se creó un vacío político durante el shogunato de Ashikaga Yoshimasa, nieto del célebre Ashikaga Yoshimitsu. Yoshimasa solía dedicar todo su tiempo a cuestiones artísticas y culturales, por lo que desatendió completamente la situación económica y política del país. Debido a esto, terratenientes oportunistas comenzaron una lucha interna por poder y tierras, tomando para sí mismos el título de daimyō (大名?   lit. «grandes apellidos»). Este periodo de la historia de Japón, comprendido entre 1467 y 1568, es conocido como período Sengoku (戦国時代, Sengoku jidai?) o «periodo de estados en guerra». Es precisamente bajo este clima de inestabilidad y conflictos armados, en que los samuráis tienen su mayor participación.
Entre las figuras más importantes de este periodo tenemos a Takeda Shingen y Uesugi Kenshin, cuya legendaria rivalidad ha servido de inspiración en diversas obras literarias. Los ejércitos de Shingen y Kenshin se enfrentaron en las conocidas Batallas de Kawanakajima. Aunque algunas de ellas fueron meras escaramuzas, la Cuarta Batalla de Kawanakajima tuvo gran importancia.
Con esta lucha interna desmedida con el afán de obtener más poder y tierras, era solo cuestión de tiempo que algún poderoso daimyō intentara llegar hasta Kioto para buscar derrocar al shōgun, lo que sucedió en 1560. Imagawa Yoshimoto marchó hacia la capital acompañado de un gran ejército con la finalidad de derrocar al entonces dirigente. Sin embargo, no contaba con enfrentarse con las tropas de Oda Nobunaga, un daimyō secundario a quien superaba en una proporción de doce a uno en el número de soldados. Yoshimoto, confiado de su poder militar, solía celebrar la victoria incluso antes de terminar la batalla. Oda Nobunaga logró atacarlo desprevenido durante una de sus famosas celebraciones en la Batalla de Okehazama. Cuando Yoshitomo salió de su tienda debido al escándalo que había, fue sorprendido y asesinado en ese mismo lugar. Nobunaga pasó entonces de un personaje secundario a una figura prominente del periodo. En 1568 Nobunaga marchó hacia Kioto y destituyó al shōgun. Este hecho marcó el inicio de lo que se conoce como período Azuchi-Momoyama.

### Periodo Azuchi-Momoyama

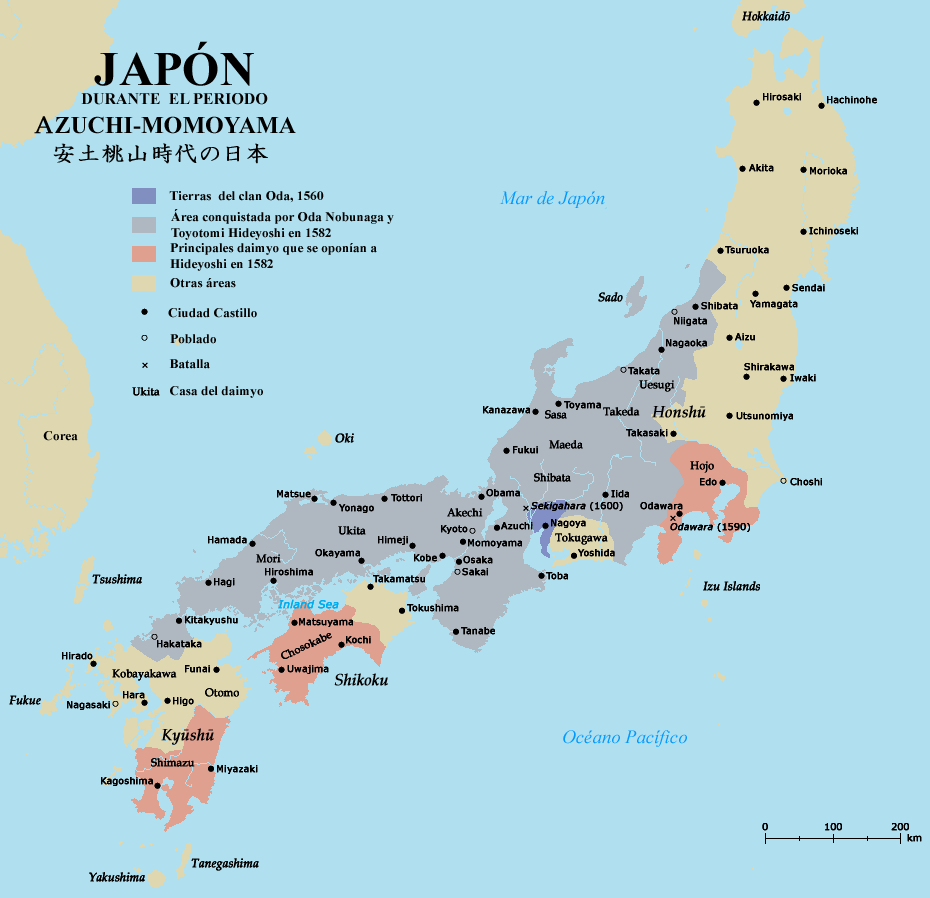
Japón durante el período Azuchi-Momoyama.

Oda Nobunaga fue famoso por introducir y entrenar soldados ashigaru (足軽 pies ligeros?) en el uso de arcabuces. Este hecho cambiaría radicalmente la forma en que se hacía la guerra en Japón. La batalla más representativa es la Batalla de Nagashino, en la que las fuerzas de Oda vencieron la legendaria y temida caballería del clan Takeda mediante el uso de armas de fuego. A partir de este momento su empleo se volvió típico en el campo de batalla y fue considerado como un factor vital para obtener la victoria.
Nobunaga estaba muy cerca de unificar el país, pero en 1582 fue traicionado por uno de sus principales generales, Akechi Mitsuhide, y obligado a cometer seppuku en el templo Honnō. Este suceso es conocido como el «Incidente de Honnō-ji». Toyotomi Hideyoshi, otro de los principales generales de Nobunaga, vengó la muerte de su señor venciendo a Mitsuhide durante la Batalla de Yamasaki, levantándose con la autoridad del fallecido Nobunaga. Después de la Batalla de Shizugatake, Toyotomi continuó con la tarea de unificar el país. Sin embargo, debido a su origen humilde, nunca pudo ser nombrado con el título de shōgun.

#### Se define la figura del samurái

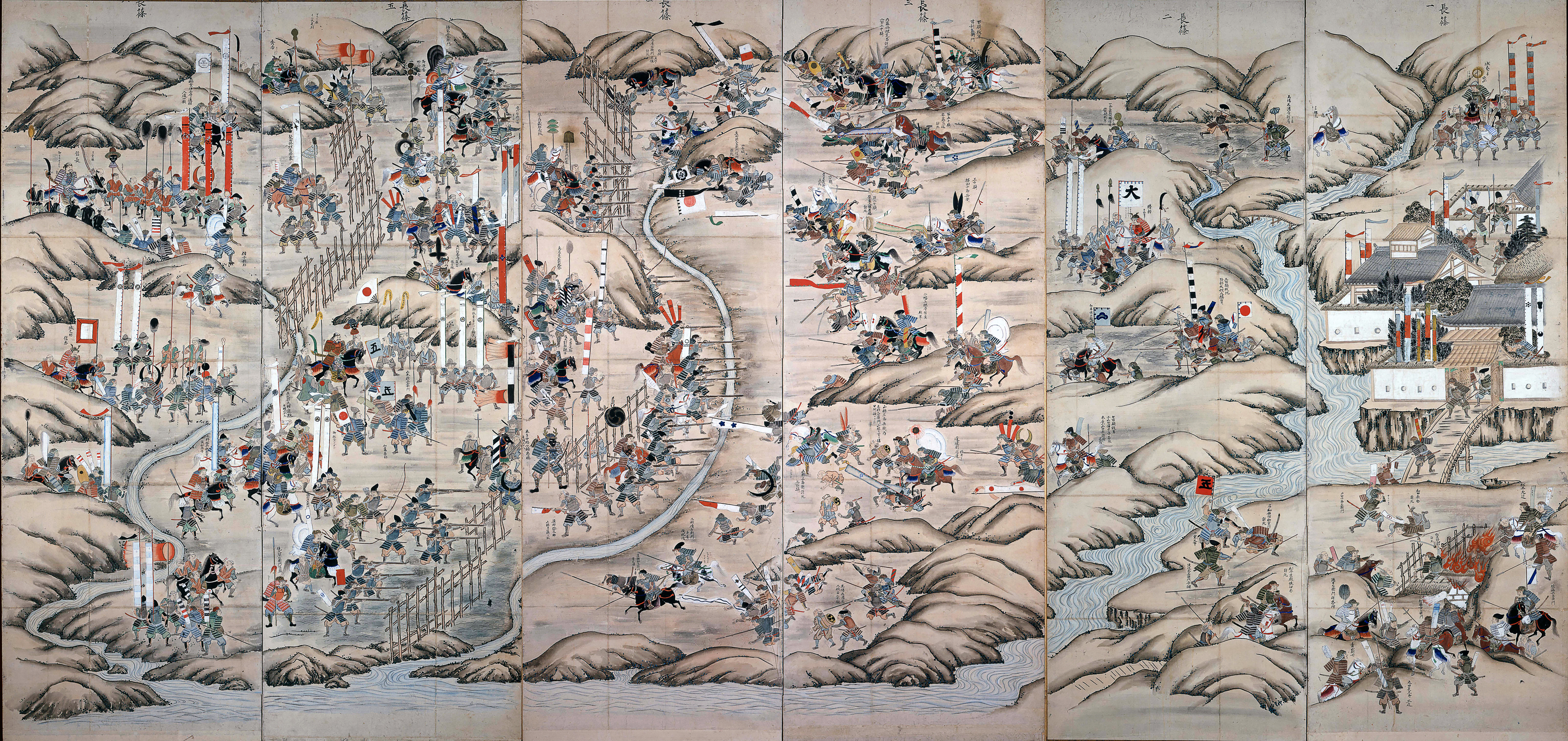
Representación de la Batalla de Nagashino, un parte aguas en la forma de hacer la guerra en Japón.

Es Hideyoshi quien define finalmente la figura del samurái, ya que ordena y define los lineamientos para el adiestramiento, disciplina y especialización de los soldados del país. Los soldados ashigaru fueron capacitados tanto en el uso de la naginata como del arcabuz. Un edicto proclamado en 1588, conocido como «cacería de espadas», buscaba separar formalmente a los soldados y samuráis de los campesinos, por lo que se les confiscan sus armas. Otro edicto de 1591 termina de separar y distinguir entre las clases sociales de los samuráis y de los campesinos. A diferencia del tipo de reclutamiento histórico realizado en el pasado, donde los campesinos tomaban las armas por algunos periodos del año y el resto lo dedicaban a sus labores en el campo, se enfatiza la especialización de los miembros del ejército.

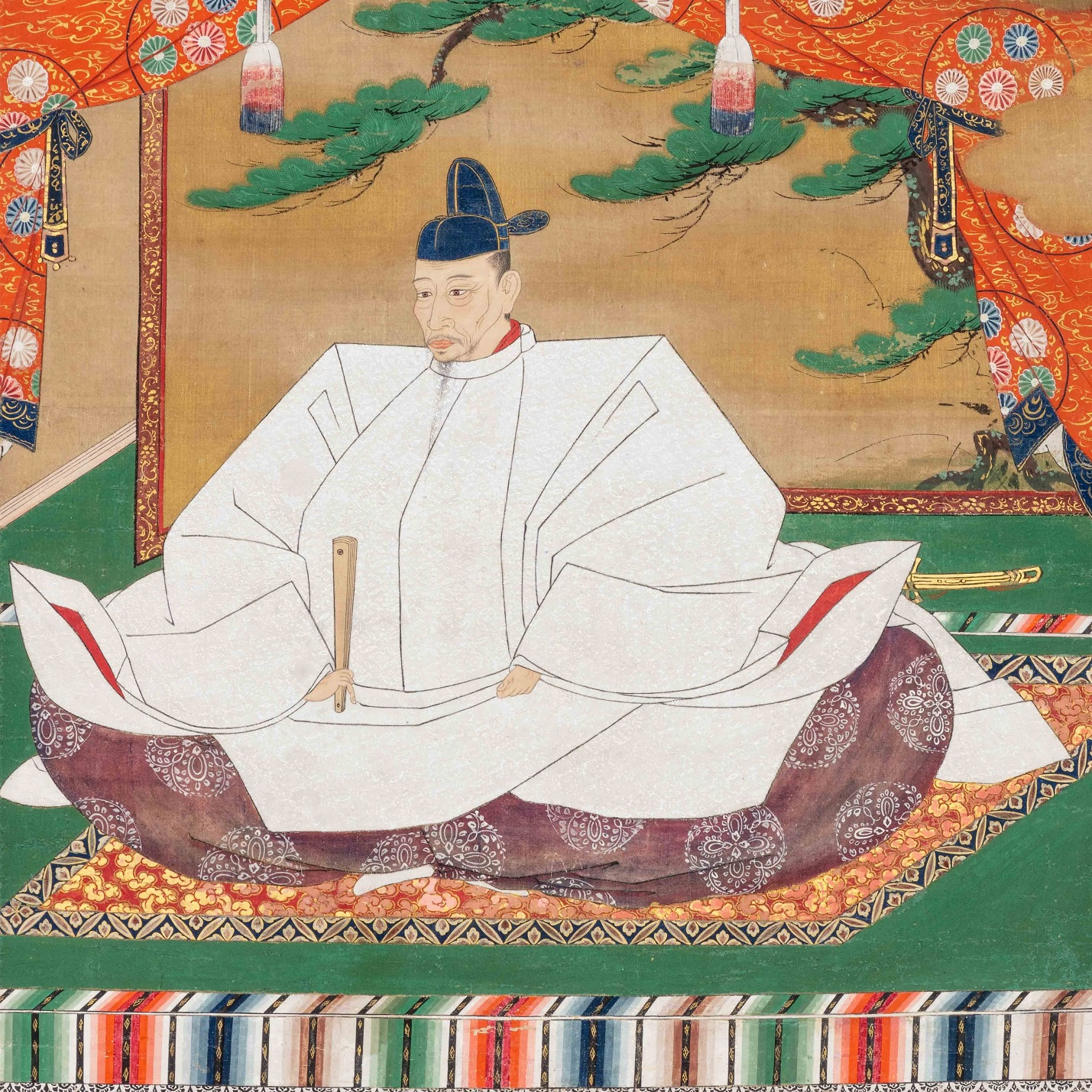
Toyotomi Hideyoshi, uno de los «grandes pacificadores» del país, que convocó a dos invasiones a Corea.

#### Invasiones de Hideyoshi a Corea
Hideyoshi, ya como figura principal del país, convocó a los principales daimyō a dos invasiones a Corea. La primera invasión comenzó en 1592 y tan solo veinte días después del desembarco de las tropas japonesas en las costas coreanas, ya habían tomado Seúl. Corea solicitó apoyo a la dinastía Ming, los gobernadores de China, a lo que estos respondieron enviando un numeroso ejército. Los samuráis se enfrentaron entonces a condiciones adversas y se encontraron con una fiera resistencia tanto de civiles como de irregulares, entre los que se encontraban monjes guerreros budistas, campesinos e incluso mujeres. Después de diversas derrotas en tierra y agua, Hideyoshi decide retirar a sus tropas.
No obstante el primer fracaso, Hideyoshi convocó a una segunda invasión en el año de 1598. En esta campaña encontró una mayor resistencia que la primera ocasión. Hideyoshi falleció mientras las tropas se encontraban en Corea. Estas, al enterarse de la noticia, deciden regresar de inmediato a Japón, abandonando definitivamente la idea de conquistar aquella nación.

### Shogunato Tokugawa
Antes de morir, Hideyoshi había nombrado el «Consejo de los Cinco Regentes» con la finalidad de que ellos gobernaran a su muerte y hasta que su hijo Hideyori tuviera la edad suficiente para hacerse cargo del país. Tokugawa Ieyasu había servido primero bajo las órdenes de Oda Nobunaga y después bajo las órdenes del mismo Hideyoshi. Además había sido nombrado como uno de los «cinco regentes». Este personaje comenzó a disputar el gobierno para sí, lo que culminó en la Batalla de Sekigahara. En este suceso, Tokugawa y su «Ejército del Este» salieron victoriosos. Tokugawa era descendiente del clan Minamoto, por lo que fue nombrado como shōgun en el año 1603, por parte del Emperador Go-Yōzei.

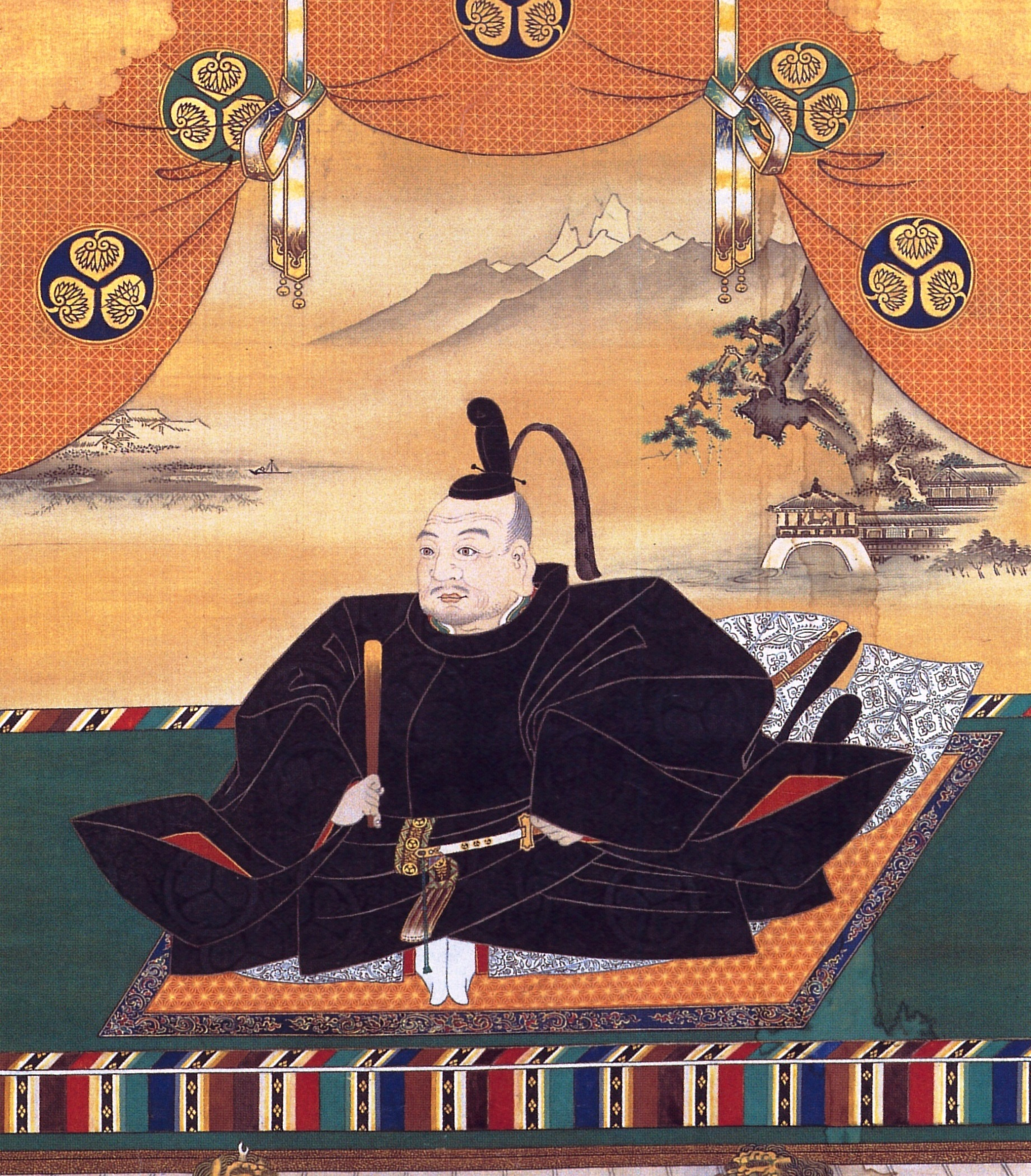
Tokugawa Ieyasu, fundador del shogunato Tokugawa.

#### Asedio de Osaka
La última amenaza real para el gobierno de Ieyasu era la figura de Toyotomi Hideyori, quien ahora era un joven daimyō que ocupaba el Castillo de Osaka. Muchos samuráis que se oponían a Ieyasu se unieron en torno a Hideyori alegando que él era el legítimo gobernador del país. Ieyasu le ordenó que abandonara el castillo, por lo que comenzó a reclutar simpatizantes. Los Tokugawa, bajo el liderazgo del Ōgosho (大御所 shōgun enclaustrado?) Ieyasu y del shōgun Hidetada dirigieron un numeroso ejército al castillo en lo que se conoce como «La Campaña de Invierno de Osaka». El asedio empezó el 19 de noviembre, cuando Ieyasu guio tres mil hombres a través del río Kizu, destruyendo el fuerte que estaba allí. Una semana después, atacó el pueblo de Imafuku con 1500 hombres, contra una fuerza de defensa de 600. Con la ayuda de una escuadra equipada con arcabuces, las fuerzas shogunales consiguieron otra victoria. Otros pequeños fuertes y pueblos fueron atacados antes que el asedio al mismo castillo de Osaka comenzase el 4 de diciembre.
El Sanada-maru era un enclave defendido por Sanada Yukimura y 7000 hombres, alineados con los Toyotomi. Los ejércitos del shōgun fueron repetidamente repelidos, y Sanada y sus hombres lanzaron un gran número de ataques contra las líneas de asedio, rompiéndolas tres veces. Ieyasu entonces recurrió a la artillería, llevando 300 cañones, junto con otros hombres para excavar bajo las murallas. El 22 de enero, el asedio de invierno terminó. Toyotomi Hideyori hizo un llamado para prevenir una rebelión y accedió a que se rellenara el foso del castillo y se derrumbaran las murallas exteriores.
Después de que Hideyori comenzó a cavar de nuevo el foso del castillo, el castillo fue asediado, en lo que se conoce como «Asedio de Verano de Osaka». Finalmente, después de la decisiva Batalla de Tennōji de 1615, el castillo cayó bajo el ejército de los Tokugawa y los defensores fueron asesinados, incluyendo a Sanada Yukimura, Hideyori, su madre Yodogimi y Kinimatsu, el hijo de Hideyori de tan solo ocho años. La esposa de Hideyori, Senhime (nieta de Ieyasu), fue devuelta con su familia a salvo. Con los Toyotomi finalmente exterminados, ya no existían amenazas para la dominación de los Tokugawa de Japón. Fue precisamente esta batalla la última en la que Ieyasu participaría activamente.

#### Medidas contra los samuráis
Desde el momento en que Ieyasu estableció el shogunato Tokugawa, inició un proceso para quitar el estatus social y legal a la clase samurái. Del mismo modo, estableció la clase social de los soldados ashigaru como un rango menor a la de los samuráis. Durante este periodo la mayoría de los samuráis perdieron la posesión directa de las tierras y se les plantearon dos opciones: dejar las armas y convertirse en campesinos o trasladarse a la ciudad principal de su feudo y convertirse en sirvientes a sueldo del daimyō. Solo algunos pocos samuráis permanecieron en las provincias exteriores del norte como vasallos directos del shōgun. Estos samuráis fueron conocidos como «los 5000 hatamoto».

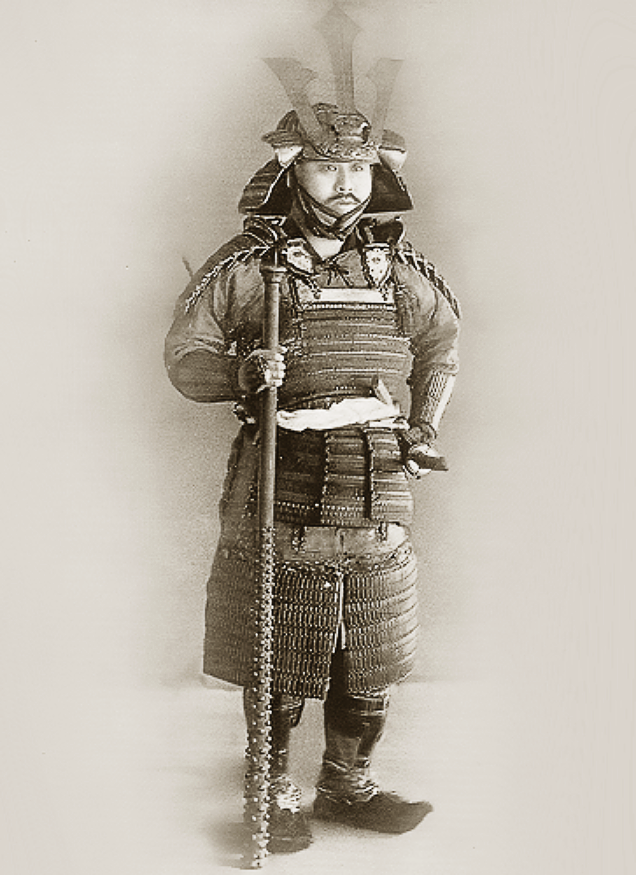
Samurái del periodo Edo con armadura completa. Destaca su arma, un kanabō.

En el año de 1650, el shogunato expidió una ley con la cual se prohibían los duelos entre los samuráis. En 1690 se prohibió formalmente la práctica de las diferentes artes marciales. En esta época, la destrezas y la formación en el uso del arco, la lanza, la espada y el combate cuerpo a cuerpo sufrieron un gran declive.
Con las medidas tomadas por el gobierno, muchos samuráis se dedicaron al campo y a fabricar artesanías. Algunos se convirtieron en rōnin (浪人?   lit. «hombre ola»), es decir, samurái sin señor. Muchos otros se embarcaron en el tráfico, contrabando y robo de mercancías en los puertos y en alta mar, lo cual también terminó en el año de 1639 con el edicto de «Fronteras Cerradas». Mediante este edicto se buscaba controlar y evitar la influencia de los extranjeros, sobre todo de misioneros católicos, considerados por el gobierno como «subversivos».
Las quejas hacia la figura de los samuráis durante este periodo fueron frecuentes, tal y como evidencia la siguiente cita de Ogyu Sorai (1666-1728):

Se pasean por la ciudad con ese aspecto amenazador y se van abriendo paso a empujones.
Con su fuerza, reprimen a la gente y crean el desorden en la sociedad [...] Simplemente estudian historias de guerra y métodos de combate. Tal vez crean que el mundo del guerrero solo supone hacer alarde de unas destrezas profesionales.
Ogyu Sorai

Otra de las críticas al carácter samurái es la descrita por Murata Seifu (1746-1811):

[...] la espada colgada en el cinturón es lo único que les recuerda a los samuráis que lo son.
Murata Seifu

### La restauración Meiji

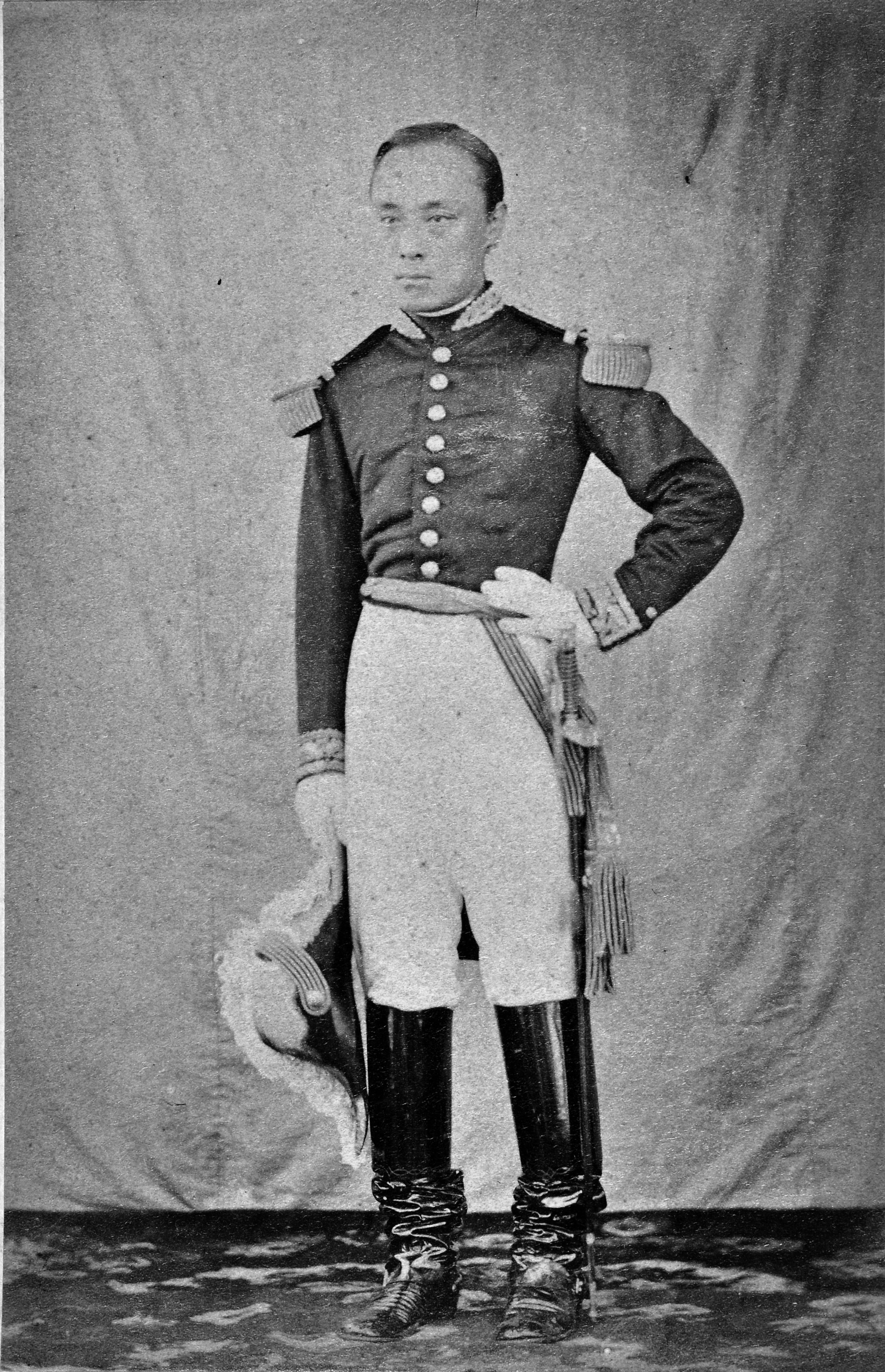
Tokugawa Yoshinobu, el último shōgun, en uniforme militar francés, c.1867.

La apertura comercial obligatoria que sufrió Japón después de que apareciese el Comodoro Perry en la bahía de Edo en el año 1853 trastocó la situación política del país. Diversos grupos nacionalistas comenzaron a presionar al gobierno con el afán de mantener fuera de las fronteras a los extranjeros. El eslogan Sonnō jōi (尊王攘夷?   «Reverenciar al Emperador, Expulsar a los Bárbaros») se convirtió en un movimiento político para derrocar el shogunato Tokugawa bajo el pretexto de cobrar venganza por la «tibieza» con que había respondido ante la «amenaza extranjera». Por primera vez en muchos siglos, el emperador de Japón, bajo la figura del Emperador Kōmei, tomó un papel protagónico en la política nacional, uniéndose a él diversos grupos de samuráis relegados de las esferas políticas. La presión dentro del país llevó al shōgun a tomar la decisión de romper las relaciones con los extranjeros. Esto provocó que diversos comerciantes provenientes de países europeos fueran asesinados y consecuentemente se desencadenaron una serie de hostilidades, como el bombardeo de Shimonoseki.
La muerte tanto del emperador como del shōgun fueron prácticamente simultáneas. El sucesor del difunto shōgun Tokugawa Iemochi, Tokugawa Yoshinobu, tomó posesión a mediados de 1866. Mientras tanto, Mutsuhito, el segundo hijo del Emperador Kōmei, fallecido en 1867, se convirtió en el nuevo Emperador Meiji. Yoshinobu trató en vano de hacer los ajustes necesarios para evitar un claro enfrentamiento con las fuerzas proimperialistas, que contaban con los clanes de Chōsu y Satsuma como líderes. Sin embargo, al aumentar la posibilidad de un conflicto interno, decidió renunciar en 1868. Con esto terminó el bakufu o shogunato Tokugawa.
Fuerzas que pretendían restablecer la figura del shōgun se levantaron en armas, por lo que una guerra civil conocida como Guerra Boshin tuvo lugar entre 1868 y 1869. Nuevamente, tanto samuráis y rōnin hicieron su aparición en uno y otro bando, hasta que finalmente las fuerzas proimperialistas se levantaron con la victoria. Ya con la guerra ganada, el Emperador Meiji comenzó a modernizar el país. Se abrió nuevamente el comercio con el exterior, se compraron armamento, barcos y se copió la organización del ejército de las potencias europeas. Se abolieron los privilegios de la clase samurái, por lo que los nacionalistas, que en un principio habían apoyado la figura del emperador así como la filosofía del Sonnō jōi, se sintieron traicionados.

### El último samurái

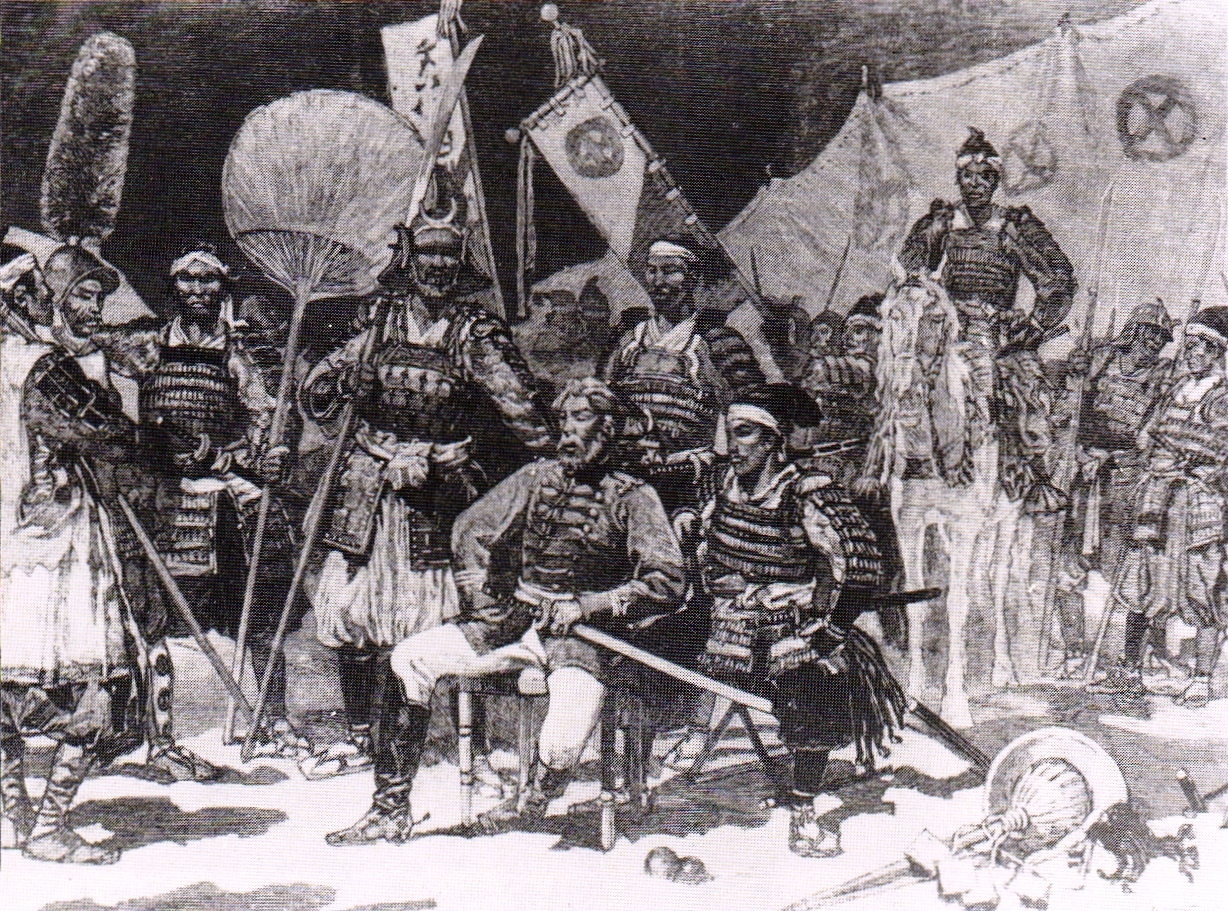
Saigō Takamori (sentado, con uniforme occidental), rodeado de sus oficiales. Artículo en el periódico «Le Monde Illustré», 1877.

Los cambios tan abruptos y masivos en la cultura japonesa, como en el caso de la vestimenta, les resultaba a los samuráis como una traición del jōi, parte del Sonnō jōi, que había servido para justificar la expulsión del shogunato Tokugawa. Saigō Takamori, uno de los líderes más ancianos en el Gobierno Meiji, estaba particularmente preocupado por la creciente corrupción política. Después de una serie de diferencias con el gobierno, renunció a su cargo y se retiró al dominio de Satsuma. Ahí estableció academias donde todos los estudiantes tomaban un entrenamiento e instrucción en tácticas de guerra. Las noticias acerca de las academias de Saigō fueron recibidas con gran preocupación en Tokio. El gobierno acababa de hacer frente a algunas pequeñas pero violentas revueltas de samuráis en Kyūshū, y el número de partidarios con que contaba en la región de Satsuma resultaba alarmante.
El 12 de febrero de 1877, Saigō se reunió con sus terratenientes Kirino Toshiaki y Shinohara Kunimoto y anunció su intención de marchar a Tokio para entrevistarse con el gobierno. Sus tropas comenzaron a avanzar, y para el 14 de febrero la avanzada arribó a la prefectura de Kumamoto. El General Tani Tateki, comandante del Castillo Kumamoto, contaba con 3.800 soldados y 600 policías a su disposición. Ya que muchos de sus hombres eran de Kyūshū y muchos a su vez originarios de Kagoshima (pueblo natal de Saigō), decidió no arriesgarse a deserciones o traiciones y permaneció a la defensiva.

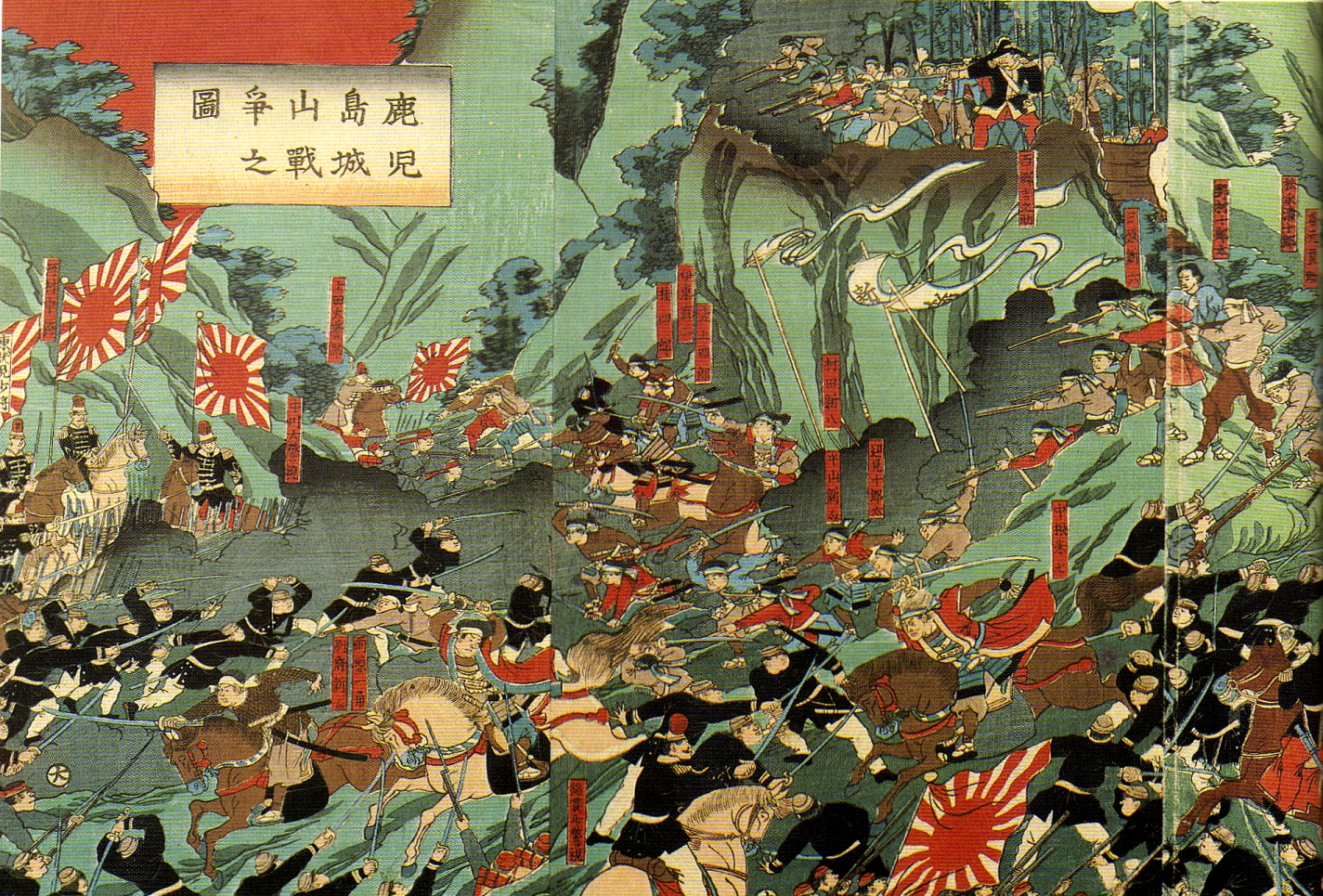
Representación de la Batalla de Shiroyama.

El 19 de febrero a las 13:15 horas se hicieron los primeros disparos por parte de los defensores del castillo, al momento en que unidades de Satsuma intentaban forzar la entrada al mismo. El 22 de febrero, la armada principal de Satsuma arribó y atacó el Castillo Kumamoto en un movimiento de pinzas. La batalla continuó hasta la noche y las fuerzas imperiales que habían salido a su encuentro se retiraron. Aun con el triunfo, el ejército de Satsuma no pudo tomar el castillo y se dieron cuenta de que los conscriptos que integraban las fuerzas imperiales no eran tan ineficientes como habían supuesto en un principio. Después de dos días de infructuoso ataque, las fuerzas de Satsuma cavaron alrededor del castillo y trataron de asediarlo. Durante el asedio, muchos de los exsamuráis de Kumamoto desertaron hacia el bando de Saigō, aumentando sus fuerzas alrededor de los 20 000 hombres. Mientras tanto, el 9 de marzo, Saigō, Kirino y Shinohara fueron despojados de sus cargos y títulos oficiales desde Tokio. No obstante, Saigō argumentaba que no era un traidor, sino que solo buscaba quitarle al emperador las malas influencias de consejeros equivocados y corruptos.

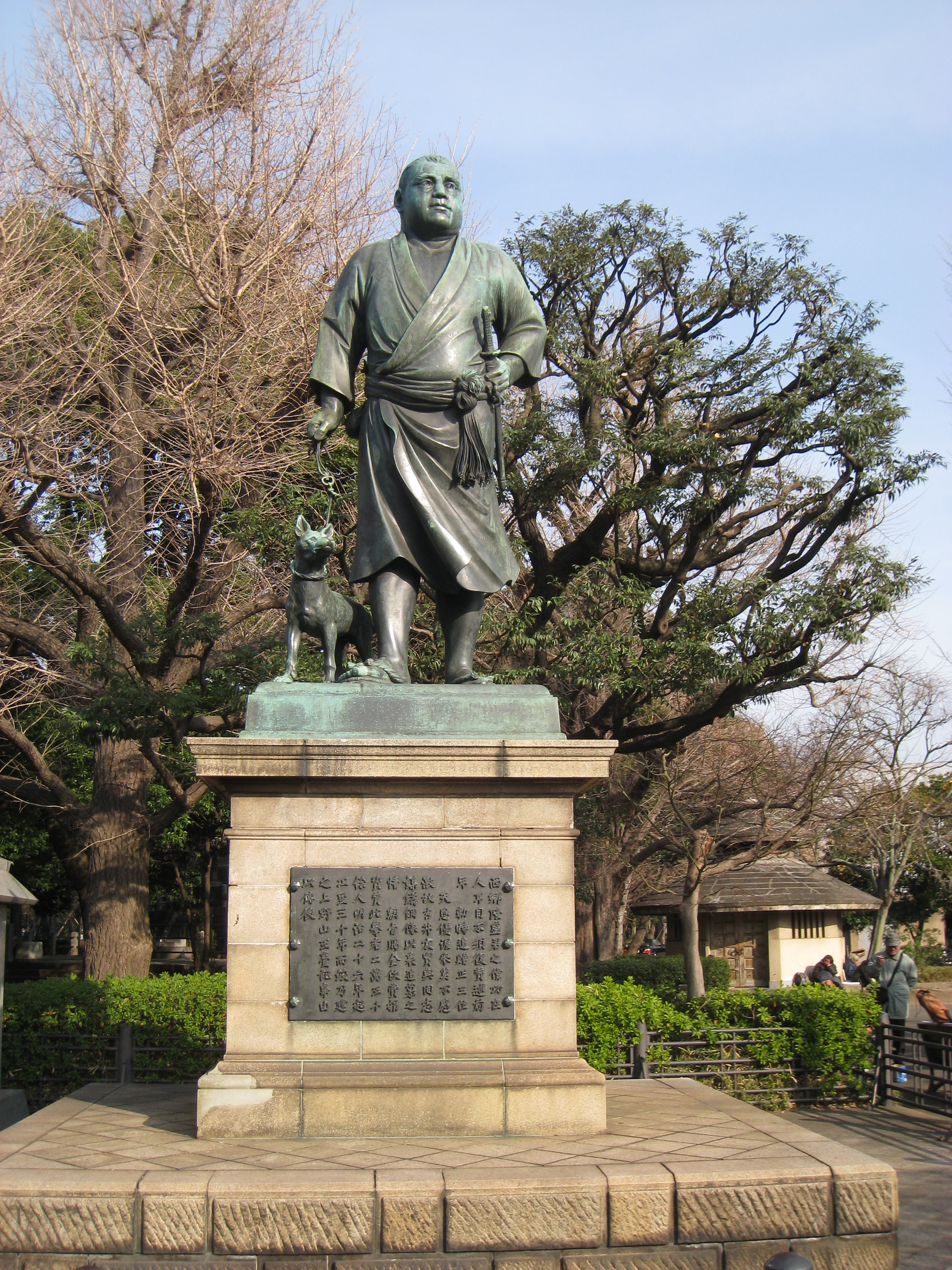
Estatua de Saigō Takamori en el Parque Ueno, Tokio.

El principal contingente de la Armada Imperial, bajo las órdenes del General Kuroda Kiyotaka y con la asistencia del General Yamakawa Hiroshi, arribó a Kumamoto en auxilio de los ocupantes del castillo el 12 de abril. Esto hizo que las tropas de Satsuma, que ahora estaban en completa desventaja numérica, huyeran. Después de una constante persecución, Saigō y sus samuráis restantes fueron empujados de vuelta a Kagoshima, donde se llevaría a cabo la batalla final: la Batalla de Shiroyama. Las tropas de la Ejército Imperial comandadas por el general Yamagata Aritomo y los marines comandados por el almirante Kawamura Sumiyoshi sobrepasaban las fuerzas de Saigō sesenta a uno. Las tropas imperiales pasaron siete días construyendo y elaborando sistemas de presas, muros y obstáculos para prevenir que se escaparan. Cinco barcos de guerra se unieron al poder de la artillería de Yamagata y redujeron las posiciones de los rebeldes. Después de que Saigō rechazó una carta solicitando su rendición, Yamagata ordenó un ataque frontal el 24 de septiembre de 1877. Para las 6 de la mañana, solo 40 rebeldes estaban aún con vida y Saigō estaba herido de muerte. Sus seguidores aseguran que uno de ellos, Beppu Shinsuke actuó como kaishakunin y ayudó a Saigō a cometer seppuku antes de que pudiera ser capturado. Después de la muerte de Saigō, Beppu y el último samurái en pie alzaron sus espadas y se dirigieron cuesta abajo hacia las posiciones imperiales, hasta que cayó el último de ellos por los disparos de las ametralladoras Gatling. Con estas muertes, la rebelión Satsuma llegó a su final.
Saigō Takamori fue etiquetado como «héroe trágico» por la gente el 22 de febrero de 1889 y el Emperador Meiji perdonó a Saigō post mórtem en 1891. Actualmente es considerado por algunos historiadores como el verdadero último samurái.

## Estructura
Los vínculos familiares, así como la lealtad de vasallos hacia el daimyō eran sumamente fuertes, y eran estos factores los que regían sobre la estructura de un ejército samurái. Cualquiera que naciera en una casa de guerreros era entrenado desde su niñez con el fin de convertirlo en un digno representante de sus antepasados. Por otro lado, las alianzas entre clanes representaron los vínculos más débiles y a lo largo de la historia se repitieron episodios donde un clan traicionó a su «aliado» al momento mismo de la batalla.
Hasta mediados del siglo XVI, la organización común de un ejército samurái fue casi la misma: al término de las campañas, el ejército se disolvía y la gran mayoría de los ashigaru y algunos samuráis regresaban a sus labores del campo. No fue sino hasta el periodo Sengoku en que algunos daimyō con suficientes recursos mantuvieron un ejército estable y buscaron un grado de especialización en el ejército, incluyendo la infantería.
La estructura jerárquica dependía de factores como el nacimiento, el vasallaje vitalicio y aspectos sociales y militares. En el vértice de la pirámide estaban los daimyō y a su lado sus parientes cercanos y familia; seguían los criados vitalicios de la familia, los cuales servían a su señor por muchos años; el siguiente escalón lo constituían los vasallos, ya fuera que se hubieran unido a su servicio o fueran obligados después de la derrota de sus antiguos señores. Los ashigaru del periodo Sengoku estaban en el último escalón y estaban divididos en tres secciones según el arma que manejaran, ya fueran arcabuces, lanzas o arcos. Había también ashigaru dedicados a servir a los distintos samuráis, otros eran portaestandartes y algunos otros estaban asignados a tambores.

### Reclutamiento
Durante gran parte del periodo Sengoku, se esperaba que todo samurái estuviese listo para presentarse en el campo de batalla con sus respectivas armas, armadura y caballo al momento de existir algún conflicto. Además se deseaba que cada uno proporcionara tropas al servicio de su señor acorde con la riqueza del feudo al que pertenecieran. De este modo el reclutamiento de las tropas necesarias recaía en los samuráis. Estos últimos llevaban consigo a otros samuráis o a jornaleros que dejaban sus tierras para convertirse en ashigaru.
Cuando había que reunir al ejército, se les notificaba la fecha y el lugar en que se pasaría revista. Cada ashigaru reunía sus armas y armadura a la espera de que sonara el horagai (trompeta de concha), el tambor o campanas, los cuales indicarían la hora de partir. Al llegar al punto acordado, el samurái les pasaba revista. Desde ese punto marcharían juntos para presentarse en el castillo y unirse al resto del ejército.

### Castillo japonés

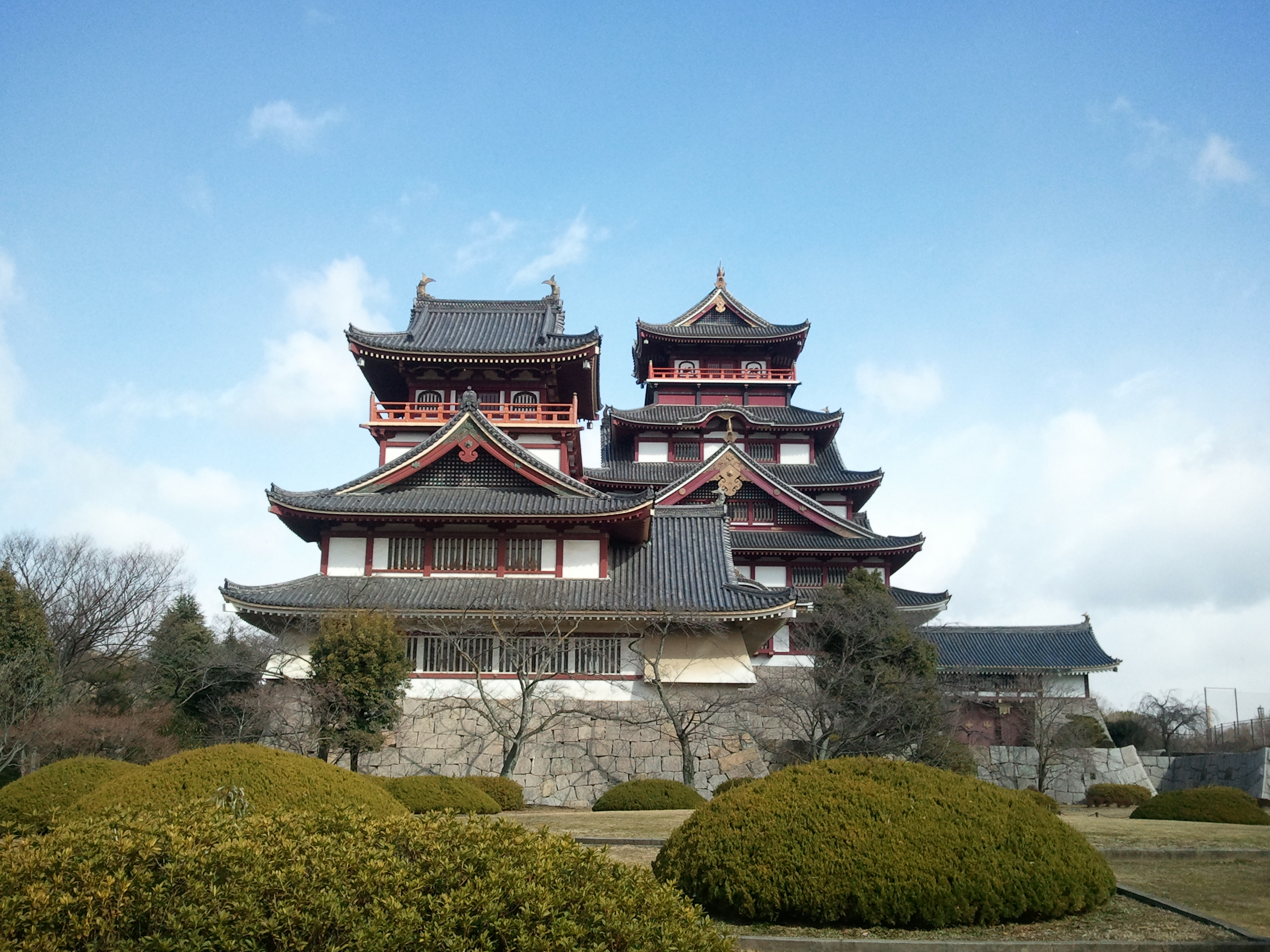
Castillo Fushimi-Momoyama construido por Toyotomi Hideyoshi.

Un aspecto de vital importancia a lo largo de la historia de los samuráis fueron los castillos. Las primeras fortificaciones en Japón eran difícilmente lo que la gente asocia con «castillos», ya que eran elaboradas casi exclusivamente con madera. Se apoyaban mucho más en las defensas naturales y la topografía del lugar (como ríos, lagunas, etc.) que cualquier elemento creado por el hombre, y se prefería colocarlos en la cima de las montañas. Este tipo de construcciones, conocidas como kōgoishi y chiyashi, no se construían pensando a largo plazo, por lo que los nativos del archipiélago construían estas fortificaciones y eran abandonadas posteriormente.
Los habitantes de Yamato comenzaron a construir ciudades al inicio del siglo VII, expandiendo el complejo del palacio, rodeado a los cuatro lados por murallas y unas puertas impresionantes. Fortificaciones de madera se construyeron a lo largo del país para defender el territorio de los emishi, los ainu y otros grupos. A diferencia de sus predecesores, estas construcciones eran relativamente más duraderas y eran construidas durante tiempos de paz.
Hacia finales del periodo Heian el nacimiento de la clase samurái influyó drásticamente en la construcción de los castillos. Esto se debió a que ya no solo se planeaba su posición con la idea de defender el territorio nacional de ataques externos, sino a que desde ese momento, los distintos clanes tuvieron que cuidarse unos de otros. El comienzo de la forma y estilo de lo que hoy se consideran estereotipos «clásicos» de los castillos japoneses surgieron en esta época. Los llamados jōkamachi (城下町?   lit. «pueblo bajo castillo») también aparecieron, crecieron y se desarrollaron. A pesar de los avances en cuanto a construcción, la mayoría de los castillos de la época permanecieron con la misma forma de las fortificaciones de madera de siglos atrás, solo que más largos y un poco más complejos. Del mismo modo se buscó ubicarlos en lo alto de las montañas, por lo que este tipo de castillos es conocido como yamashiro (山城?   «castillo de montaña»). No fue sino hasta los últimos 30 años de este periodo de guerra donde cambios drásticos se desarrollarían.

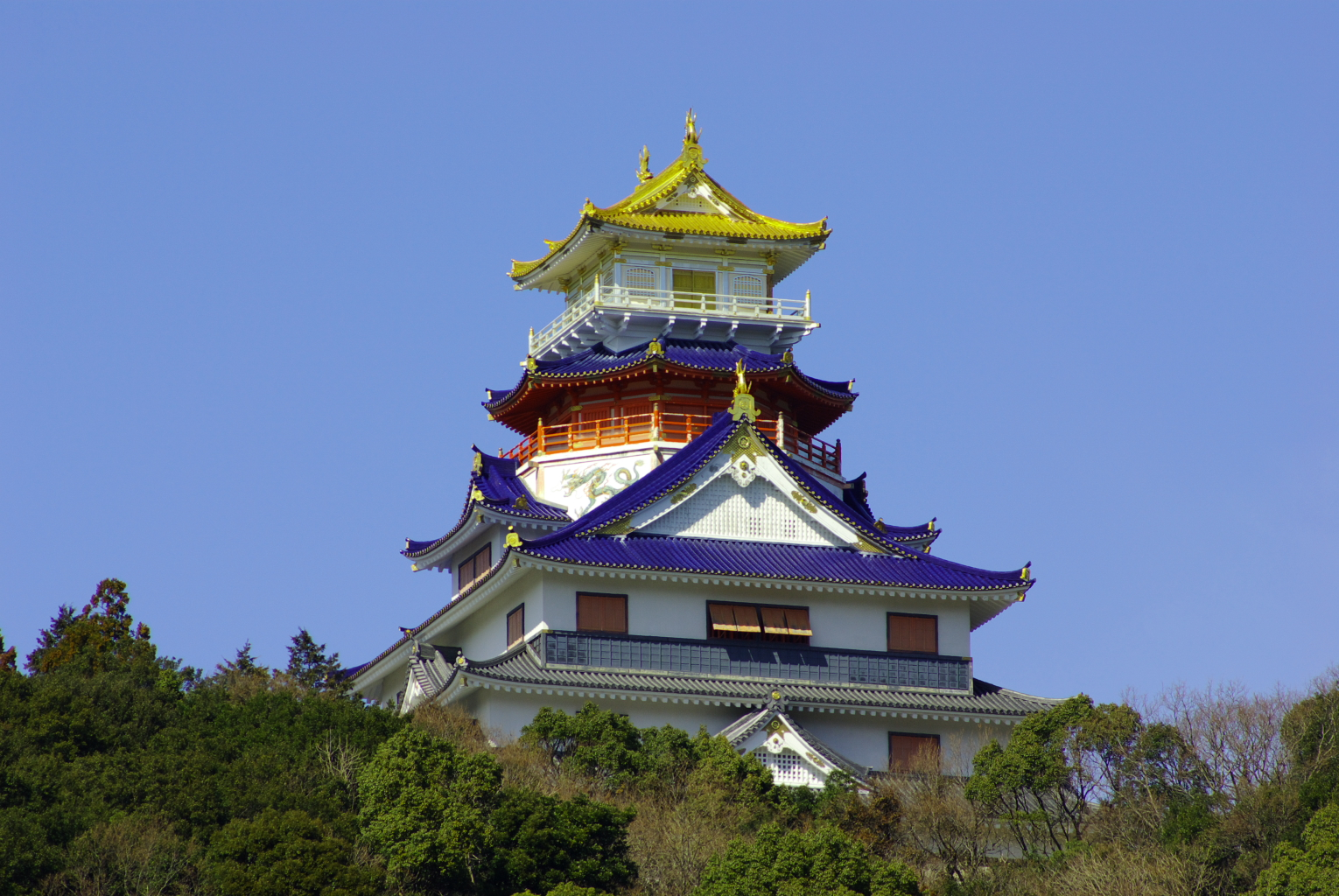
Reproducción del Castillo Azuchi de Oda Nobunaga.

A diferencia de Europa, donde la difusión del uso de los cañones terminó con la era de los castillos, en
Japón, la
introducción de las armas de fuego, irónicamente, fue un aliciente para su mejora y desarrollo. El Castillo Azuchi, cuya construcción finalizó en 1576 fue el primer ejemplo del nuevo tipo de castillos. Estas nuevas edificaciones eran construidas más grandes y situadas sobre una gran base de piedra conocida como musha-gaeshi (武者返し?). Gracias a estas bases los castillos resistían de mejor forma los terremotos habituales de Japón. También se diseñaron con un arreglo concéntrico y además contaban con una torre alta central. Adicionalmente, los castillos se comenzaron a construir en lugares planos en lugar de montañas densamente forestadas. Fue tal la importancia de estos nuevos castillos, que tanto el Castillo Fushimi-Momoyama de Hideyoshi, como el castillo Azuchi de Nobunaga brindaron su nombre a este corto periodo —el período Azuchi-Momoyama—, durante el cual, este tipo de castillos para uso militar floreció.
Cuando se utilizaban armas de asedio en Japón, eran más frecuentemente ver trabucos o catapultas de estilo chino y eran utilizadas casi exclusivamente como armas antipersonal. No existen registros de que se fijara la meta de destruir las murallas, y de hecho era visto como «más honorable» y más ventajoso tácticamente que el defensor saliera del castillo a librar la batalla. Cuando las batallas no se resolvían de esta forma, los esfuerzos se resumían en evitar que el castillo recibiera provisiones. Esto podía durar años, lo que involucraba rodear el castillo con una fuerza lo suficientemente grande hasta que se obtuviera la rendición. Un ejemplo de esto fue el asedio que Nobunaga hizo al castillo custodiado por los Ikko Ikki, una clase de monjes guerreros que soportaron nada menos que once años el constante ataque.
El Castillo Azuchi fue destruido diez años después de la culminación de su construcción, pero comenzó un nuevo periodo en la forma de construir castillos. Entre los castillos construidos en los años subsecuentes estaba el Castillo Osaka de Hideyoshi, terminado en 1583. Este incorporó las nuevas características y filosofía de construcción del Castillo Azuchi, aunque más grande, mejor colocado y más resistente.

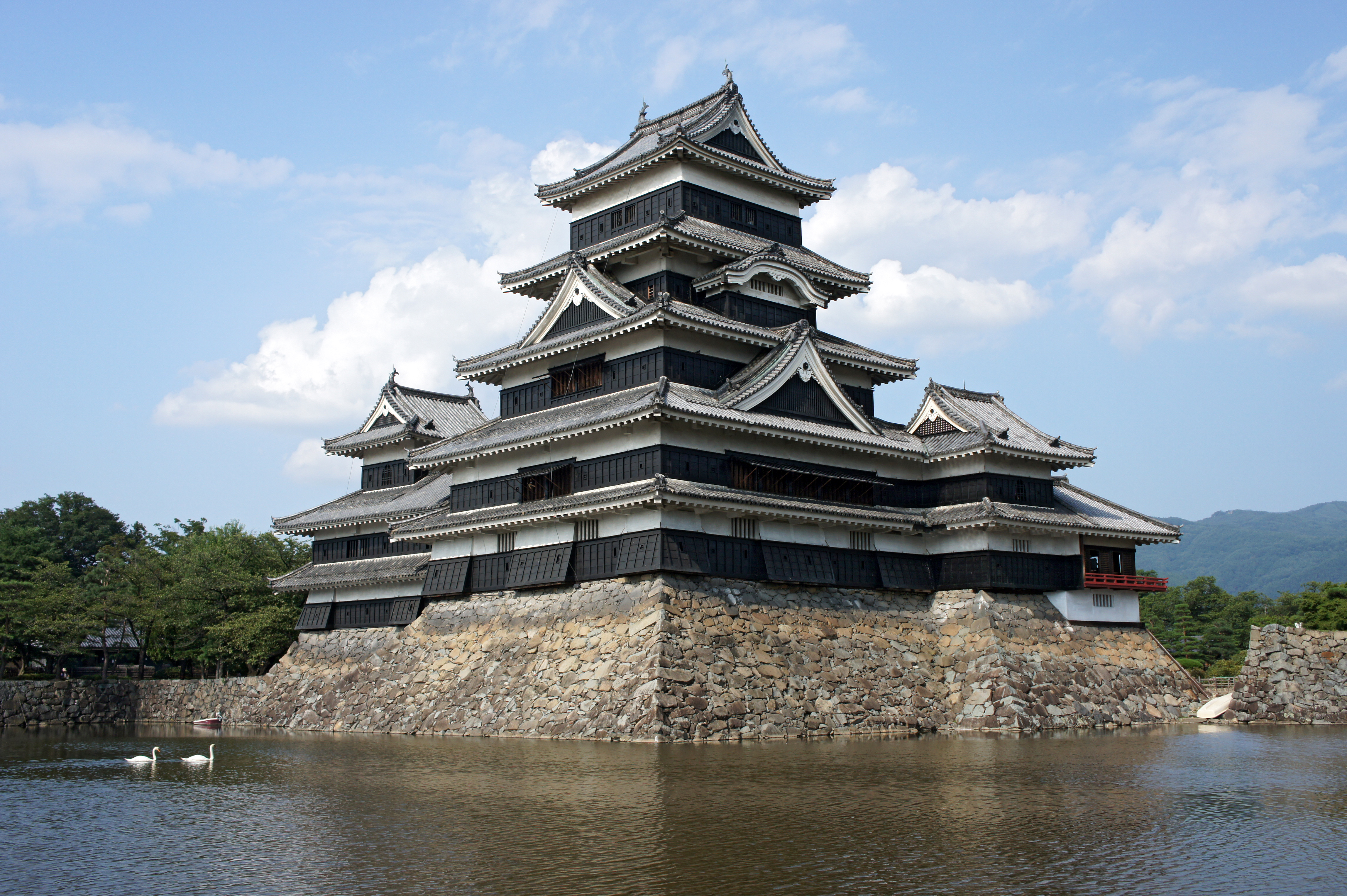
Castillo Matsumoto en la Prefectura de Nagano, un Tesoro Nacional de Japón.

Algunas familias poderosas no solo controlaban un castillo, sino una serie de castillos, donde el principal era llamado honjō y los castillos satélite shijō. Aunque los shijō
generalmente eran castillos en toda la extensión de la palabra, frecuentemente eran construcciones de madera o tierra. Usualmente, faros de fuego, tambores taiko o conchas marinas eran utilizadas para establecer comunicaciones entre los castillos a grandes distancias. El Castillo Odawara de la familia Hōjō y su red de satélites era uno de los más poderosos ejemplos del sistema honjō-shijō; los Hōjō controlaban tanta tierra, que una jerarquía de sub-satélites tuvo que ser creada.
Los castillos del periodo Edo se convirtieron en lujosas residencias de los daimyō y sus familias. También sirvieron para protegerlos en contra de las insurgencias internas o levantamientos de los aldeanos. Para contrarrestar el poderío de los daimyō, el shogunato Tokugawa decretó una serie de regulaciones limitando el número de castillos a uno por han, con pocas excepciones, con lo cual se detuvo su construcción. A lo largo de la historia muchos castillos serían destruidos, ya fuera como parte de la Restauración Meiji o durante los bombardeos de la Segunda Guerra Mundial. En realidad, muy pocos de los castillos japoneses actuales son los originales y predominan los castillos reconstruidos con acero y hormigón en tiempos modernos.
Cuando el shogunato Tokugawa promulgó el edicto de sankin kotai o «Presencia Alterna», se estipuló que las mujeres e hijos de cada daimyō debían de permanecer en los yashiki (屋敷 casa solariega?). Estas últimas estaban ubicadas en los alrededores del Castillo Edo, y su cercanía estaba regida por el rango de cada familia; los de mayor rango y confianza se encontraban más próximos al castillo. Este sistema de yashiki pronto fue adoptado por los propios daimyō en su respectiva provincia, bajo el mismo sistema.

## Armaduras e indumentaria

### Armadura

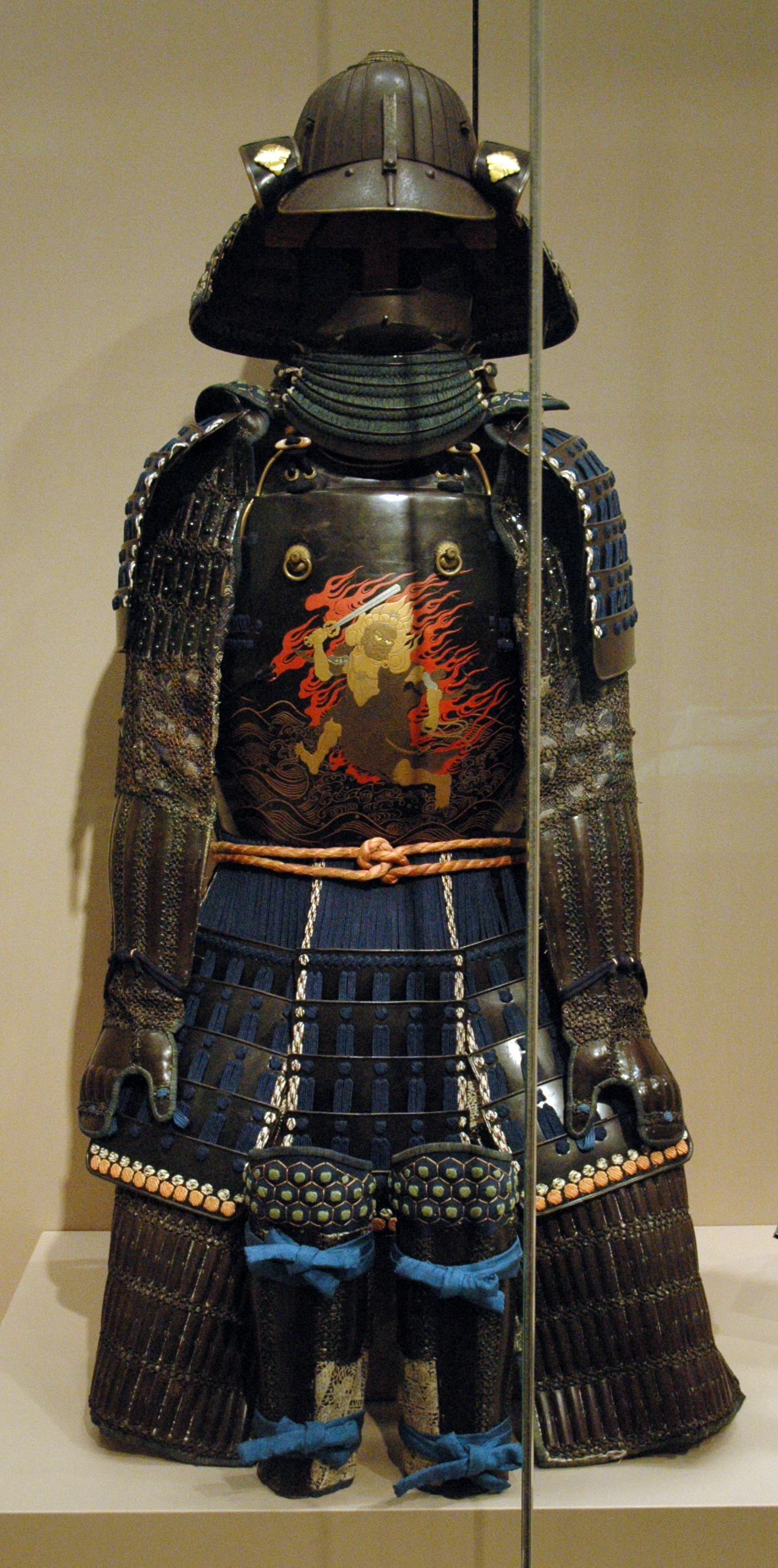
Armadura samurái exhibida en el Museo de Arte Asiático en San Francisco.

Las primeras armaduras, encontradas mediante excavaciones en los kofun, recibieron nombre de tankō (鍛鋼?). Eran fabricadas en hierro macizo, las planchas de blindaje se sujetaban unas a otras con correas de cuero y estaban específicamente diseñadas para ser usadas de pie. Para proteger la parte baja del cuerpo, los guerreros llevaban una falda acampanada llamada kusazuri. Los hombros y antebrazos se cubrían con planchas curvas que llegaban hasta el codo. Desde esos tiempos, la superficie de metal se cubría de laca laminar para protegerla del clima, tal y como se seguiría aplicando a los modelos posteriores. La característica particular del casco era que parte de adelante tenía forma de visera, además de dientes de hierro en la parte superior cuyo objeto era sujetar plumas de faisán. Posteriormente se diseñó un tipo de armadura laminar, la cual se conoce con el nombre de keikō (携行?), de la cual a su vez se desprendió el estilo yoroi (鎧?), que es la armadura clásica samurái. Debido a que si la armadura era hecha completamente de hierro tenía un peso considerable, solo se empleaban piezas de ese metal en las zonas donde se requería de más protección y en el resto de la armadura se alternaban piezas de hierro con cuero. En promedio, una yoroi tenía un peso aproximado de 30 kilogramos y proporcionaba una buena protección.
La armadura que cubría el cuerpo era llamada do y constituía la base de esta indumentaria defensiva. Con los siglos se marcó una tendencia a reemplazar la yoroi por una armadura llamada do-maru. Esta última surgió como la evolución de la armadura de los soldados de infantería, mucho más sencilla y resultando más cómoda a la hora de la lucha sobre el terreno. La armadura desarrollada en el siglo XVI es conocida como tōsei gusoku (当世具足?) o «armadura moderna». Su rasgo característico es que le fueron añadidas protecciones para la cara, el muslo y un sashimono, el cual era un pequeño estandarte en la espalda.

### Indumentaria

#### En el campo de batalla

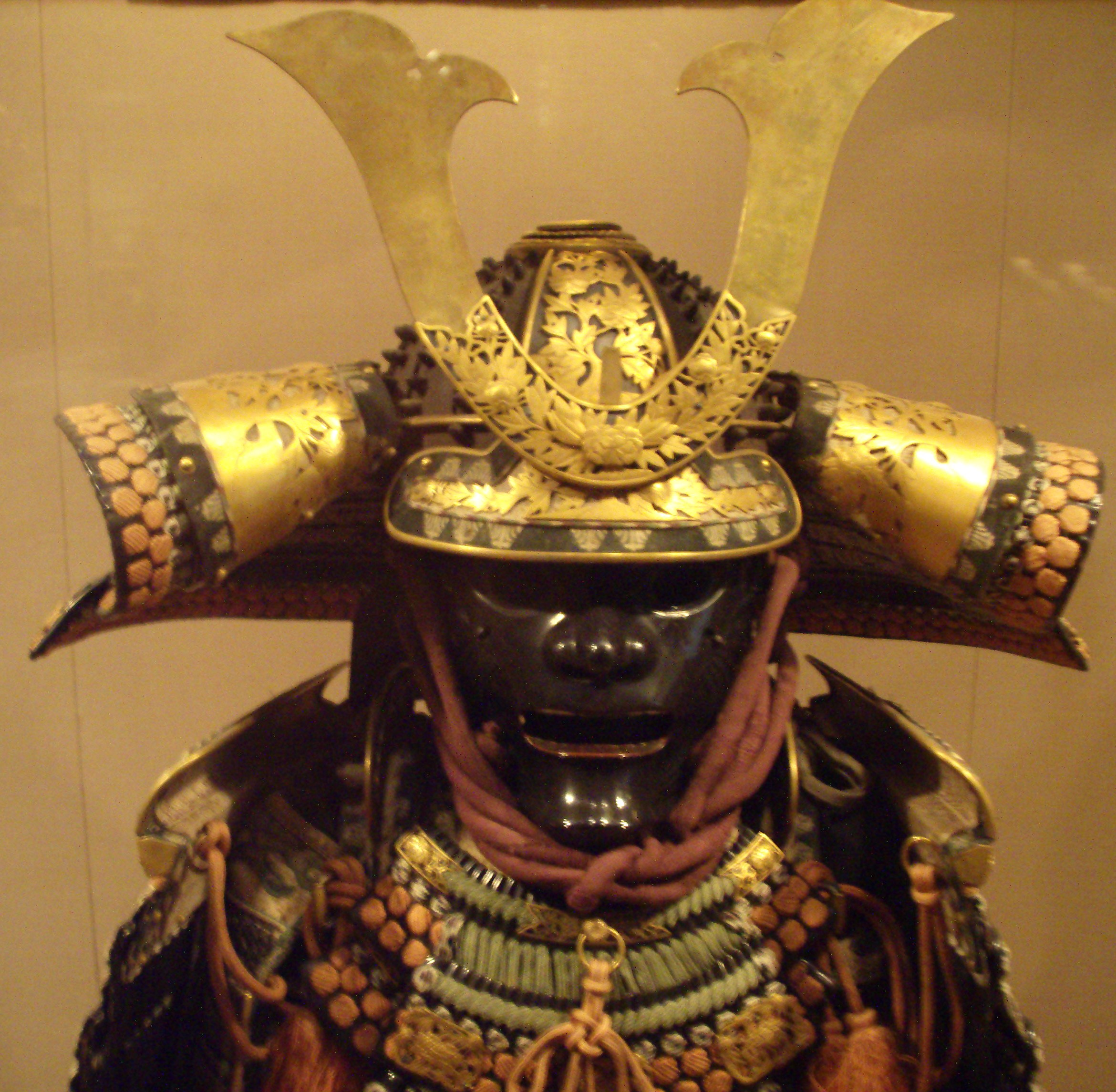
El kabuto y las menpō (máscaras) eran elementos de suma importancia en la armadura japonesa.

Debajo de la armadura o de su propia vestimenta, la ropa interior que utilizaban los samuráis era conocida como fundoshi (褌?), el cual era una especie de taparrabos hecho a base de lino o algodón. En el campo de batalla, los samuráis utilizaban unos calcetines conocidos como tabi, unas sandalias de tiras llamadas waraji o zori y, en algunas ocasiones, un par de geta (unos zapatos parecidos a los zuecos). La primera sección que se ponían eran las Suneate (脛当て?) o espinilleras, además de unas haidate o protecciones en los muslos. Estas últimas se volvieron famosas hasta el periodo Sengoku, cuando los kusazuri (protecciones para el antemuslo) se redujeron. Se usaban además unos guantes denominados yugake, junto con los kote (小手?   mangas), para proteger brazos y manos. Un uwaobi (上帯?) —o cinturón exterior— mantenía todo el conjunto de ropa y armadura unido. Para proteger su cuello se utilizaba un nodowa. Además se colocaba un hachimaki (鉢巻き?) alrededor de la cabeza para recibir el peso del kabuto (兜?   casco).
Algunos samuráis acostumbraron utilizar algún tipo de máscaras para proteger el rostro, las cuales eran conocidas como hoate. Estas podían ser completas o media máscara que protegía hasta debajo de los ojos, y podían o no incluir una pieza para la nariz. Los samuráis de alto rango solían portar también un jinbaori (陣羽織?   guardapolvos) que se colocaba sobre la armadura. Estos no se solían usar en combate, pero sí dentro del campamento para dar un toque ceremonial a la reunión, así como para reflejar la importancia del personaje que la portaba.

El kamishimo era esencial en la vestimenta japonesa.

#### Ropa normal
La evolución final de la armadura tuvo lugar durante el periodo Edo cuando cesaron las guerras por lo que las armaduras se convirtieron entonces en lujosos regalos y solo se utilizaban en los castillos. La vestimenta típica era el hakama y el kimono, mientras que para ocasiones de mayor formalidad utilizaban una chaqueta sobre el hakama llamado kataginu, los cuales combinados se conocían como kamishimo.
Ante situaciones de suma importancia, como por ejemplo, en una entrevista con el shōgun, se esperaría que un daimyō vistiera un nagabakama, unos pantalones sumamente largos que arrastraban por el suelo.

## Armas

### De hoja cortante

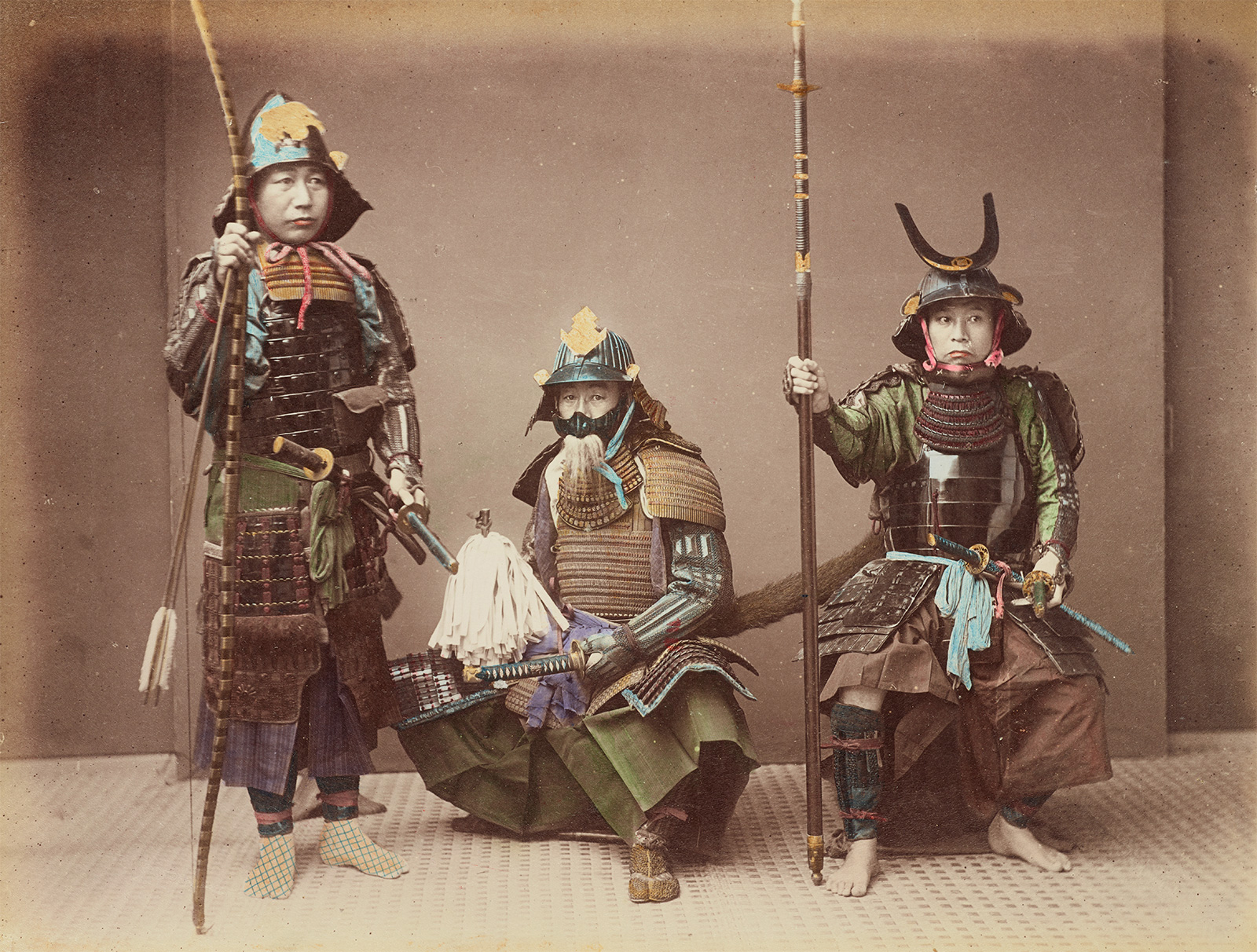
Fotografía de tres samuráis con diversas armas, el de la izquierda un yumi, el del centro una espada y el de la derecha porta una yari.

El nihontō, conocido más comúnmente en occidente como katana, es el arma más estrechamente relacionada con el samurái e incluso se le llegó a considerar durante el periodo Edo como «el alma del samurái». Un samurái nunca abandonaba su espada, aun en tiempos de paz. El mejor regalo que podía recibir un samurái de parte de su daimyō era una espada forjada por un célebre maestro. No obstante, cabe resaltar que durante la mayor parte de la historia japonesa, las principales armas fueron el arco y la lanza. No fue sino hasta que terminaron las guerras que la espada adquirió la fama que tiene actualmente.
Las primeras espadas utilizadas por soldados yamato eran rectas, algunas con empuñadura en forma de bulbo y eran conocidas como «espada con cabeza de mazo». Algunas otras, como las llamadas «espadas coreanas», tenían empuñadura en forma de argolla terminando con el aspecto de la silueta de algún animal. Estas armas medían 90 centímetros en promedio.
La tachi fue la clásica espada samurái y colgaba con la hoja hacia abajo. Este tipo de espada tenía que ser empuñada con ambas manos, por lo que se tenía que dejar el arco para utilizarla. Más tarde se logró desarrollar la katana, la cual, junto con el wakizashi, eran conocidas como daishō (大小?   lit. «grande y pequeña»). Cuando un samurái portaba su armadura completa, la katana colgaba con la hoja hacia abajo y el wakizashi era a veces reemplazado por un tantō, el cual llegó a ser considerado como una de las armas más importantes en el campo de batalla. Se decía que una buena espada debía ser capaz de dos cosas: cortar siete cuerpos apilados uno encima del otro y estar lo suficientemente afilada como para que al sumergirla en el agua pudiera cortar un nenúfar que flotara en la superficie.

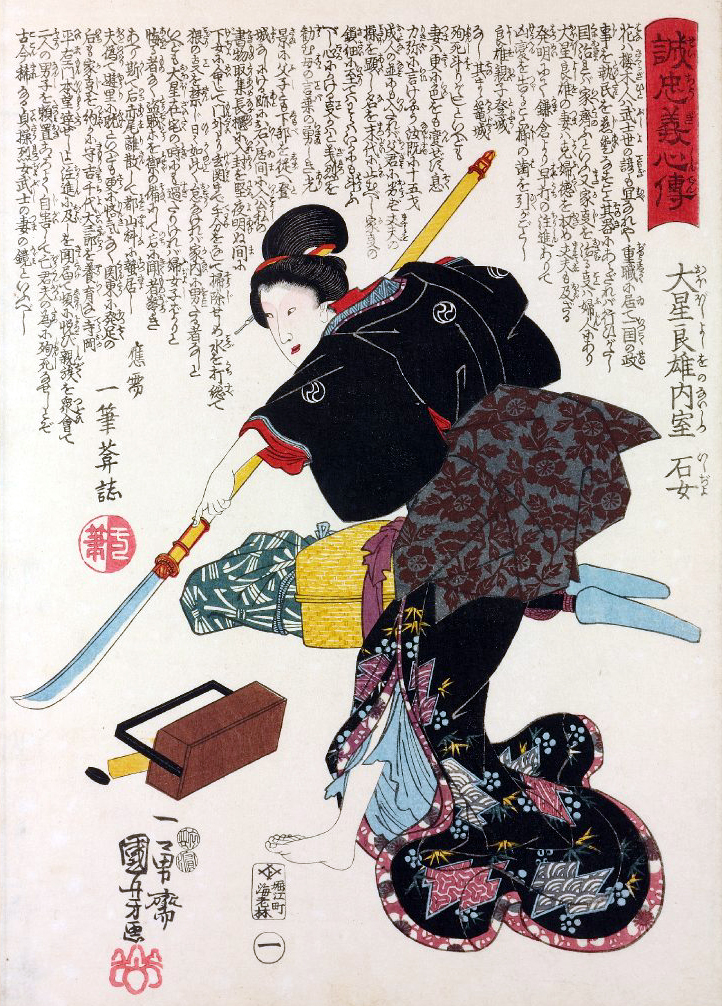
Representación de Ishi-jo, esposa de Oboshi Yoshio, uno de los 47 rōnin portando un naginata.

La fuerza impresionante de la katana se debía a su curvatura, que hacía posible que el corte producido pudiera incluso seccionar el hueso del oponente. Ya que se la debía de empuñar con ambas manos, el portador de la espada se tenía que colocar en ángulo recto con respecto al enemigo. Los samuráis no utilizaban ningún escudo para su protección, dado que la katana era un arma defensiva y ofensiva al mismo tiempo. Debido a su gran resistencia, podía golpear el arma del oponente para desviar el ataque y acto seguido asestar un golpe mortal. Debido a todas estas características, no es exageración que muchos historiadores afirmen que la katana es muy superior a las espadas diseñadas por otras culturas.
Otro tipo de espada desarrollada fue la nodachi, conocida como «espada de campaña». Esta contaba con una hoja extra larga y apareció a comienzos del siglo XVI. Existen escasos registros de que esta arma fuera usada efectivamente en el campo de batalla, ya que, debido a su gran peso, el portador debía de tener una gran fuerza física para esgrimirla de pie, más aún si se portaba mientras se cabalgaba. La mayoría de los registros documentan que este tipo de espadas fueron creadas con la finalidad de servir como ofrendas a santuarios y templos.
La naginata (un tipo de archa) es el arma más citada en las crónicas samurái. Constaba de una hoja curva montada sobre un mango de madera y su aspecto de asemejaba al de las alabardas chinas. La naginata era un arma sumamente versátil, ya que con ella se podía golpear, apuñalar o acuchillar al enemigo. Los sōhei, una clase de monjes guerreros, fueron reconocidos por el grado de especialización que alcanzaron esgrimiéndola.
Otra arma muy recurrente fue la yari, una especie de lanza japonesa que apareció como el arma utilizada por las tropas de infantería durante el siglo XV. Un tipo de yari, conocida como mochi yari, pasó también a formar parte del arsenal de los samuráis.

### Proyectiles

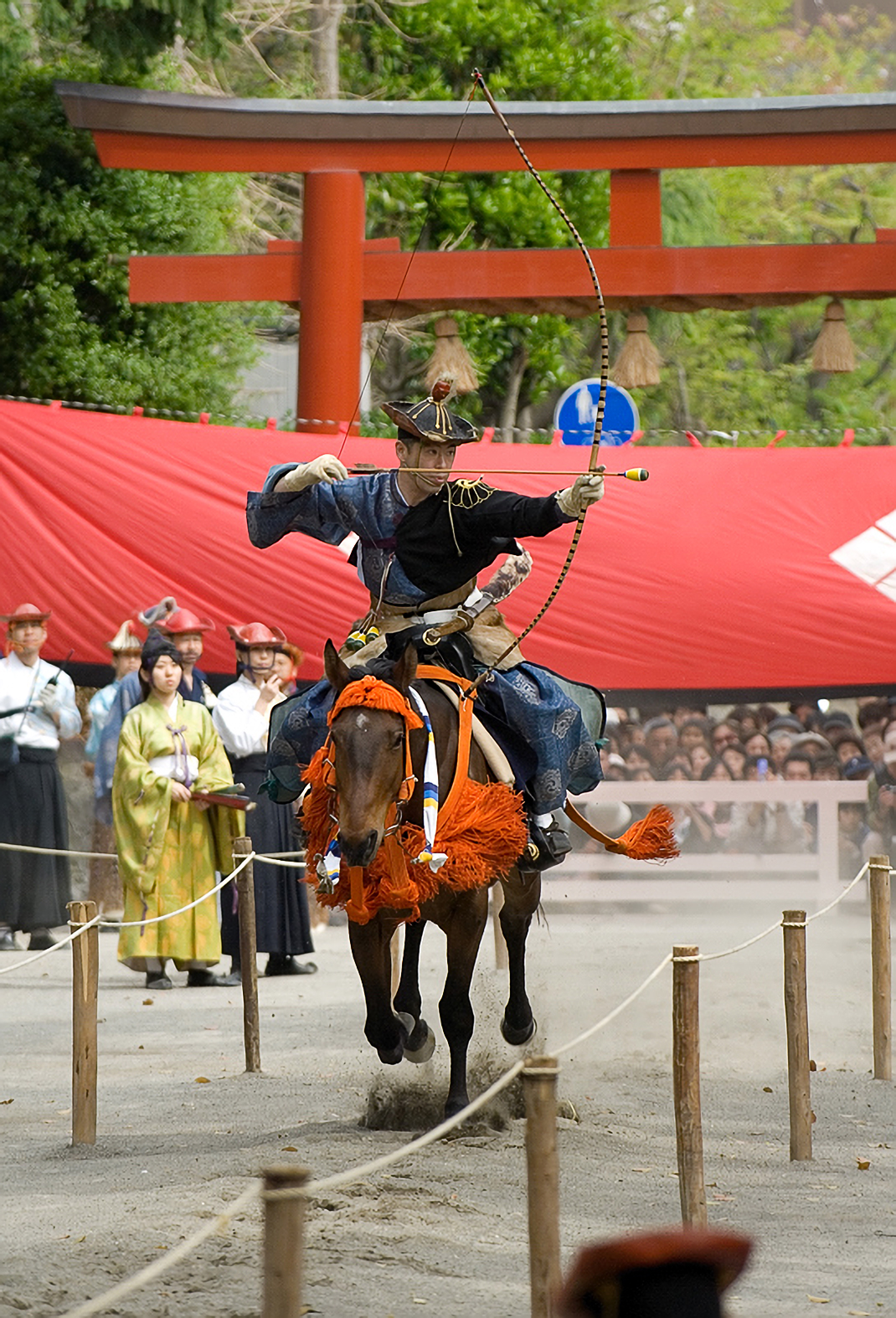
Los samuráis fueron expertos en el uso del arco a caballo. En la foto un yabusame moderno.

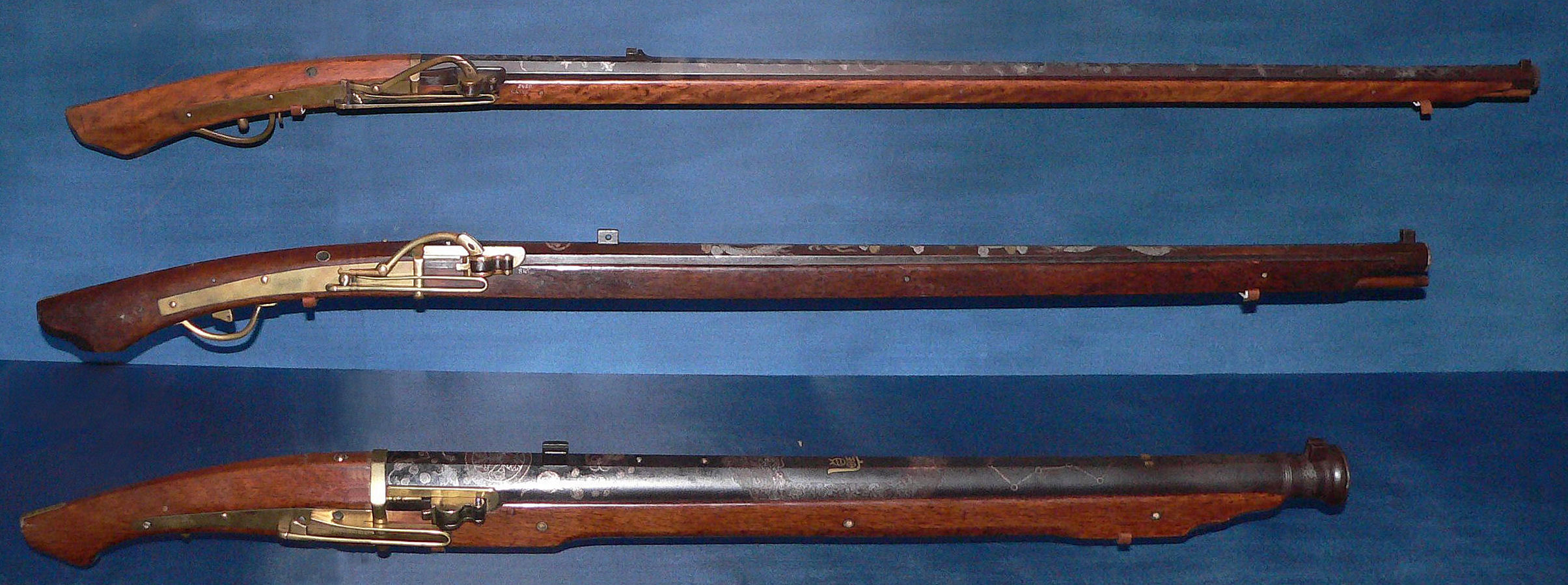
Arcabuces japoneses llamados Teppō del periodo Edo, los cuales fueron desarrollados a partir del modelo europeo.

Durante la mayor parte de la historia de los samuráis, el arco japonés (llamado yumi) fue su arma preferida y solo se solía recurrir a la espada al descender del caballo y entablar combate cuerpo a cuerpo. Los samuráis solían ser expertos en el kyūba no michi «camino del arco y el caballo». Los arcos utilizados en aquella época se asemejan en gran medida a los que se utilizan actualmente en el kyūdō. El arco tenía que ser levantado a la altura de la cabeza del jinete para poder disparar adecuadamente. La práctica del caballo y el arco dieron lugar al yabusame, el cual es practicado hasta nuestros días. La técnica del uso del arco a caballo necesitaba de mucha práctica, ya que solo se podía disparar por el lado izquierdo del jinete y se contaba con un ángulo de disparo de 45.º Esto se complicaba en mayor medida si el jinete portaba una armadura. Durante el periodo Sengoku el tiro con arco se combinó con el uso de arcabuceros ashigaru.
Durante 1510, los samuráis conocieron el cañón de metal y en ese mismo año, Hōjō Ujimasa compró una pistola china. Para 1548, durante la Batalla de Uedahara, se registró el uso de armas de fuego, con lo que de una forma u otra su uso se había extendido entre los distintos clanes. En 1543, comerciantes portugueses arribaron a Japón buscando un intercambio comercial. Entre los artículos que intercambiaron estuvieron los arcabuces europeos. A partir de 1549, diversos artesanos desarrollaron la técnica necesaria para reproducir estas armas y comenzaron a fabricar arcabuces japoneses llamados Teppō (鉄砲?   lit. «cañón de acero»). Para 1553 el ejército de Oda Nobunaga ya contaba con 500 arcabuceros, los cuales darían muestras de su efectividad con las tácticas adecuadas como disparos circulares utilizados en la batalla de Nagashino. Aunque muchos samuráis se opusieron a su implementación debido a que con estas nuevas condiciones cualquier soldado estaba en posición de matar de un solo tiro a un entrenado y diestro maestro de las artes marciales (aun si fuera un humilde ashigaru), su implementación se propagó por todo el país y se volvió un elemento típico en los conflictos bélicos.
Cabe destacar que el uso de grandes cañones no se difundió ni causó el mismo impacto emocional que se vivió con los resultados de las armas de fuego. Existen diversos registros que mencionan el uso de pequeños cañones que se obtuvieron de barcos europeos adaptados para su uso en el campo de batalla. Sin embargo, debido a que las tácticas de guerra no consistían en el derribo de fortalezas, sino más bien en el asedio y la lucha a campo abierto, no se desarrollaron técnicas para producir cañones de grandes dimensiones.

## Técnicas de combate

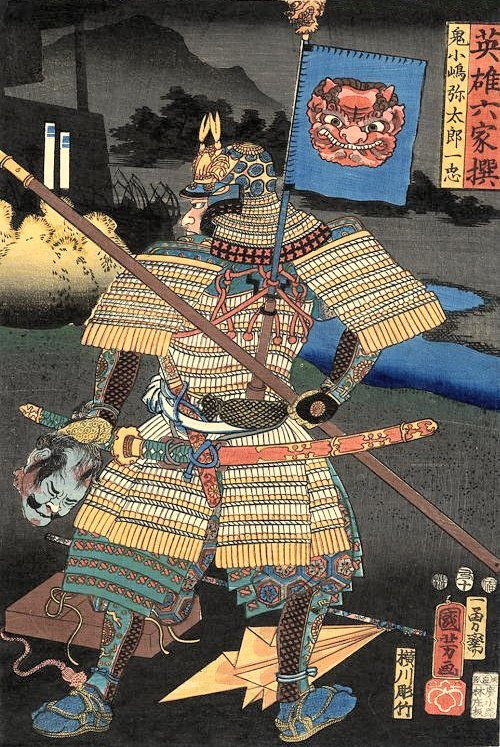
Representación de Onikojima Yatarō Kazutada con la cabeza cercenada de un enemigo en la mano, por Utagawa Kuniyoshi.

Durante la existencia de los samuráis, reinaron dos tipos opuestos de organización. El primer tipo eran ejércitos basados en reclutas: al inicio, durante el periodo Nara, los ejércitos samuráis se basaron en ejércitos de reclutas del tipo chino y hacia el final en unidades de infantería compuestas por ashigaru. El segundo tipo de organización era el de samurái a caballo que luchaba individualmente o en pequeños grupos.
Al inicio de la contienda se disparaban una serie de flechas con cabeza de bulbo, las cuales zumbaban en el aire. El objeto de estos disparos era llamar a los kami a que presenciaran las muestras de valentía que estaban a punto de desarrollarse. Después de un breve intercambio de flechas entre uno y otro bando, se desarrollaba una contienda llamada ikkiuchi (一騎討ち?), donde grandes rivales de uno y otro lado se enfrentaban. En este tipo de duelos influían mucho aspectos como el rango, el nombre, la posición dentro del ejército, etc. Después de estos combates individuales, se daba paso a los combates mayores, generalmente enviando tropas de infantería lideradas por samuráis a caballo. Al comienzo de las batallas samurái, era todo un honor ser el primero en entrar en batalla. Esto cambió en el periodo Sengoku con la introducción del arcabuz. Al comienzo del uso de las armas de fuego, la metodología del combate era la siguiente: al inicio se hacía un intercambio de disparos de arcabuz a una distancia de 100 metros aproximadamente; cuando se encontraba el momento oportuno se ordenaba que avanzaran los lanceros ashigaru y finalmente los samuráis atacarían, ya fuera a pie o a caballo. El jefe del ejército solía estar sentado en una silla de tijera dentro de una tienda semiabierta llamada maku, que exhibía su respectivo mon. Como muestra del simbolismo tan fuerte que esto representaba, otra forma de llamar al shogunato instituido por Minamoto Yoritomo era el término bakufu, que significaba «gobierno desde la maku».
En medio de la contienda, algunos samuráis decidían bajar del caballo y buscar cortar la cabeza de un rival digno. Este acto era considerado todo un honor. Además, mediante el mismo ganaban respeto entre la clase militar. Después de la batalla, los samuráis de alto rango celebraban normalmente la ceremonia del té, y el general victorioso pasaba revista a las cabezas de los miembros más importantes del enemigo que habían sido cortadas.
Es importante hacer notar que la mayoría de las batallas no se resolvieron de la forma tan idealista antes expuesta, sino que la mayoría de las guerras se ganaron mediante ataques sorpresas, como incursiones nocturnas, incendios, etc. El reconocido samurái Minamoto no Tamemoto aseguraba:

De acuerdo con mi experiencia, no hay nada más ventajoso a la hora de machacar al enemigo que un ataque nocturno[...]. Si prendemos fuego a tres de los lados y cerramos el paso por el cuarto, quienes huyan de las llamas serán derribados por flechas, y quienes busquen escapar de estas no podrán huir de las llamas.
Minamoto Tamemoto.

### Cobro de cabezas
Cortar la cabeza de un rival digno en el campo de batalla era motivo de gran orgullo y reconocimiento. Existía todo un ritual para embellecer las cabezas cortadas: primero eran lavadas y peinadas y una vez efectuado esto, se ennegrecían los dientes aplicando un tinte llamado ohaguro. El motivo de ennegrecer los dientes radicaba en que unos dientes blancos era un signo de distinción, por lo que aplicarles un tinte para oscurecerlos era una forma metafórica de quitarles un poco de la misma. Finalmente las cabezas eran dispuestas cuidadosamente sobre una tabla para su exposición.
Durante las invasiones de Hideyoshi a Corea, era tal el número de cabezas cortadas de los enemigos que tenían que ser enviadas a Japón, que por motivos logísticos se envió solamente la nariz. Estas eran cubiertas con sal y enviadas en barriles de madera. Estos barriles fueron enterrados en un túmulo cerca del «Gran Buda» de Hideyoshi, donde permanecen al día de hoy bajo el nombre equivocado de Mimizuka o «túmulo de orejas».

### Formaciones militares
Durante el periodo Azuchi-Momoyama y gracias a la introducción de armas de fuego, las tácticas de combate cambiaron drásticamente. Las formaciones militares adoptadas tenían nombres poéticos, entre las cuales destacan:
- Ganko (pájaros en vuelo).- Era una formación muy flexible que permitía que las tropas se adecuaran dependiendo de los movimientos del oponente. El comandante estaba situado en la parte trasera, pero cerca del centro para evitar problemas con la comunicación.

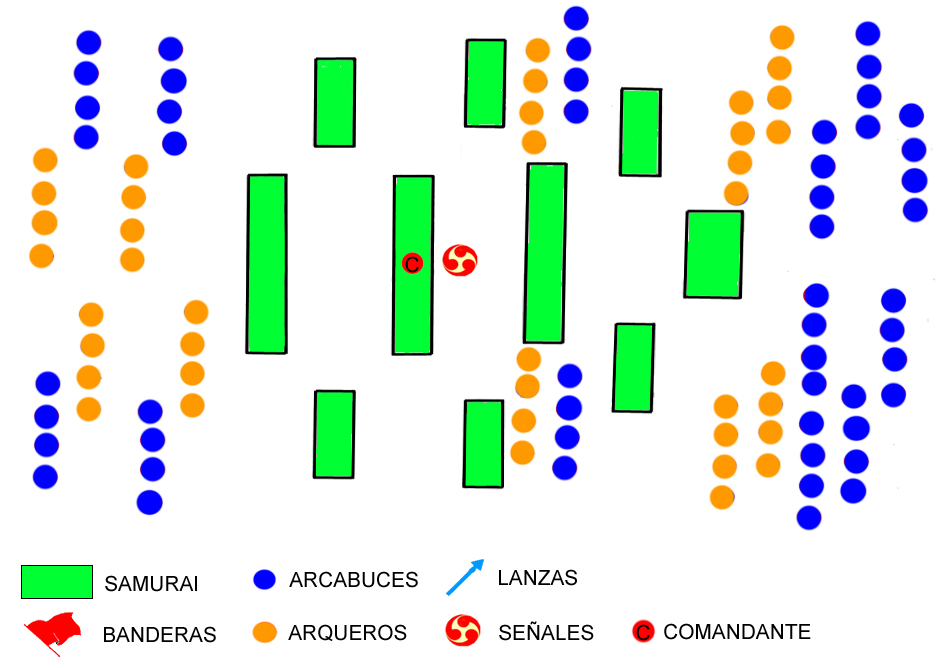
Formación Ganko.

- Hoshi (cabeza de flecha).- Era una formación agresiva en la que los samuráis aprovechaban las bajas ocasionadas por los disparos de los ashigaru. Los elementos de señalización estaban cerca de los principales generales del comandante.

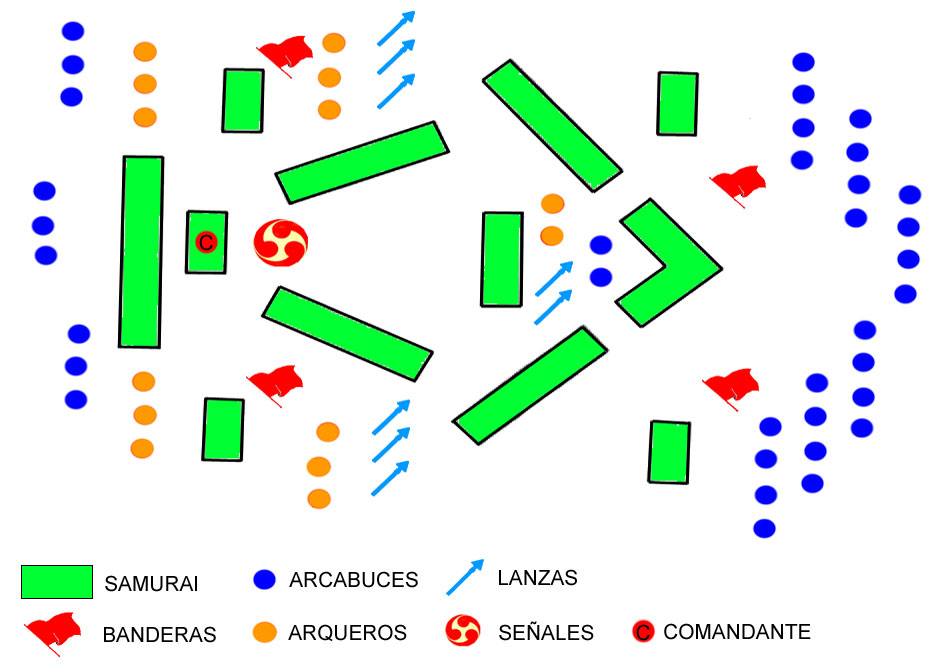
Formación Hoshi.

- Saku (cerrojo).- Esta formación estaba considerada como la mejor defensa en contra de la formación Hoshi,[131] ya que dos hileras de arcabuceros y dos de arqueros estaban en posición para recibir el ataque.

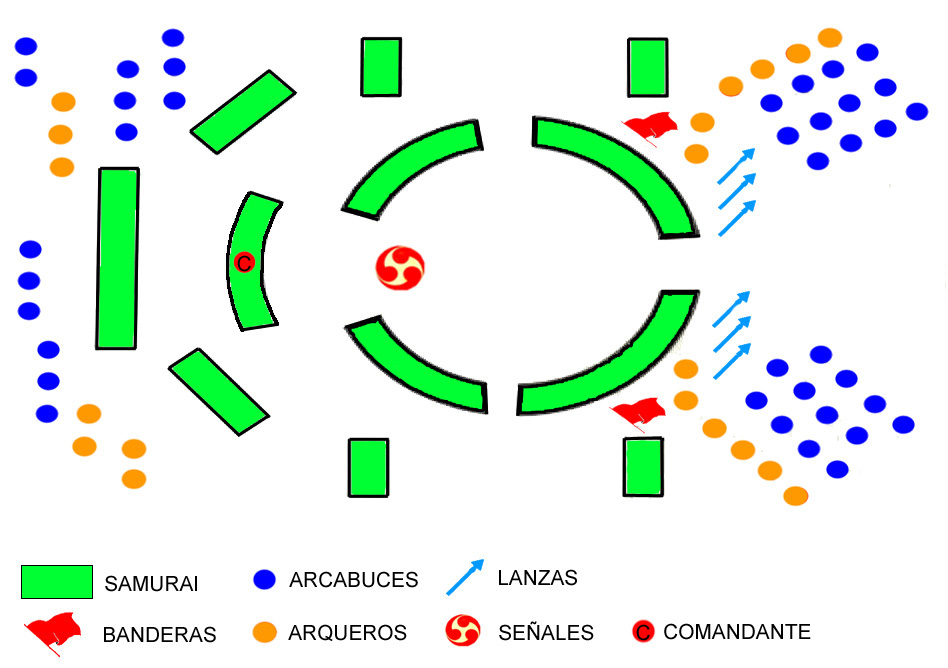
Formación Saku.

- Kakuyoku (alas de grulla).- Formación recurrente con la finalidad de rodear al enemigo. Los arqueros y arcabuceros menguaban las tropas enemigas antes del ataque cuerpo a cuerpo de los samuráis mientras que la segunda compañía los rodeaba.

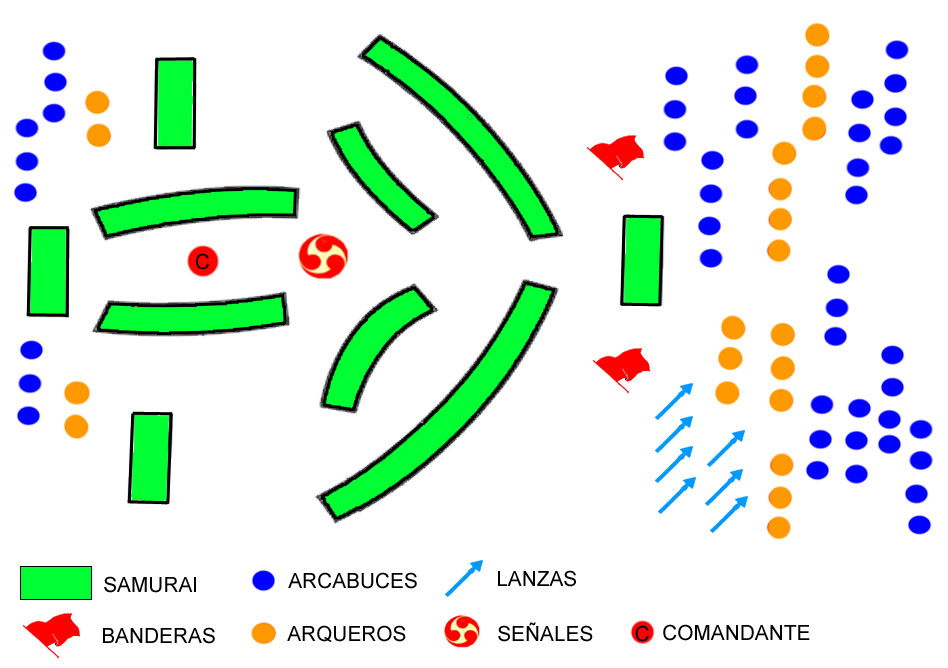
Formación Kakuyoku.

- Koyaku (yugo).- Debe su nombre a los yugos utilizados en los bueyes. Era utilizada para neutralizar el ataque «alas de grulla» y «cabeza de flecha» y su finalidad era que la vanguardia absorbiera el primer ataque y dar tiempo a que el enemigo revelara su siguiente movimiento ante el cual la segunda compañía pudiera reaccionar a tiempo.

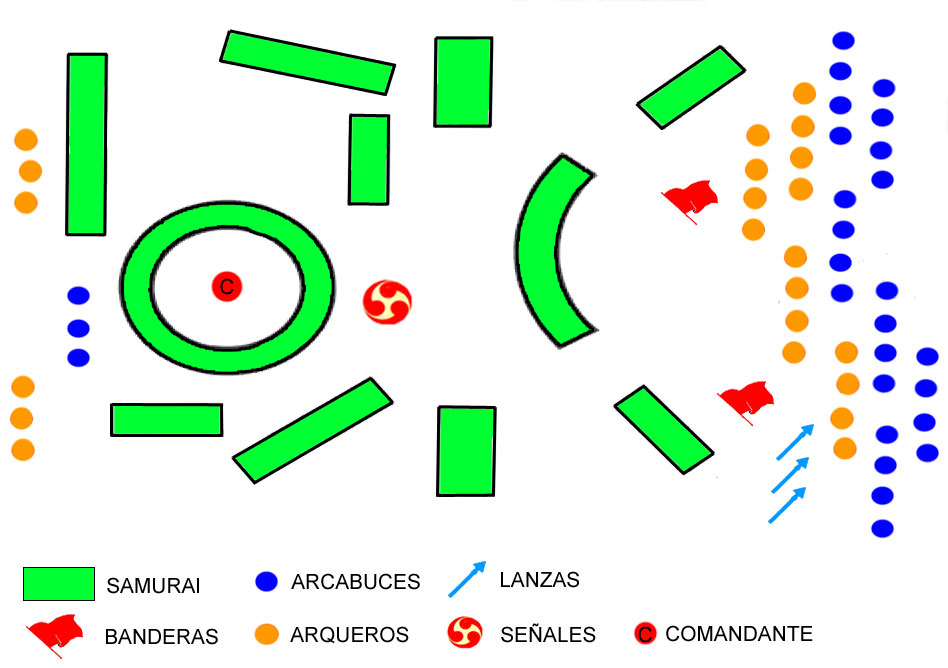
Formación Koyaku.

- Gyōrin (escamas de pescado).- Se utilizaba frecuentemente para hacer frente a ejércitos mucho más numerosos. Su finalidad era atacar un solo sector para romper las filas enemigas.

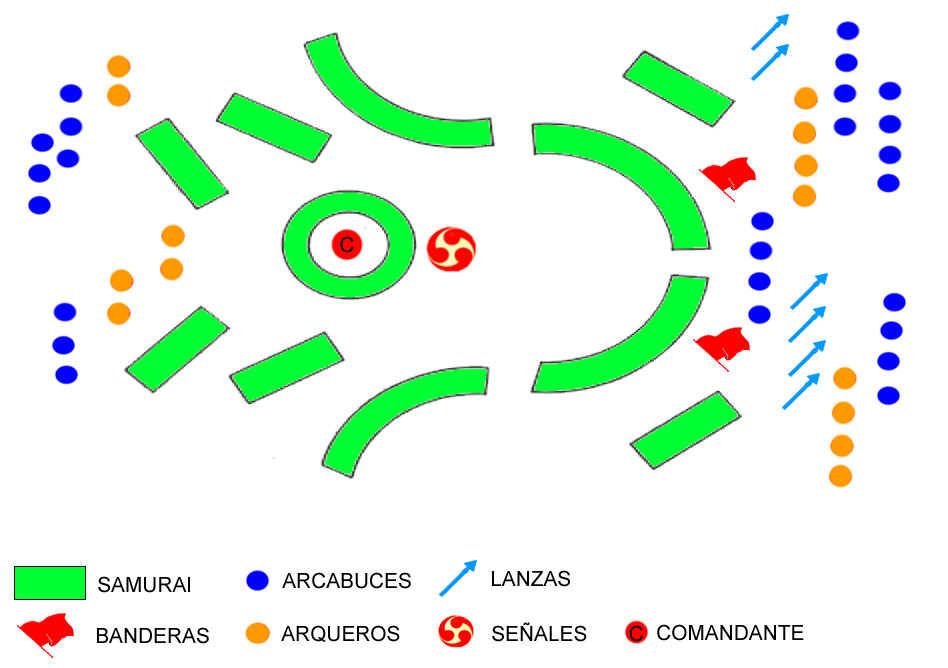
Formación Gyorin.

- Engetsu (media luna).- Formación utilizada cuando el ejército aún no era vencido pero se necesitaba realizar una retirada ordenada al castillo. Mientras la retaguardia retrocedía, la vanguardia podía aún organizarse de acuerdo a las circunstancias.

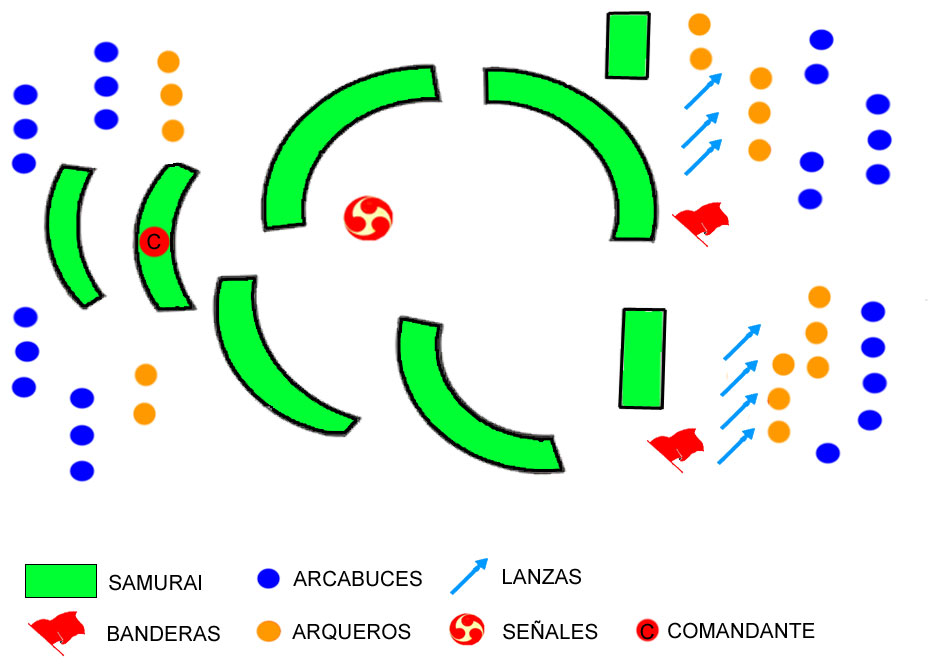
Formación Engetsu.

## Artes marciales
De cada niño que crecía dentro de una familia samurái se esperaba que de mayor fuera también un guerrero, por lo que gran parte de su infancia la dedicaba a practicar distintas artes marciales. Un samurái completo debía ser diestro por lo menos en el uso de la espada (kenjutsu), el arco y la flecha (kyujutsu), la lanza (sojutsu, yarijutsu), la alabarda (naginatajutsu) y posteriormente las armas de fuego. Del mismo modo, se les instruía en el uso de estas armas mientras se montaba a caballo. Además se esperaba que supieran nadar y bucear.
Durante la época feudal de Japón, florecieron diversos tipos de artes marciales, conocidas en japonés con el nombre de bujutsu (武術?). El término jutsu puede traducirse como «método», «arte» o «técnica» y el nombre que posee cada una es indicativo del modo o arma con el que se ejecutan. Los métodos de combate que se desarrollaron y perfeccionaron son muy diversos, entre los cuales destacan:
| Con armas          | Con armas                  | Con armas                              | Sin armas       |
| ------------------ | -------------------------- | -------------------------------------- | --------------- |
| Importante         | Secundario                 | Colateral                              |                 |
| Tiro con arco      | Arte del abanico de guerra | Arte de la cadena y otras herramientas | aiki jujutsu    |
| kyūjutsu           | tessenjutsu                | kusarijutsu                            | chikarakurabe   |
| kyūdō              | Arte del bastón            | kusariganayutsu                        | chogusoku       |
| shagei             | bōjutsu                    | manrikikusari                          | genkotsu        |
| Lanza y alabarda   | jōdō                       | chigirigijutsu                         | gusoku          |
| sōjutsu            | kanabo/ tetsubo jutsu      | gegikanjutsu                           | hakushi         |
| sojutsu/           | Arte del jitte             | Artes ocultas                          | jūjutsu         |
| naginatajutsu      | juttejutsu                 | kyusho Jitsu                           |                 |
| sodegaramijutsu    |                            | toiri-no-jutsu                         | kenpō o karate  |
| sasumatajutsu      |                            | kiaijutsu                              |                 |
| Esgrima            |                            | chikairi-no-jutsu                      | kogusoku        |
| tōjutsu            |                            |                                        | koshi-no-mawari |
| kenjutsu           |                            | yubijutsu                              | kumiuchi        |
|                    | koppō                      | roikomiuchi                            |                 |
| iaijutsu           |                            | fukihari                               | shikaku         |
| iaidō              |                            | suihokojutsu                           |                 |
| tantōjutsu         |                            |                                        | shubaku         |
| Equitación         |                            |                                        | sumai           |
| bajutsu            |                            |                                        | sumo            |
| jobajutsu          |                            |                                        | taidō           |
| suibajutsu         |                            |                                        | taidōjutsu      |
| Natación           |                            |                                        | torite          |
| suiejutsu          |                            |                                        | wajutsu         |
| oyogijutsu         |                            |                                        | yawara          |
| katchu gozen oyogi |                            |                                        |                 |

Hoy día las artes marciales se clasifican en Koryū budō o artes marciales clásicas, anteriores al siglo XIX, y a la modernización del Japón. Y las artes marciales tradicionales modernas o Gendai Budō.

## Filosofía y cultura

### Bushidō

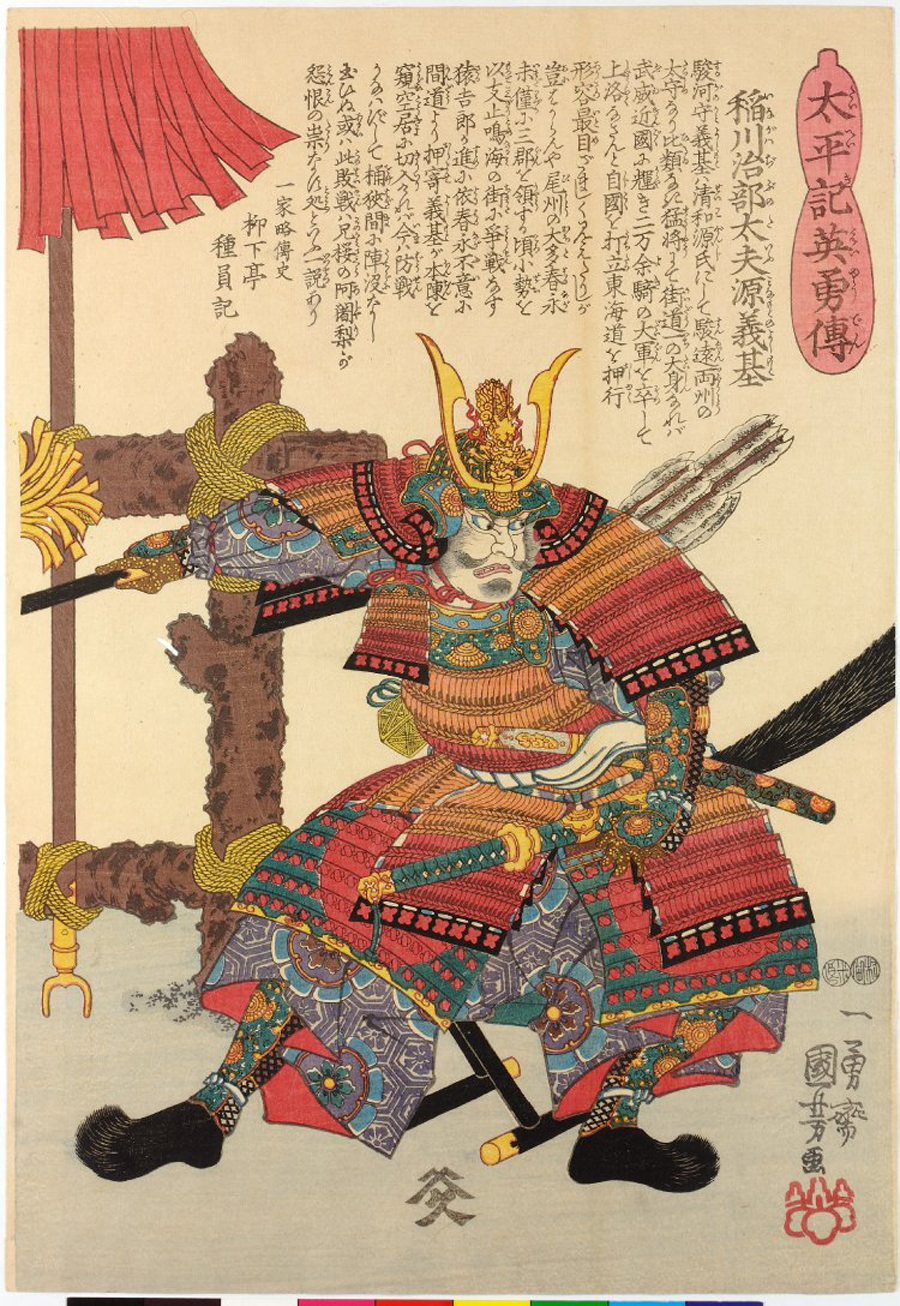
El bushidō alentaba que los dirigentes estuvieran presentes en el campo de batalla. Algunos permanecían sentados en un taburete de tijeras en la retaguardia, tal y como se representa a Imagawa Yoshimoto.

Durante largos periodos de inestabilidad, los samuráis se enfrentaron día a día con los horrores de la guerra y con la posibilidad de su propia muerte, por lo que muy seguramente todos eran conscientes de ese riesgo. Los preceptos clásicos del bushidō (武士道 lit. «Camino del guerrero»?) aparecieron por primera vez compilados en un breviario conocido como Hagakure a principios del siglo XVIII. En él aparecían algunos consejos prácticos aplicables al comportamiento samurái y el tema de la muerte tiene una importancia central en la obra.
La principal diferencia entre el bushidō y la caballería europea está en que, en el primero hay una total ausencia de amor cortés. Cuando las mujeres hacen aparición en las heroicas historias samurái, suele ser como una respuesta de autoinmolación, como cuando se suicidaban debido a que el castillo en el que se encontraban caía en manos enemigas.
El mayor dogma del bushidō radicaba en el aspecto de reforzar la idea que tenían los samuráis de sí mismos como miembros de una élite superior al resto de la sociedad. Solían referirse a los ashigaru como «sus inferiores» y a los extranjeros como «bárbaros». El bushidō además, alentaba a los dirigentes —incluso a los del país— a participar en los conflictos armados. Se suponía que todo comandante debería de permanecer en un taburete de tijeras en la retaguardia durante toda la batalla e incluso muchos participaban activamente en las contiendas. Son escasos los personajes que no estuvieron presentes con su ejército en batalla, como en el caso de Hideyoshi, cuando envió sus tropas con la finalidad de invadir Corea.

### Zen
El budismo fue llevado a Japón desde China durante el siglo VI y desde ese momento se expandió por todo el archipiélago. Durante la época de los samuráis existían diversas variantes o sectas de esta misma filosofía, aunque la mayoría de los guerreros optaron por el budismo de tipo Zen. El Zen enseña a sus seguidores a buscar la iluminación y salvación a través de la meditación, la cual se conseguía con mucha disciplina. Dado que el objetivo final de esta filosofía es buscar la armonía espiritual, la cual lleva a un «fluir entre la vida y la muerte», muchos guerreros se sintieron identificados y atraídos hacia ella.

### Seppuku

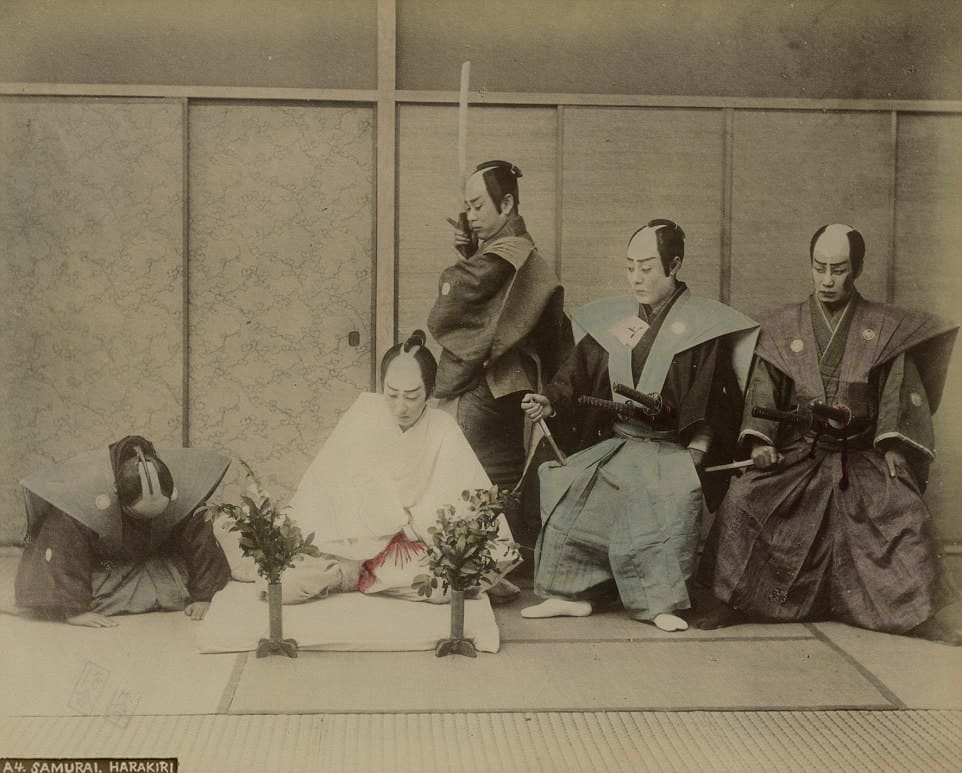
El seppuku, suicidio ritual que efectuaban los samuráis para evitar la vergüenza de la derrota, pagar por una equivocación grave o seguir a su señor en la muerte.

Un aspecto al que se daba mucha importancia era el anhelo de morir por su señor o por su causa. Esto se veía resumido en la práctica del seppuku, un suicidio ritual que era visto en la sociedad japonesa de la época con gran respeto y admiración. Un ejemplo claro es el caso del famoso samurái Torii Mototada, quien, a pesar de verse en condiciones adversas enfrentando a un enemigo sumamente superior, logró ganar el tiempo suficiente para que su señor Tokugawa Ieyasu huyera y pudiera armar un ejército de grandes proporciones y ganar finalmente en la Batalla de Sekigahara. Después de resistir el asedio del Castillo Fushimi por catorce días, cometió seppuku para evitar la vergüenza de la derrota. La práctica del seppuku también se extendía en el caso de que se buscara reparar algún error cometido, como un modo de protesta o como una manera de seguir a su propio señor a la muerte.

### Benefactores del arte

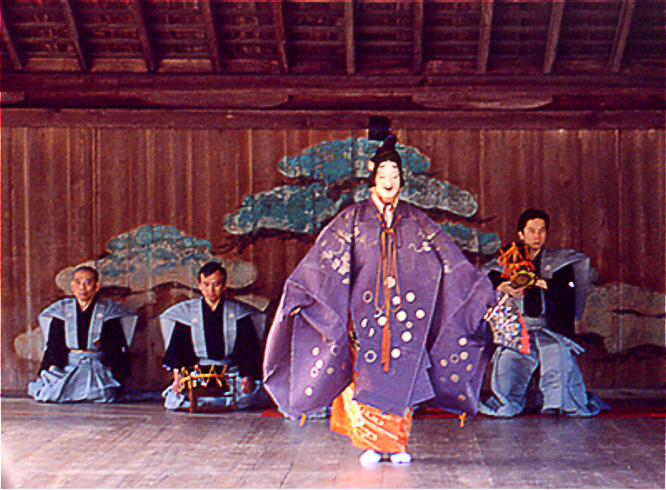
El nō se vio beneficiado durante el periodo Azuchi-Momoyama y el shogunato Tokugawa por las principales figuras militares.

Un aspecto de los samuráis casi desconocido en la actualidad son las aportaciones al arte que realizaron algunos daimyō durante la historia de Japón. Muchas de estas familias tenían una excelente formación en literatura y estética del mismo modo que dominaban tácticas de guerra. Algunos personajes que destacan por sus aportes hacia el arte son Oda Nobunaga y Toyotomi Hideyoshi, los cuales comenzaron la unificación del país durante el periodo Azuchi-Momoyama mediante sangrientas guerras.
Los samurái a menudo escuchaban y tomaban parte en la ejecución de actividades musicales como parte de sus prácticas diarias para enriquecer sus vidas y conocimiento.
Hideyoshi fue el personaje por el cual la ceremonia del té se convirtió en un arte. La gran ironía es que los recipientes para esta ceremonia eran traídos desde Corea, país que Hideyoshi invadió en dos ocasiones. Hideyoshi contrató a dos hermanos quienes, bajo la supervisión del famoso maestro del té Sen no Rikyū, crearon el estilo raku de recipientes. Otro daimyō que aprovechó los alfareros coreanos fue el del clan Shimazu de Satsuma, el cual hizo famosa a la región. Otro ejemplo son las aportaciones que hizo Oda Nobunaga al nō (能?), al cual solía recurrir frecuentemente.

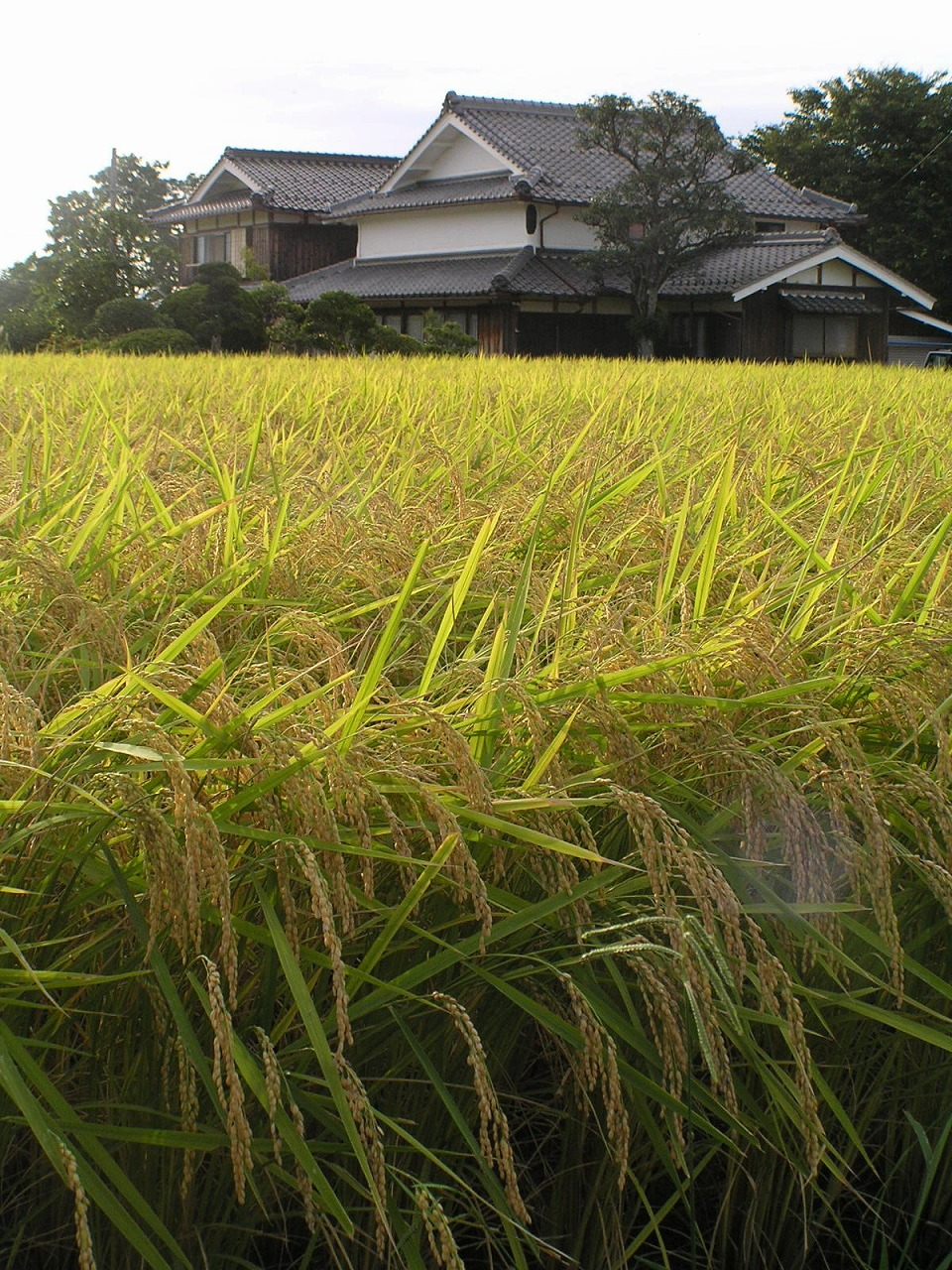
El arroz es la base de la alimentación en Japón desde tiempos remotos y los samuráis no fueron la excepción.

### Gastronomía
El arroz ha sido desde tiempos remotos la base de alimentación de la sociedad japonesa. Esto se hizo extensivo también a los samuráis, sobre todo después de mediados del siglo XV, cuando el arroz formó parte de su dieta regular. El arroz era cocido de distintas formas, ya fuera en una cacerola mezclado con yasai (verduras) y nori (algas), solo al vapor o en forma de onigiri (bolas de arroz). Se solían preparar también mochi (pastelillos de arroz) con harina de arroz o una mezcla de arroz y harina de trigo. Durante mucho tiempo fue un problema cocinar el arroz en medio de las campañas, pero Tokugawa Ieyasu ideó un método para ello: proveyó cascos de hierro a sus miembros de infantería y dentro de ellos se cocía el arroz.
Además del arroz se encontraba el tempura, platillo derivado de la cocina portuguesa y cuyo nombre deriva de «temporal» o «tiempo», y los sashimi tal y como lo conocemos hoy en día. Durante los banquetes de despedida los guerreros compartían kachi-guri (castañas secas), konbu (alga marina) y sake. Estos alimentos se disponían en tres cuencos simbolizando el cielo, el hombre y la tierra. Este ritual cambiaba considerablemente respecto al realizado por los piratas del mar, los cuales acostumbraban comer pulpo debido a que estos pueden defenderse en ocho direcciones al mismo tiempo.

### Pederastia
Los samuráis practicaban un tipo de pederastia similar al griego llamado wakashudō (若衆道?   «el camino de la juventud»), o simplemente shudō. En este sistema, el nenja, la parte activa y protectora de la pareja, era el de mayor edad, y el chigo o wakashu, la parte pasiva, el aprendiz, era el más joven; su relación se basaba en las obligaciones y la lealtad mutuas.

[...] la mayoría de los que saltan al campo de batalla, rechazando a los enemigos y acompañado a sus señores hasta el final, son los compañeros sexuales de sus señores [gomotsu].
Anónimo, siglo XVII.

El wakashudō era considerado por algunos moralistas como necesario para lograr «gentileza en el discurso» y «refinamiento del comportamiento educado», además de que se esperaba que el amante más joven diera su vida por el otro. Existen innumerables ejemplos tanto en la vida real como en la literatura de este tipo de relación, que no impedía a ninguno de los dos componentes tener relaciones sexuales con mujeres. Por ejemplo, se cree que más de la mitad de los shogunes entre 1338 y 1837 tenían este tipo de amantes. Existen además una gran cantidad relatos sobre el tema, como el titulado «Trágico amor de dos enemigos» de Cuentos del espíritu del samurái (1688) de Ihara Saikaku, sobre dos samuráis cuyo amor entra en conflicto con sus deberes.

## Samuráis famosos
Estos son algunos de los samuráis más representativos y famosos de la historia:
| Samuráis famosos    | Samuráis famosos                                | Samuráis famosos |
| ------------------- | ----------------------------------------------- | --- |
| Nombre              | Fecha de nacimiento - muerte                    | Aspectos importantes |
| Minamoto Yoshiie    | 1039 - 4 de agosto de 1106                      | Miembro del clan Minamoto, debido a sus proezas recibió el título de Hachimantarō (hijo de Hachiman). |
| Minamoto Yoshitsune | 1159 - 15 de junio de 1189                      | General del clan Minamoto, ayudó a su hermano Yoritomo a establecer el primer shogunato. |
| Kusunoki Masashige  | 1294 - 1336                                     | Luchó al lado del Emperador Go-Daigo en contra del shogunato Kamakura. Su lealtad sirvió de referencia y modelo para los futuros samuráis. |
| Sanada Yukimura     | 1567 - 3 de junio de 1615                       | Recibió varios títulos como el de «Héroe que solo aparece una vez cada cien años», «Demonio carmesí de la guerra» o «El guerrero número uno en Japón» debido a sus habilidades marciales. |
| Uesugi Kenshin      | 8 de febrero de 1530 - 19 de abril de 1578      | Daimyō que gobernó la Provincia de Echigo y rival legendario de Takeda Shingen. Tenía el apodo de «El dragón de Echigo». |
| Yamamoto Tsunetomo  | 1659 - 1719                                     | Redactor del Hagakure. |
| Takeda Shingen      | 1 de diciembre de 1521 - 13 de mayo de 1573     | Poderoso daimyō gobernante de la Provincia de Kai y rival legendario de Uesugi Kenshin. Tenía el apodo de «El tigre de Kai». |
| Date Masamune       | 5 de septiembre de 1567 - 27 de junio de 1636   | Su galeón «Juan Bautista» fue el primer barco japonés en hacer un viaje alrededor del mundo. Era conocido como «Dragón de un solo ojo». |
| Oda Nobunaga        | 23 de junio de 1534 - 21 de junio de 1582       | Después de la Batalla de Okehazama se convirtió en la figura más importante del país. Es considerado como el primero de los «grandes unificadores». Fue traicionado por uno de sus principales generales y obligado a cometer seppuku durante el «Incidente de Honnō-ji».                                                                                |
| Toyotomi Hideyoshi  | 2 de febrero de 1536 - 18 de septiembre de 1598 | Fue el segundo de los «grandes unificadores» de Japón a la muerte de Oda Nobunaga. Convocó a dos invasiones a Corea. |
| Tokugawa Ieyasu     | 31 de enero de 1543 - 1 de junio de 1616        | Fue el último de los «grandes unificadores» y fundador del shogunato Tokugawa. |
| Akechi Mitsuhide    | 1528 - 2 de julio de 1582                       | Fue uno de los principales generales de Oda Nobunaga. Es famoso debido a que traicionó a su señor durante el «Incidente de Honnō-ji». |
| Miyamoto Musashi    | ¿1584? - 19 de mayo de 1645                     | Se dice que participó en más de 60 combates y nunca perdió uno solo. Se convirtió en un rōnin y estableció el sistema Niten Ichi Ryu, además escribió «El libro de los cinco anillos». |
| Honda Tadakatsu     | 1548 - 3 de diciembre de 1610                   | Daimyō bajo las órdenes de Tokuwaga Ieyasu. Era reconocido por sus proezas militares e incluso Oda Nobunaga lo llamaba el «samurái entre samuráis», Toyotomi Hideyoshi aseguraba que los mejores samuráis eran «Honda Tadakatsu en el este y Tachibana Muneshige en el oeste», Takeda Shingen afirmaba que Tadakatsu era «un lujo para Tokugawa Ieyasu». |
| Torii Mototada      | 1539 - 8 de septiembre de 1600                  | Samurái al servicio de Tokugawa Ieyasu. Gracias a que pudo resistir el Asedio de Fushimi por diez días su señor pudo escapar y ganar finalmente la Batalla de Sekigahara. |
| Ishida Mitsunari    | 1560 - 6 de noviembre de 1600                   | Comandó el «Ejército del Oeste» durante la Batalla de Sekigahara en apoyo a Toyotomi Hideyori, hijo de Hideyoshi, a quien consideraba el heredero legítimo al gobierno. Perdió la batalla y murió decapitado. |
| Saigō Takamori      | 23 de enero de 1828 - 24 de septiembre de 1877  | Samurái y político japonés durante la Restauración Meiji. Se levantó en armas desde la provincia de Satsuma y su ejército fue aniquilado por la Armada Imperial Japonesa. Es considerado por muchos historiadores como «el último samurái». |

Otros grupos de samuráis famosos fueron:
- Los Veinticuatro Generales de Takeda Shingen
- Las Siete Lanzas de Shizugatake

## Mujeres guerreras

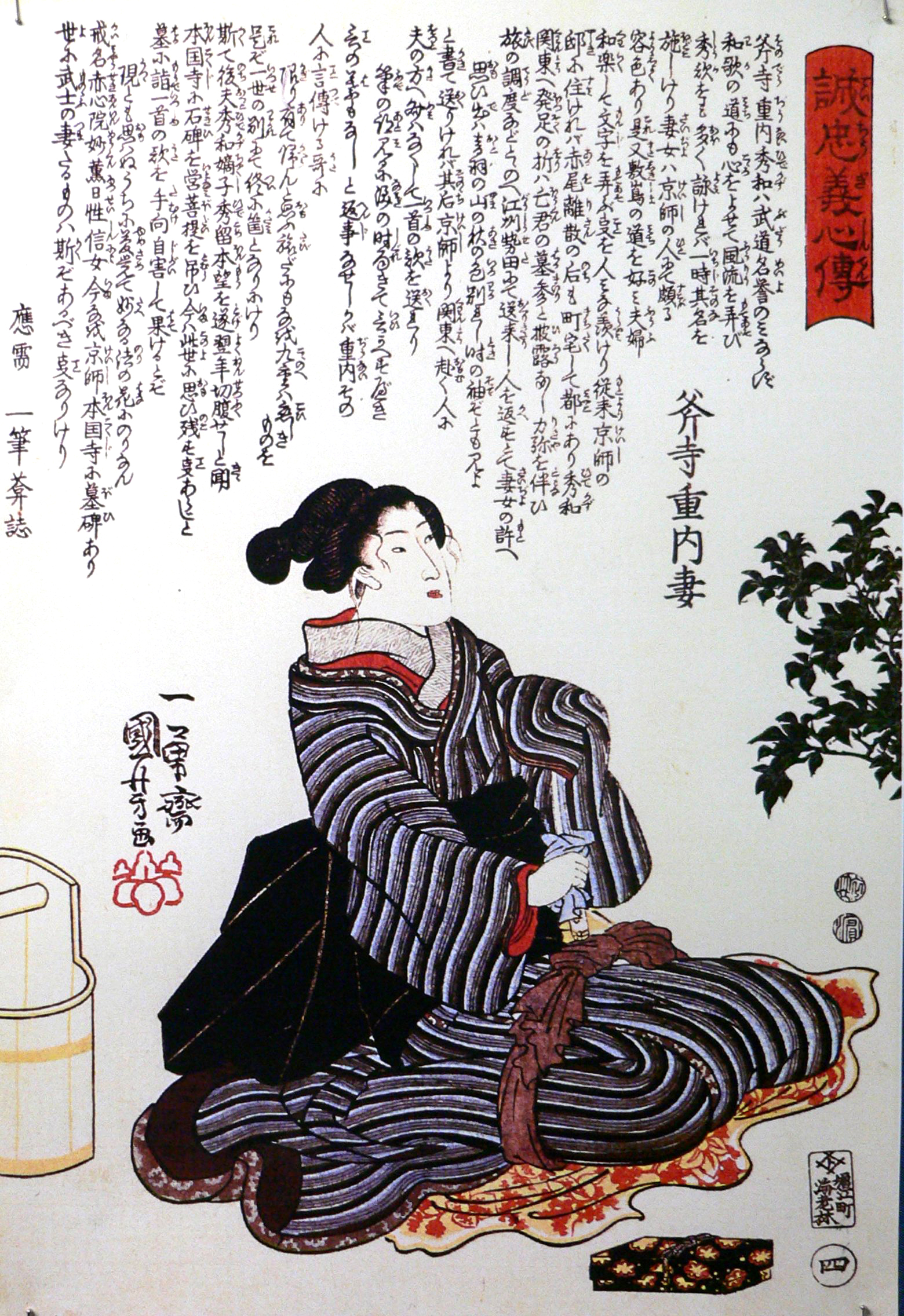
Las mujeres también efectuaban un suicidio ritual llamado jigai, y a diferencia del seppuku masculino, se cortaban la garganta.

Durante los primeros siglos de historia de Japón, fue evidente la fuerte carga matriarcal que tenía la sociedad. Una muestra de ello es el papel y el énfasis conferido a Amaterasu dentro del mito de la creación entre todos los kami. Entre las primeras crónicas japonesas, es recurrente escuchar acerca de reinas dirigiendo el ejército contra fortificaciones enemigas a lo largo de Yamato o del estrecho de Corea. De esto también quedó constancia en documentos chinos, donde un enviado aseguraba que una mujer, Himiko no Yamatai, era considerada como la máxima autoridad gobernante del país. A partir del periodo Heian las mujeres dejaron de participar directa y activamente en los campos de batalla. No obstante, seguían practicando artes marciales y técnicas de autodefensa. El naginata era su arma preferida debido a su largo alcance y versatilidad, junto con el yari. Estas armas solían estar colgadas en las puertas de los hogares militares para en el caso de que algún intruso se presentara. Otra arma en cuyo manejo eran especialistas era un puñal corto llamado kaiken, el cual era útil en combates a corta distancia. El kaiken servía también como el arma en que las mujeres cometían el suicidio ritual conocido como jigai. Este último se diferenciaba del seppuku masculino en que, en lugar de cortarse el vientre, el corte se efectuaba en la garganta.
Dentro de las mujeres guerreras más famosas destaca Tomoe Gozen. De ella se dice que, después de matar a varios enemigos en un solo combate, el líder de las fuerzas enemigas, Uchida Iyeyoshi, intentó capturarla él mismo. Durante la escaramuza, Uchida intentó tirarle de una manga para bajarla del caballo. Esto enfureció tanto a Tomoe, que giró sobre su adversario y le cortó la cabeza, trofeo que más tarde presentó a su esposo. Se dice que, en otra batalla, después de varias horas de combate, ella era una de los últimos siete guerreros de pie. Según la leyenda, su última acción fue cuando, al enterarse de que su esposo Minamoto no Yoshinaka estaba a punto de ser derrotado, decidió adentrarse en el campo de batalla con el objeto de brindarle tiempo suficiente para que pudiera morir honrosamente cometiendo seppuku. Con el afán de lograr su cometido, cabalgó hasta donde se encontraba el más diestro de los guerreros enemigos y lo retó, intentando atraer la atención del resto de los combatientes. Se dice que efectivamente logró vencer y decapitar a su rival, sin embargo, cuando llegó al lugar donde se encontraba su esposo, este había muerto por el impacto de una flecha. Esto la desalentó tanto, que bajó la guardia y murió a manos de varios guerreros en ese mismo lugar.

## Samurái occidental

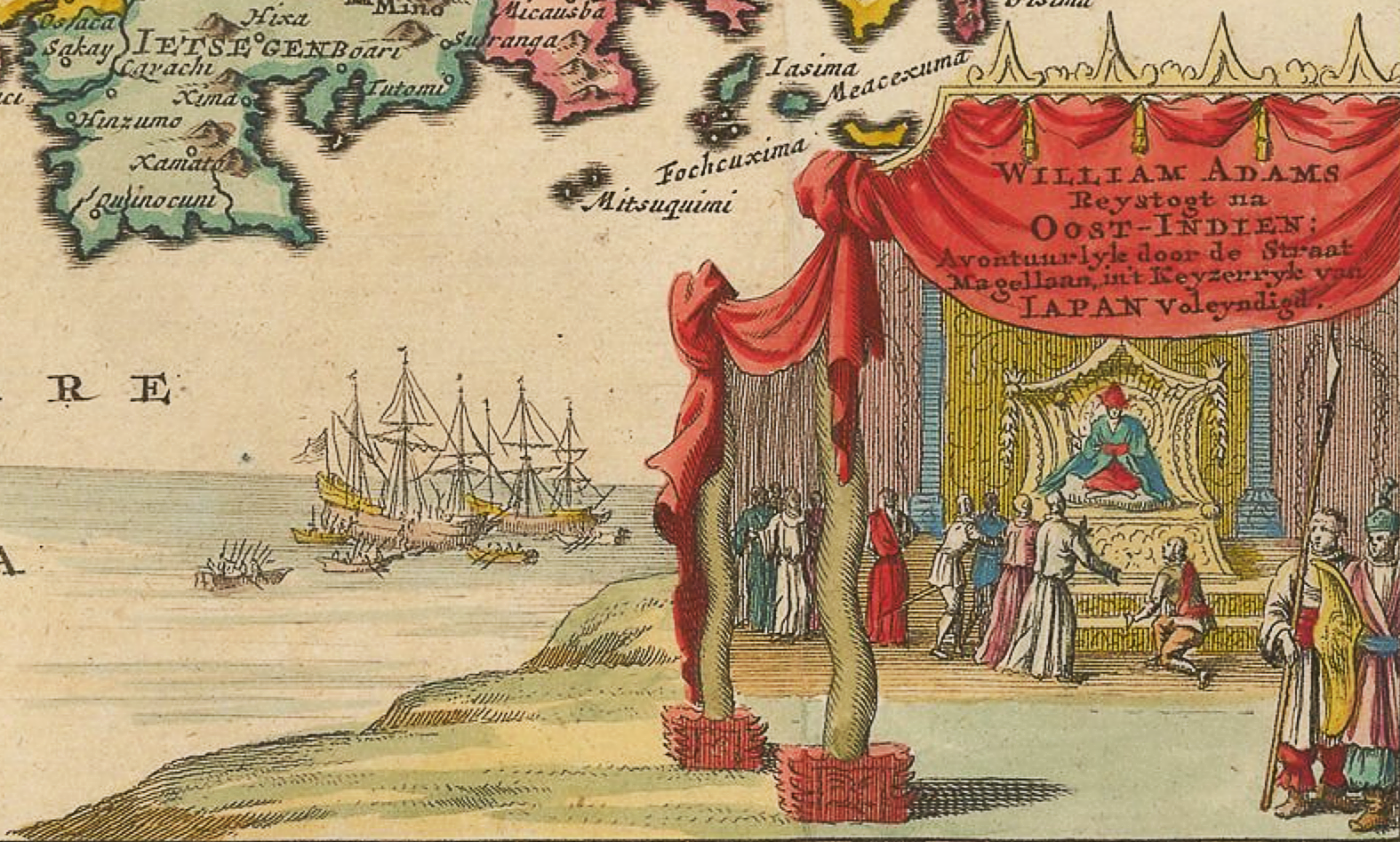
Representación del encuentro entre William Adams y Tokugawa Ieyasu. Dibujo de 1707.

Todo parece indicar que el navegante y explorador William Adams (24 de septiembre de 1564 - 16 de mayo de 1620) fue el primer inglés en arribar a Japón, además de ser el primer extranjero en recibir el título de samurái. William Adams, conocido en japonés como Anjin-sama (anjin, «piloto»; sama, título honorífico superlativo de san) y Miura Anjin (三浦按針 el piloto de Miura?) fue un navegante inglés quien, después de naufragar en el océano en el barco neerlandés Liefde, arribó a costas japonesas en el año 1600. Poco después se entrevistó directamente con Tokugawa Ieyasu y fue interrogado por varias semanas. Gracias a que Adams hablaba un poco de portugués, Ieyasu pudo entablar comunicación con él a través de sus intérpretes, quienes en aquella época mantenían contacto frecuente con comerciantes españoles y portugueses. William le habló de la «reforma protestante» y las consecuentes guerras en Europa entre países protestantes y católicos, entre otras novedades para él. Adams causó tan buena impresión en el shōgun (a pesar de las intrigas de los misioneros jesuitas, quienes decían que los ingleses eran los «bandidos y ladrones de todas las naciones», por lo que pedían que todos los tripulantes fueran crucificados como «enemigos de Japón»), que Ieyasu permitió que los tripulantes del Liefde regresaran a sus hogares, sin embargo a él lo mantuvo como consejero personal en asuntos de comercio internacional, además de que lo nombró samurái y hatamoto y le proporcionó un feudo valuado en 250 koku con 80 granjeros.
Fue finalmente William Adams quien construiría los primeros barcos de tipo occidental en Japón. Estas naves realizarían viajes hasta México, Manila y España. Williams falleció el 16 de mayo de 1620 en Hirado y nunca volvió a su país natal.
La historia de William Adams, se encuentra relatada en la novela Shogun: señor de samuráis del escritor James Clavell, y misma de la cual se filmó una miniserie en el año de 1980, protagonizada por el actor estadounidense Richard Chamberlain como el piloto inglés John Blackthorne y actor japonés Toshirō Mifune, representado el papel del señor Toranaga.

## Samuráis en la cultura popular

### Cine
Desde que el cine se popularizó, un tema recurrente en Japón fue el de los samuráis. Si bien en sus comienzos el tema se abordaba de una forma más dramática, después de la Segunda Guerra Mundial se transformaron en películas de acción con personajes más oscuros y violentos, donde los directores se enfocaron en presentar guerreros cicatrizados psicológica o físicamente. Akira Kurosawa, uno de los directores japoneses más famosos, estilizó y exageró la muerte y la violencia en las películas «épicas samurái». Los samuráis que representaba en sus obras eran figuras solitarias, más preocupados con ocultar sus habilidades que hacer alarde de ellas.
En Japón, el término chanbara (チャンバラ?) es utilizado para este género de películas. Esta clase de películas es ambientada regularmente durante el periodo Edo. El chanbara es además un subgénero del jidaigeki o «periodo drama», el cual consiste en ambientar una película en un periodo histórico, no necesariamente en un ámbito samurái o de lucha de espadas.
En la actualidad el tema de los samuráis se ha globalizado y uno de los máximos exponentes de este tipo de películas son las del mismo Akira Kurosawa, las cuales han sido reconocidas a nivel internacional. Una de sus grandes películas, Los siete samuráis ha sufrido diversas adaptaciones, entre la que destaca la película de Los siete magníficos y un «Western» de John Sturges de 1960.
Otra de las películas de Kurosawa, La fortaleza escondida, sirvió como inspiración para parte de la trama de Star Wars de George Lucas así como de los personajes de Obi-Wan Kenobi, el maestro Yoda, C-3PO y R2-D2.
Otro ejemplo lo proporciona la película El último samurái, protagonizada por Tom Cruise, la cual está inspirada tanto en la Rebelión Satsuma de Saigō Takamori y la historia de Jules Brunet, un capitán francés que peleó al lado de Enomoto Takeaki durante la Guerra Boshin.
Por último, en el año 2013 se estrenó la película 47 Ronin, que hace alusión (aunque con partes de fantasía) a la leyenda de los 47 rōnin.

### Manga y anime
Las historias de samuráis han sido abordadas con profusión en la historieta de su país, llamado manga. Allí, tras las Segunda Guerra Mundial, la propaganda es sustituida por el entretenimiento (Akado Suzunosuke de Eiichi Fukui, 1954; Tenpei Tenma de Taku Horie, 1957), aunque los grandes maestros de este tipo de relatos fueron Sanpei Shirato, autor de Ninja Bugeicho (1959), Sasuke (1961) y Kamui (1964) y Kazuo Koike/Goseki Kojima, autores de El lobo solitario y su cachorro (1970). En otras tradiciones hay también obras importantes protagonizadas por samuráis como, por ejemplo, Ronin (1983) del estadounidense Frank Miller o Kogaratsu (1985) de los belgas Bosse/Michetz.
A lo largo de la historia del manga y el anime, se han creado numerosas series que toman los samuráis como protagonista como Rurouni Kenshin, Samurai Champloo, Afro Samurai, Samurai 7, Shiguiri, Yoroiden Samurai Troopers, Gintama, Sengoku Basara, Brave 10 y un largo etcétera
En la serie de manga Lupin III, uno de los compañeros de Lupin es el Samurai Goemon Ishikawa XIII. Un Samurai proscrito de la decimotercera generación de descendientes del legendario forajido japonés Ishikawa Goemon.
En la animación occidental, la serie animada estadounidense Samurai Jack cobró gran popularidad
Fuera de la animación, los elementos del guerrero samurái fueron adaptados en la serie live-action de tokusatsu Samurai Sentai Shinkenger y su adaptación americana Power Rangers Samurái.
Desde el 3 de noviembre de 2023 Netflix emite Samurái de ojos azules, la cual es una serie de televisión de animación para adultos creada y escrita por Michael Green y Amber Noizumi.

### Videojuegos
Al igual que en el anime y manga, los samuráis han servido de inspiración para el desarrollo de varios videojuegos y sagas como Samurai Showdown, Warriors Orochi, Dinasty Warriors, Nioh, For Honor, Total War: Shogun, Onimusha, Bushido Blade, Genji: Dawn of Samurai, etc
En el videojuego Age of Empires II: The Age of Kings, el samurái es la unidad única de la civilización japonesa.
En el videojuego Age of Empires III: The Asian Dynasties, aparece la civilización japonesa con la mayoría de unidades y una campaña japonesa de Tokugawa Ieyasu
En el videojuego Ghost of Tsushima se describen los hábitos y designios propios del código de la justicia y honor del bushido. El título recrea firmemente una ambientación apoyada en la cinematografía propia del cine de samuráis y las cintas del director Akira Kurosawa para retratar la invasión mongola a la isla de Tsushima. El protagonista de la historia Jin Sakai, un samurái apadrinado por un daimio del clan Shimura, que además es su propio tío; se enfrenta y pone en duda este código ético para vencer a los enemigos invasores. El conflicto entre tío y sobrino por emplear métodos más propios de los shinobi que de los samuráis, es el motor que engloba la historia del videojuego. Gozó de buena acogida entre la crítica y el público y fue alabado por muchos medios del sector en Japón.

### Principal
- Benesch, Oleg (2014). Inventing the Way of the Samurai: Nationalism, Internationalism, and Bushido in Modern Japan. Oxford University Press. ISBN 0198706626.
- Gaskin, Carol; Hawkins, Vince (2005). Breve historia de los samuráis (Juan Antonio Cebrián, trad.). Nowtilus S.L. ISBN 8-49763-140-4.
- Izuka, Kunio; Clive Sinclaire (2001). Samurai: The Weapons and Spirit of the Japanese Warrior. Globe Pequot. ISBN 1-59228-720-4.
- Ratti, Oscar; Westbrook, Adele (2001). Secretos de los samurái: Estudio de las artes marciales del Japón. Paidotribo. ISBN 8-48019-492-8.
- Turnbull, Stephen (1996). Samurai Warfare. Sterling Publishing Co. ISBN 1-85409-280-4.
- Turnbull, Stephen (2003). Samurai: The World of the Warrior. Osprey Publishing. ISBN 1-84176-740-9.
- Turnbull, Stephen (2006a). Samuráis, La Historia de los Grandes Guerreros de Japón. Libsa. ISBN 84-662-1229-9.
- Turnbull, Stephen (2006b). Osaka 1615, the last battle of the samurai. Ilustrado por Richard Hook. Osprey Publishing. ISBN 1-84176-960-6.

### Secundaria
- Ashkenazi, Michael (2003). Handbook of Japanese Mythology. ABC-Clio. ISBN 1-57607-467-6.
- Brown, Steven T (2002). Theatricalities of Power: The Cultural Politics of Noh. Stanford University Press. ISBN 0-8047-4070-4.
- Carton, Adrian (2007).  Aldrich, Robert, ed. Gleich und anders (en alemán). Hamburgo: Murmann. ISBN 978-3-938017-81-4.
- Chan, Lesley (1998). Japón. Ediciones Granica S.A. ISBN 8-47577-493-8.
- Crompton, Louis (2006). Homosexuality & Civilization (en inglés). Cambridge y Londres: Belknap. ISBN 0-674-02233-5.
- Felder, Elsa (2005). Vida y pasión de grandes mujeres: Las guerreras. Imaginador. ISBN 9-50768-493-X.
- Gardini, Walter (1996). Religiones y literatura de Japón. Kier. ISBN 9-50170-631-1.
- Hackin, J. (1994). Asiatic Mythology: A Detailed Description and Explanation of the Mythologies of All the Great Nations of Asia. Asian Educational Services. ISBN 8-12060-920-4.
- Haig, John H.; Nelson, Andrew N. (1997). The New Nelson Japanese-English Character Dictionary: Based on the Classic Edition by Andrew N. Nelson. Tuttle Publishing. ISBN 0-80482-036-8.
- Inoguchi, Rikihei; Tadashi Nakajima, Roger Pineau (1980). El Viento Divino. Javier Vergara.
- Jones, David E. (2001). Women Warriors: A History. Brassey's. ISBN 1-57488-206-6.
- Kawabata, Yasunari (2008). Primera nieve en el Monte Fuji. Norma. ISBN 958-450-647-1.
- Marshall Cavendish Corporation (2007). World and Its Peoples: Eastern and Southern Asia. Marshall Cavendish. ISBN 0-76147-632-6.
- Perkins, Dorothy J. (1997). A Chronology of Japanese Military Expansion from de Meiji Era to the Attack on Pearl Harbor (1868-1941). Diane Publishing. ISBN 0-78813-427-2.
- Rhea Dulles, Foster (1969). Eastward Ho! The First English Adventurers to the Orient: Richard Chancellor, Anthony Jenkinson, James Lancaster, William Adams, Sir Thomas Roe. Ayer Publishing. ISBN 0-83691-256-X.
- Silver, Alain (1977). The Samurai Film. New York: Overlook Press. ISBN 0-87951-175-3.
- Statler, Oliver (1982). Japanese Inn. University of Hawaii Press. ISBN 0-8248-0818-5.
- Torres Graell, Albert (1998). Kanji, La escritura japonesa. Hiperión. ISBN 84-7517-110-9.
- Turnbull, Stephen (1979). Samurai Armies, 1550-1615. Osprey Publishing. ISBN 0-85045-302-X.
- Turnbull, Stephen (1998). The Samurai Sourcebook. Cassell & Co. ISBN 1-85409-523-4.
- Turnbull, Stephen (2003). Ninja, AD 1460 - 1650. Osprey Publishing. ISBN 1-84176-525-2.
- Weston, Mark; Mondale, Walter F. (2002). Giants of Japan: The Lives of Japan's Most Influential Men and Women. Kodansha America. ISBN 1-56836-324-9.
- Yamamoto, Tsunetomo (2006). Bushido. Paidotribo. ISBN 8-48019-843-5.